# つげ義春
つげ 義春（つげ よしはる、戸籍上は1937年〈昭和12年〉10月30日（実際は4月の生まれ） - ）は、日本の漫画家・随筆家。
幻想性、叙情性の強い作品のほか、テーマを日常や夢に置きリアリズムにこだわった作風を特徴とし、旅をテーマにした作品も多い。『ガロ』を通じて全共闘世代の大学生を始めとする若い読者を獲得。1970年代前半には『ねじ式』『ゲンセンカン主人』などのシュールな作風の作品が高い評価を得て、熱狂的なファンを獲得した。漫画界以外にも美術・文学界からも評価され、作品を読み解く試みを誘発し、漫画評論の発展にも影響を与えた。
デビュー当初はつげ・よしはると表記していた。本名の柘植 義春名義による作品もある。またナカグロを入れてつげ・義春と表記されたこともある。漫画家のつげ忠男は実弟。妻藤原マキは、唐十郎主宰の劇団・状況劇場の元女優。長男はつげ正助。身長175センチあるいは176センチ。
旭日中綬章受章者。日本芸術院会員。

## 概要・人物
小学校卒業と同時にメッキ工場に勤め、転職、家出を繰り返しながらメッキ工に戻る。17歳で漫画家を志し、18歳で若木書房より『白面夜叉』でデビュー。貸本雑誌『迷路』『忍風』などに作品を発表。1967年からは発表の舞台を『ガロ』に移し『沼』『チーコ』『山椒魚』などで注目され始め、『ねじ式』で多くの読者・文化人に衝撃を与える。これらの作品を発表した1967年 ‐ 1968年の一時期、精力的に執筆したものの、1970年代からは体調不良もあり年に数作という寡作なペースとなる。神経症に苦しみながらも1984年発刊の『COMICばく』誌上に『無能の人』などを毎月連載。1987年を最後に漫画作品は発表していない。
つげ作品の原点となっている原風景は、敗戦の翌年の1946年から1954年までの8年間である。1942年に父を亡くし、戦後は男三兄弟が母の手元に置かれたが、間もなく母は再婚し、妹2人が生まれる。義父と祖父を加え8人の大家族であった。家計を支えるため、兄弟とともに葛飾の京成立石駅前の闇市で商売をする。1950年からは、小学校卒業と同時にメッキ工場で働きだす。この様子は『やもり』『海へ』『大場電気鍍金工業所』などの私小説的色彩の強い作品に描写された。幼少期より、対人恐怖症、赤面症恐怖症を患い、家族の中にあっても居心地の悪さを感じ、家族のもとに帰るのを恐れ、朝から晩までメッキ作業に精を出す。15歳で密航を企てるも失敗。家族から逃げるために中華そば屋で住み込みで働くが、再びメッキ工に戻る。この頃から、誰にも会わずにできる仕事である漫画家になる決心をし、少年雑誌などに投稿を繰り返し、17歳にして採用されメッキ工をやめ漫画家となる。当時は貸本全盛期で、漫画単行本は基本的に貸本屋向けに発行された。1940年代から1950年代は全国に2万 - 3万軒の貸本屋があった。しかし、貸本はすぐに陰りが見え始め、大手雑誌の依頼を受けるようになる。ところが大手出版社は描き手に、ストーリーまで口出しした。コミュニケーションが苦手なつげは再び貸本へ戻る。1960年を境に貸本は衰退の一途をたどる。この頃、『ガロ』が誕生する。同誌の「連絡乞う」の尋ね人に応じ、つげは貸本漫画を離れ、白土三平が希求した〈己の作品〉を手掛けるに至る。足かけ5年間、名作、傑作を同誌上に発表。つげ世界の全面展開が始まる。

### エピソード
つげの人柄を表すエピソードとして、以下の逸話がある。1980年代に、ある広告代理店が某メーカーのTVコマーシャルへの出演をつげに打診。出演料は郊外なら家一軒が建てられる金額を提示されたが、つげは考慮することなく断った。理由は以下の通りであった「とくに貧乏というわけではなく、それより、撮影のためのスタッフと何日も過ごすのが耐えられない。それに、自分がコマーシャルに出るという意味が分からないし、だいたい恥ずかしいよね」であった。

### 受賞・栄典
2017年には『つげ義春 夢と旅の世界』（新潮社）と一連の作品で第46回日本漫画家協会賞大賞受賞。2020年には第47回アングレーム国際漫画祭で特別栄誉賞を受賞した。
2024年11月の秋の叙勲で旭日中綬章を受章した。

## 経歴

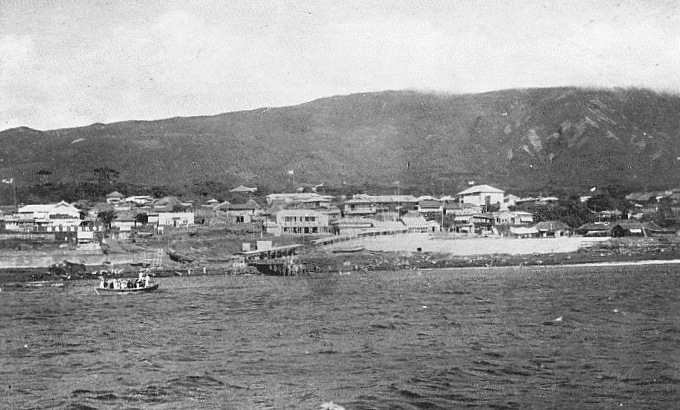
1933年当時の伊豆大島

### 出生
1937年、岐阜県恵那市の豪農一族の生まれで東京都伊豆大島の旅館に勤める板前の父・一郎と、同じ旅館のお座敷女中の母・ますの次男として、東京市葛飾区立石の中川べりの船宿（母の実父の家）で生まれる。戸籍上は10月30日生まれであるが、実際は同年4月生まれ。つげの出生時、父・一郎は伊豆大島におり、臨月の母が兄を連れ福島県石城郡四倉町（現・福島県いわき市四倉町）から大島（大島町元町）へ引越移動中急に産気づいたため、葛飾の実家に緊急迂回しての出産であった。出産時、産婆の来る前に母がつげを生んだので、母の実父が泣き声もあげないつげに人工呼吸を施し、しまいには両足を持って振り回したという。その後、伊豆大島へ転居。

### 伊豆大島、千葉大原時代

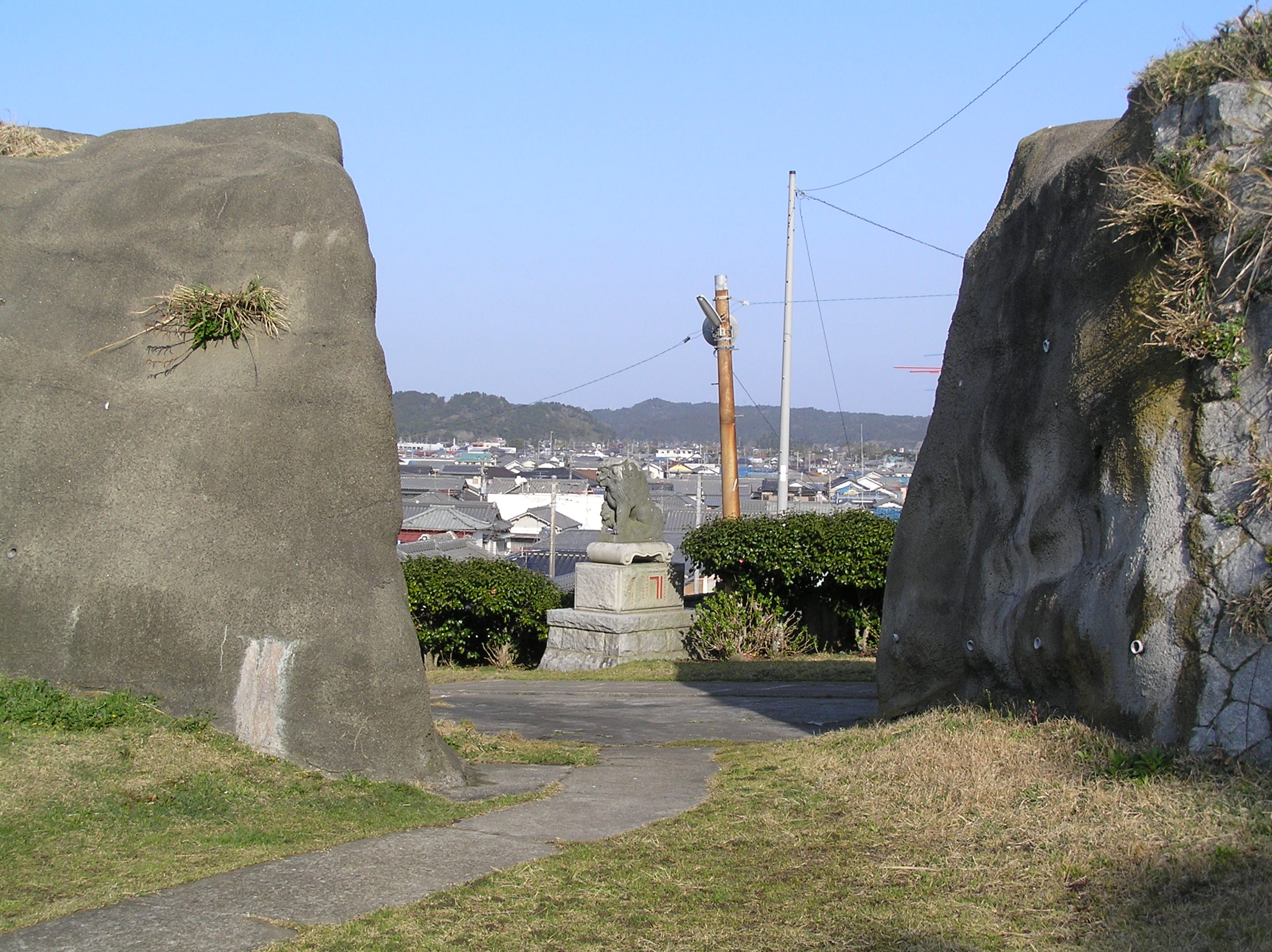
母の郷里でつげ自身も幼児期に住んでいた大原漁港と八幡岬周辺

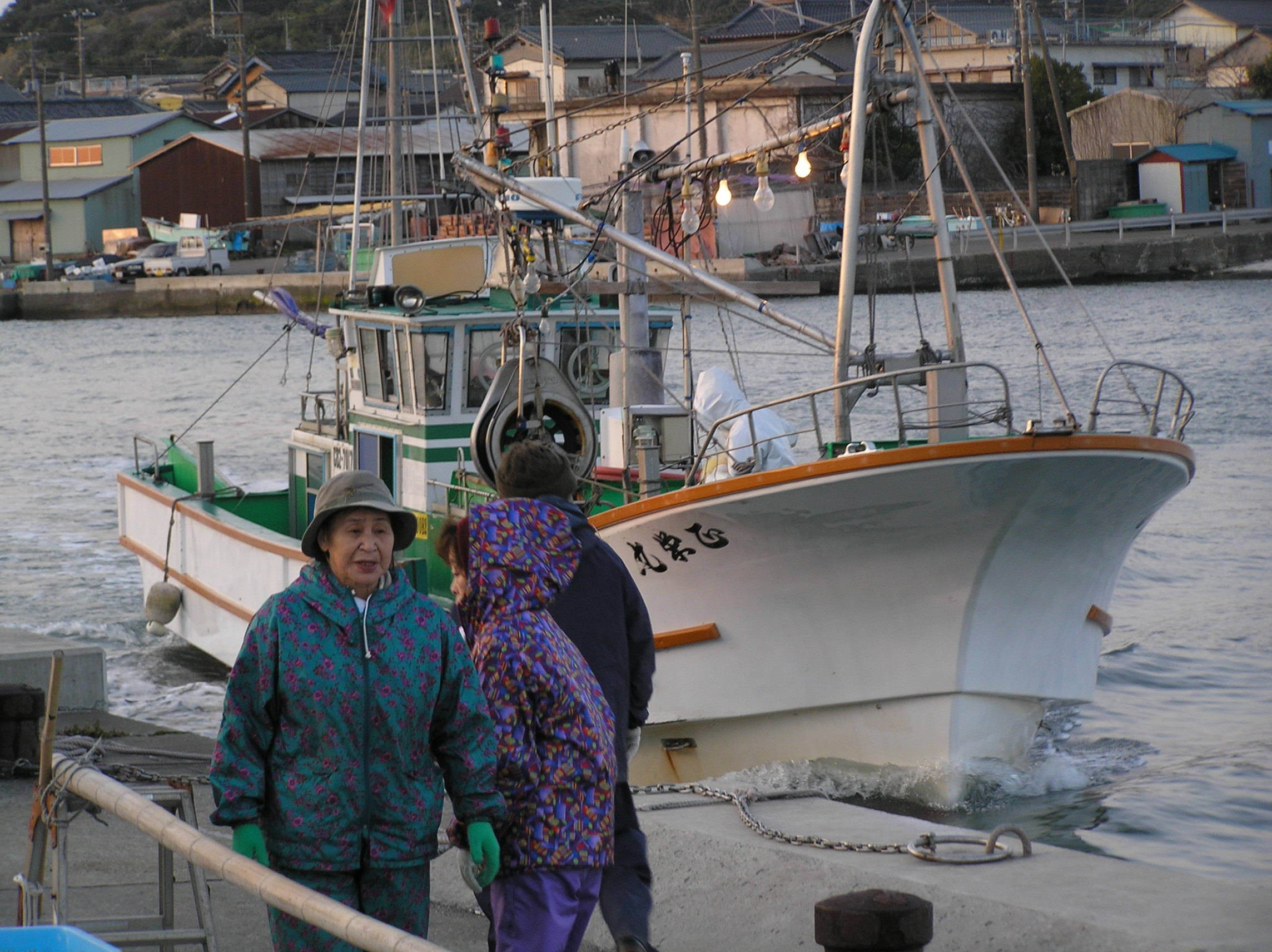
つげが母と幼少期を過ごした大原の漁村（大原漁港）

つげ義春の父・柘植（つげ）一郎は、腕のいい板前職人で、東京都大島町元町の最も大きく格式も高かった千代屋旅館に勤めていた。職位は板長（総料理長）。千代屋は当時、皇族や政府要人が来島の際に必ず泊まる御用達旅館でもあった。また、「南風」「大島を望む」「伊豆大島風景」等を描いた画家・和田三造を始め、昭和初期の著名な画家達が定宿にしていたという記録もある。千代屋旅館の記憶について、つげは「縁の下に大きなイタチが住んでいた記憶がある」と後年回想している。つげが伊豆大島で暮らした4歳頃までは、家族が仲睦まじく経済的にも安定した時期であった。

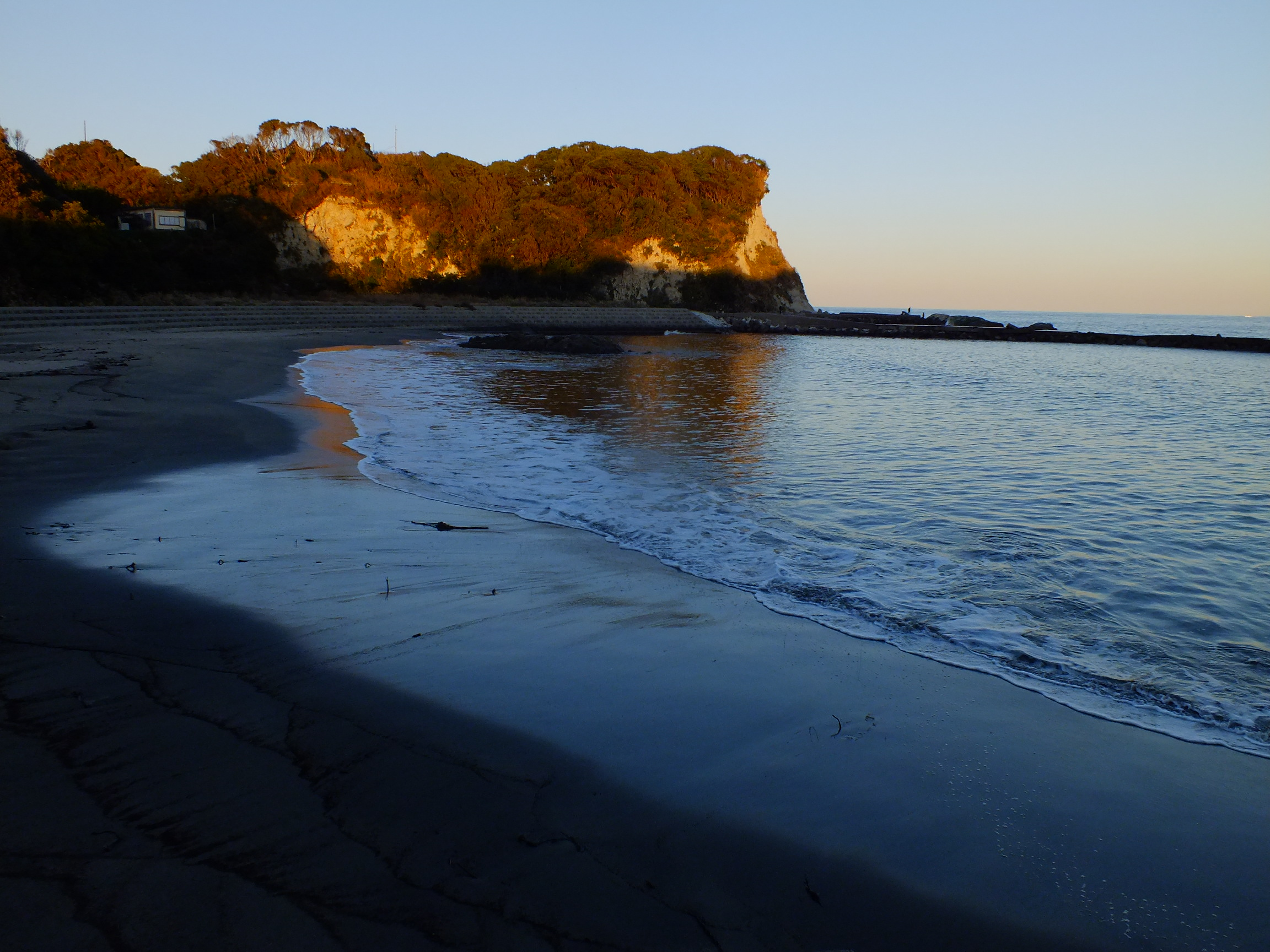
つげが幼少期に過ごし、原風景ともなったいすみ市大原八幡岬。のちに『海辺の叙景』の舞台として描かれた。

つげ義春にとって伊豆大島は、父が板長として元気に仕事をしていた時代であり、波乱の多い生涯において唯一良い思い出の故郷である。1987年3月、雑誌「COMICばく」（日本文芸社）に発表した、密航を題材にした自伝的作品「海へ」において、大島の「三原山」「あんこ娘」「椿」「大島節」等を背景に、板長の父とあんこ娘姿の母の周りに3人の子（兄の政治と義春と弟の忠男。母の初産であった長女の守子は、つげが誕生する前、3歳時にすでに大島で死亡していた）、幸せだったつげ一家の情景が6カットに亘り描かれている。

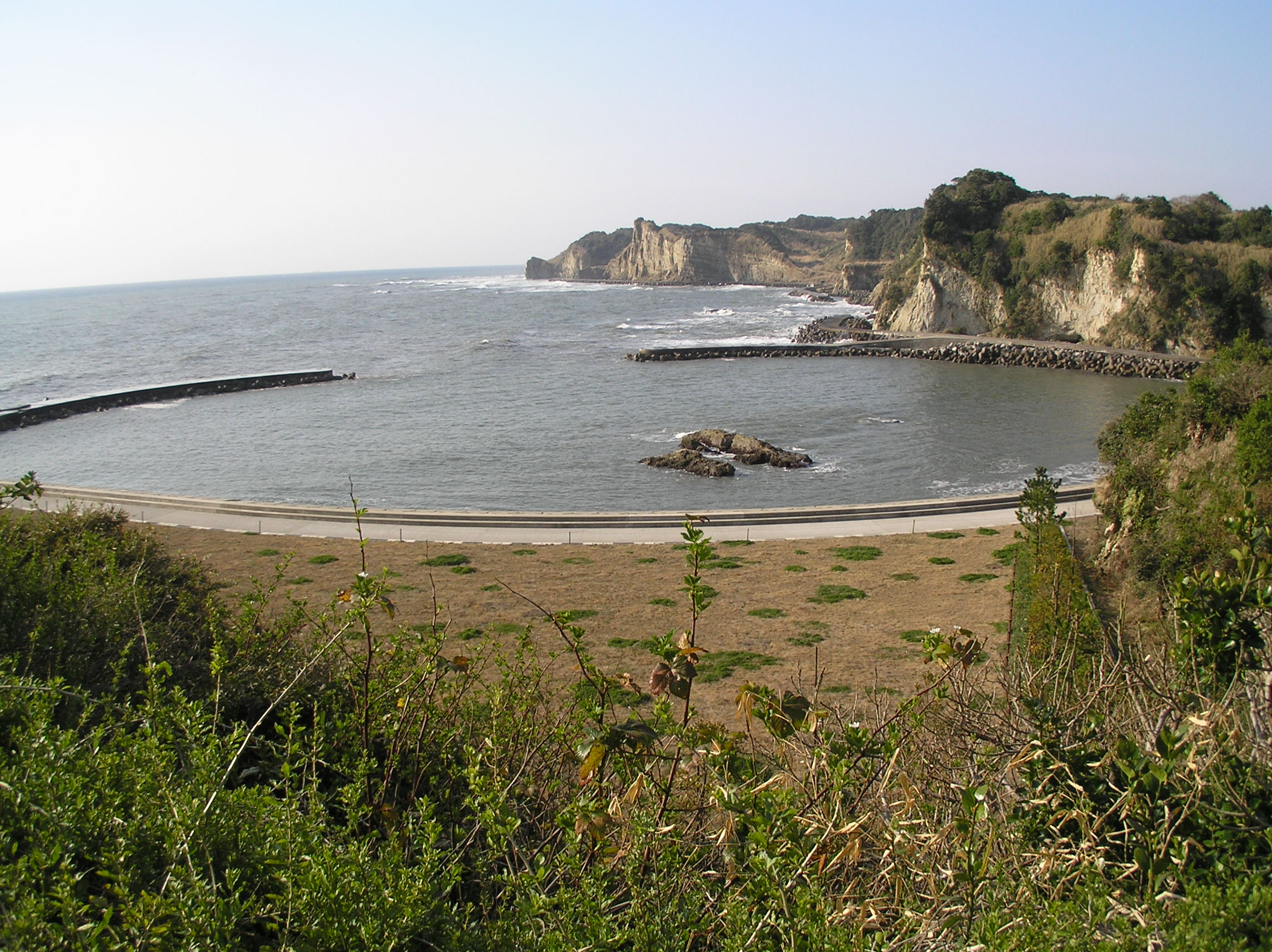
八幡岬からの展望。つげがお気に入りで石子順造ほか多くの知人を案内した。

1941年、4歳、三男・忠男が生まれる。母の郷里である千葉県大原（現在のいすみ市）の漁村小浜へ転居。父は東京の旅館へ単身、板前として出稼ぎ。母は自宅で夏は氷屋、冬はおでん屋で生計を立てる。経済的には山をもてるほどの余裕があった。大原町では幼稚園に入園したが、集団生活になじめず、3日で退園。すでに臆病で自閉的な性格があらわれていた。この年、父は病に倒れ東大病院へ入院。
父・柘植一郎は、自分の病気の悪化に伴い、入院先の東大病院から妻・ます宛に手紙を出している。「…自分の病気（アジソン病）はもう治りそうにない。政治や義春や忠男は元気でいるでしょうか、自分にもしものことがあったら、子供たちのことはくれぐれもよろしくお頼み申し上げます」。母が箪笥の奥にしまっていたこの手紙を偶然見つけ、こっそり読んだのは12〜13歳の頃だったと、つげは回想している。
1942年、5歳のとき、父・一郎が前述のアジソン病により42歳で死去。死の直前の父は錯乱状態であり、東京の出稼ぎ先の旅館の布団部屋に隔離され、布団の山の間に逃げ込み、そこで座ったまま絶命した。母はつげとつげの兄を引きずるように父の前に立たせ「お前達の父ちゃんだよ、よく見ておくんだよ」と絶叫したという。1943年、葛飾区立石に転居。母は軍需工場に就職。一家4人で社宅の4畳半で生活する。あまり外出せず兄・政治と弟を相手に遊ぶ。貧しい母子家庭で苦労して育つ。

### 小学校時代
1944年に葛飾区立本田小学校（当時は国民学校）に入学。この頃から、絵を描いて遊ぶようになる。当時は空襲が激しく、ろくに通学もできなかった。学校嫌いであったつげは空襲で休校になるのがうれしく、毎日空襲があればよいと思っていた。この頃、自宅付近の中川べりで不発弾処理を見学中に近くに被弾した爆弾のために土手から転落、軽傷を負う。また、近くにあった高射砲がB-29を撃墜し真っ二つにする光景を目撃する。1945年3月10日の東京大空襲の後、空襲を避けて兄・政治に続き新潟県赤倉温泉に学童疎開するが、慣れない集団生活からかこの頃より赤面恐怖症を発症する。唯一の楽しみはいつでも温泉へ入れることであった。疎開地で終戦を迎え、10月に兄と共に東京に戻り、葛飾区内で転々と間借り生活を送るようになる。母は、海産物の行商、仕立物の仕事で生計を立てる。

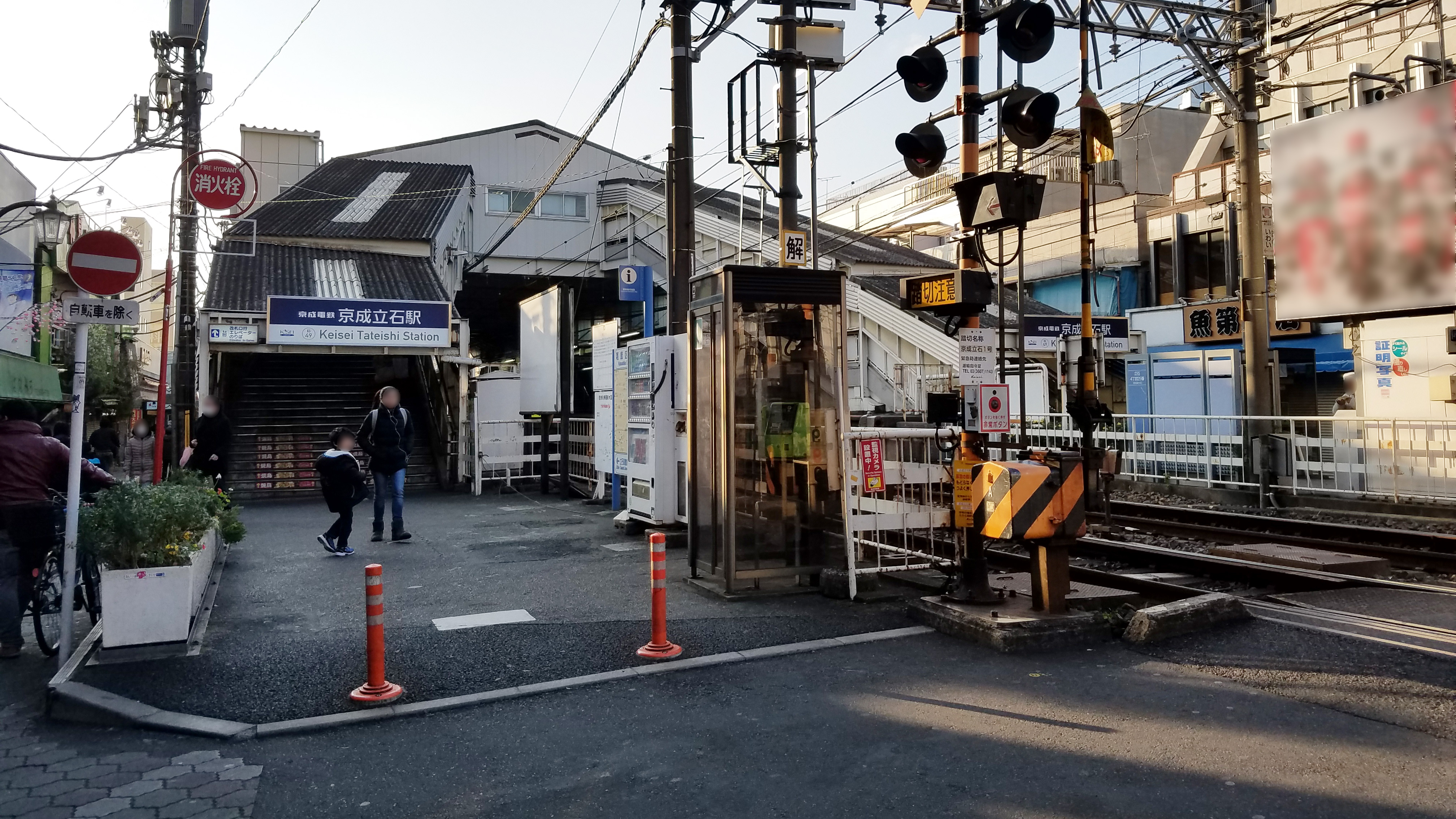
立石駅（2017年1月4日撮影）

翌1946年、9歳のつげは母のモク拾いなどについて回って過ごしていた。この頃母が再婚するが、養父との折合いが悪く、乱暴な義父の仕打ちにおびえる日々が続く。この頃より漫画、書物に興味を覚える。4年生の頃に手塚治虫のマンガに熱中しはじめ、新刊が出ると本屋へ走る日々であった。貧しさのため母に買ってもらうことはできず、3か月に一度くらい帰ってくる泥棒の義祖父を待ちわびて買っていたが、その間に本が売切れてしまうのを案じ、手持ちのおもちゃをおもちゃ屋に売ってお金を工面した。それでも手に入らないときは万引きをしようと本屋の前をうろうろするほどであった。義祖父には可愛がられ、しばしばマンガ本を買ってもらう。しかしつげの母は子供のころにこの義祖父の養女となったが過酷な仕打ちを受けていたため、その後窃盗で逮捕され1年間の服役のあと帰ってきて泥棒を廃業し無収入になったときには、義祖父を冷たい態度であしらったという。1947年には、立石駅前の闇市で母が居酒屋を経営するが半年ほどで廃業。さらに、妹が生まれるなど生活は困窮。つげ自身はベーゴマに熱中し、横井福次郎、沢井一三郎、大野きよしのマンガや南洋一郎の冒険小説を読む。1948年には葛飾区立石駅近くの廃墟のようなビルに無断入居。総勢8名の大家族であった。母は千葉から海鮮物を仕入れ行商する一方、義祖父が収入を支え、つげも兄と共に闇市でセルロイドのおもちゃを売る商売を始め、安価であったためよく売れた。また、義父の発案で立石駅でのアイスキャンデー売りなども経験する。こうした生活で1年休学する。1949年、6年生で初めて船員になる夢を抱いている親友Oができ、つげ自身も海が好きであったため、船員になるための勉強を一緒にしたりし将来を誓い合ったりした。Oの家に泊まりこみ帰らない日々が続く。Oの家は中華そば屋であったため、毎日ワンタン作りを手伝う。田端義夫、美空ひばり、ターキーの娯楽映画などを好んで見る。また、手塚、東浦美津夫、田中正雄のマンガを読む。一方、自閉・赤面癖・対人恐怖症が進行し、小学6年生の時には運動会で多くの観客の前で走るのを恐れ足の裏をカミソリで切る。

### 小学校卒業後
1950年、親友は中学校に進学し、つげは進学せず兄の勤め先のメッキ工場に見習い工として就職することになるが、残業、徹夜、給料遅配が続く。つげは『ガロ』1991年7月号のインタビューで「人間の屑っていうか吹き溜まりみたいな所で、非常に乱暴な世界でした。クロムっていうのを日常的に使ってるから癌とかで悲惨な死に方している人も随分いましたね」と回想している。また、手に着いたクロムの黄色い染みを落とすため、つげは塩酸や硫酸の原液で毎日手を洗っていたという。メッキ工場での経験は1973年に発表された『大場電気鍍金工業所』に実話に近い形で描かれる事になる。

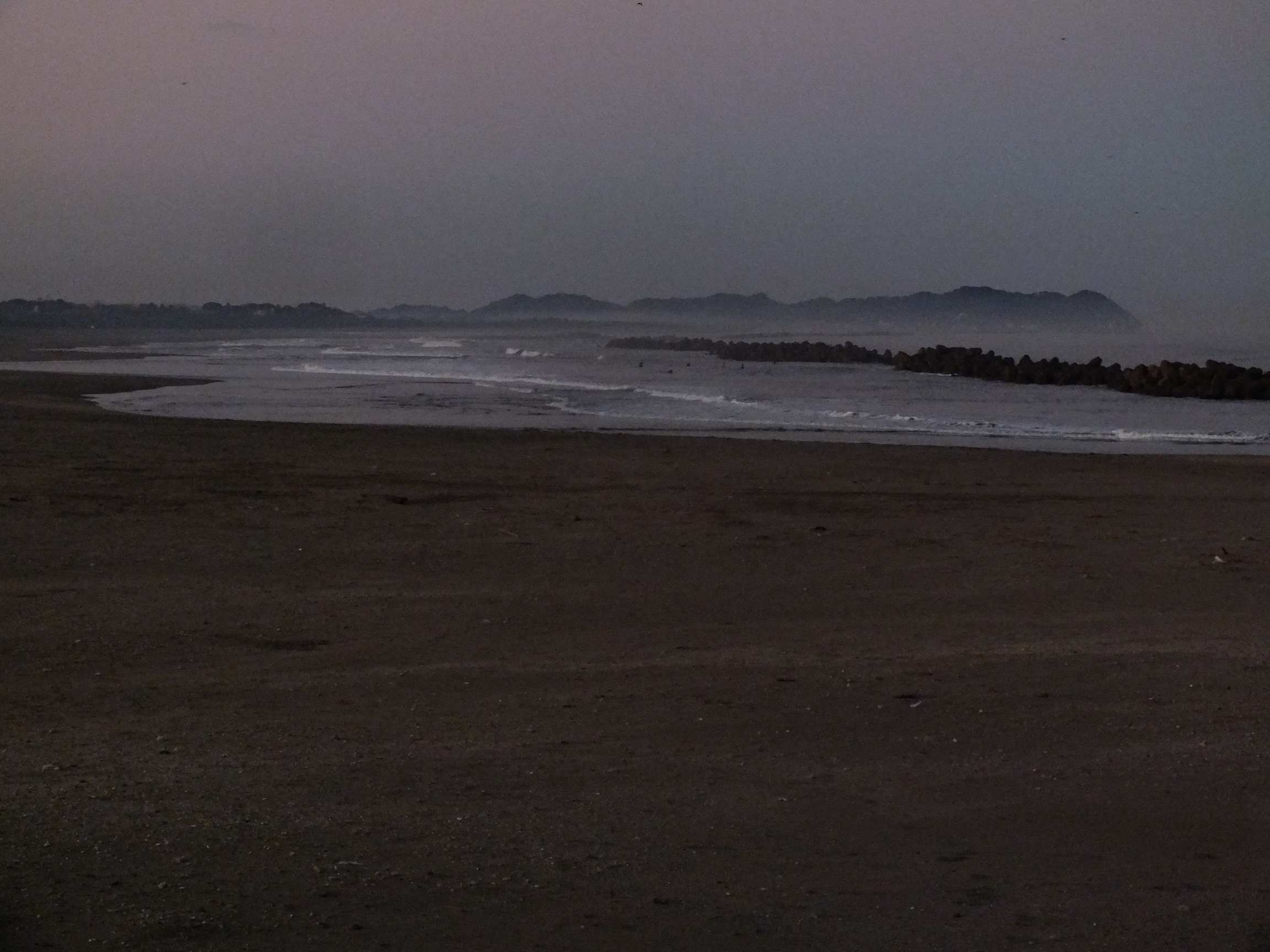
『海辺の叙景』のラストシーンに描かれた大原海水浴場（当時とは位置が異なっている。）14才の頃の海への憧れは、せつなさを通り越し夢中になるほどであった。

1951年、14才の頃の海への憧れは、せつなさを通り越し夢中になるほどであった。海で暮らすためには船員になるしかないと思いつめ、海員養成講座を通信教育で受けたり、横浜へ出かけ停泊する船を見学したりする。転々としたメッキ工場も労働条件が厳しく、母が製縫業を始め、つげも手伝うが義父との生活が苦痛であり、また赤面恐怖症などから鬱屈した心情になり密航を企てる。父親が元気で、家族が幸せだった伊豆大島（大島町）に帰りたい望郷の念も日増しに強まった時期であった。ある日、船員になるつもりで横浜に向かい密航を実行するが、船員に見つかり警察署で一晩を明かす。翌1952年にも横浜港からニューヨーク行きの汽船（日産汽船 日啓丸 10、000トン）に1日分のコッペパンとラムネだけを持って潜入。しかし野島崎沖で発覚し、横須賀の田浦海上保安部に連行されるが、船内ではケーキや冷奴（船内には豆腐製造機もあった）の差し入れを受けたり風呂に入れてもらうなどの厚遇を受ける。日産汽船の重役を乗せた海上保安庁の巡視艇へ移され、振り返ると日啓丸の甲板には乗務員がずらりと並び手を振っていた。その瞬間、汽笛が大きく鳴らされた。
密航に失敗した後は家にいるのが気まずく、先の親友Oの中華そば屋で出前持ちとして朝9時から夜2時まで働く。時には赤線への出前もあり、赤線の女にからかわれたりする。この頃、同じそば屋に戦争で両親を失くした同い年の美しい少女が働いており、彼女に誘われ休日に一緒に映画館へ行く。映画館の中では、彼女に手を握られたがつげは決まりが悪くずっと俯いていたという。その後、少女は店に来るやくざ者に騙されて堕落してしまう。

### 漫画家デビュー
1953年、再びメッキ工に戻り兄と共にメッキ工場を経営する夢を抱いたが、赤面恐怖症はひどくなり、一人で部屋で空想したり好きな絵を書いていられる職業として漫画家になることを志す。当時、豊島区のトキワ荘に住んでいた手塚治虫を訪ね、原稿料の額などを聞き出し、プロになる決意を強める。その後、メッキ工場に勤めながらマンガを描く。1954年10月、雑誌『痛快ブック』（芳文社）の「犯人は誰だ!!」「きそうてんがい」で漫画家デビューを飾る。その後、一コマ、四コマなどの作品が少年誌に採用され始め、母の反対を押し切ってメッキ工を辞める。自身の作品を持って1週間ほど多くの出版社を回り10軒目の若木書房でようやく採用され、1955年5月に『白面夜叉』で若木書房から正式にプロデビュー。18歳であった。

### 貸本漫画時代
つげが貸本漫画を描くようになったのは1955年（昭和30年）からで、急激に貸本屋が増え始め、関西発祥で東京でも1960年頃に急成長を遂げるチェーン展開をする「ネオ書房」の看板が散見されるようになる。つげが住んでいた下町でも小さな貸本屋が女店員3-4人を抱えるほどであった。当時はまだ下町には喫茶店がなく、しるこ屋や氷屋が若者の溜まり場であったが、若い女店員を擁する貸本屋もまた若者の溜まり場となっていた。つげもまたひそかに女店員目的に作者として出入りしていたが、女店員らは本を出版物ではなく玩具に等しいものくらいとしか見ておらず、作者に対する関心も尊厳もなく、全くもてなかった。そのうちに下町にも喫茶店が普及し始めると、ウェイトレスが若い女性の花形産業となり、貸本屋から転職していった。と、同時につげもまた喫茶店に入り浸るようになった。貸本漫画家の妻に元ウェイトレスが多いのは、そういう事情であるとつげは語っている。貸本ブーム最盛期でも、つげの生活は全く向上せず、ひどいものであった。
当初は1冊分（128ページ）買取3万円で貸本漫画に数多く執筆していた。この頃、永島慎二・遠藤政治と親交を持つようになる。新漫画党の集まりにも度々参加するも人見知りが激しく、トキワ荘系の漫画家とはそれほど交流を持つことはなかったが、トキワ荘へ引っ越す前の赤塚不二夫とだけは、親交を持ち、赤塚の部屋に出入りして漫画論を交わしたり泊まったりしていた。赤塚は初期の作品『おそ松くん』よりずっと昔の作品の『よしはる君』につげを登場させている。手塚治虫の影響を強く受けた『生きていた幽霊』（1956年）やトリック推理ものである『罪と罰』を契機として江戸川乱歩的なデカダンス風の推理ドラマをはじめ、『四つの犯罪』（1957年6月）では初めて作者の温泉への憧憬もうかがわれる。自身は「『生きていた幽霊』と『四つの犯罪』は当時としては斬新だったと思います。」「白土三平さんも、この頃から僕のを注目していたと思うんですよね。『迷路』なんかも保存しているんですからね。」「辰巳さんなんかも、『生きていた幽霊』や『四つの犯罪』あたりから僕を注目し出したって」としているとおり、貸本漫画家の中では人目を引く存在であり一目置かれていた。つげ自身も自覚している通り生来の短編作家であり、この2作とも短編連作である。探偵もの『七つの墓場』（1957年8月）や『うぐいすの鳴く夜』（1959年5月）、『おばけ煙突』（1958年11月）、『ある一夜』（1958年12月）(『どろぼうと少年』（1957年9月）の改作)なども描かれた。これらの作品は、ストーリーとしては完成度が高いもので、『ガロ』時代の旅ものを思わせるユーモアの片鱗をも随所にちりばめられていた。しかしながら『不思議な手紙』（1959年2月）などの暗いタッチが主流を占め、当時の貸本マンガの主要読者層だった小学校高学年〜中学生からは不評を買うこととなり、出版社からももっと明るい作風を要求された。翌1956年には早くも創作に行き詰まり、岡田晟の手伝いをするようになり、クラシック音楽とコーヒーに傾倒するようになる。J.S.バッハ以前の音楽を愛好し、特に宗教曲、ルネサンス音楽には造詣が深く、現在に至ってもモンテヴェルディ、ドラランド、シャルパンティエ、タヴァーナーなどをよく聴く。この当時は池袋の「小山」、高田馬場の「らんぶる」などの名曲喫茶へしばしば通っていた。一方で、作品に音楽が登場する場面は意外に少なく、その後の作品を含めても『四つの犯罪』、『やなぎや主人』、『散歩の日々』くらいである。
漫画家になって以降も赤面恐怖症はさらに悪化。家族とも顔を合わせるのが苦痛で部屋を仕切ったり、押入れにこもりじっとしたりしていた。通信療法も試すが効果はなかった。「女を知れば度胸が出るかもしれない」と考え、自転車で赤線へ赴く。3つ年上の女に親切にされ外へ出ると急に勇気が出たように思え、嬉しさで涙を流しながら中川の土手を自転車を走らせたが、数日して彼女に会いに行くと別の客が付いており、胸が張り裂けそうな思いをする。その後、赤線へ行くことはなかった。やがて、家を出て高田馬場に下宿する。1956年、19歳の時であった。

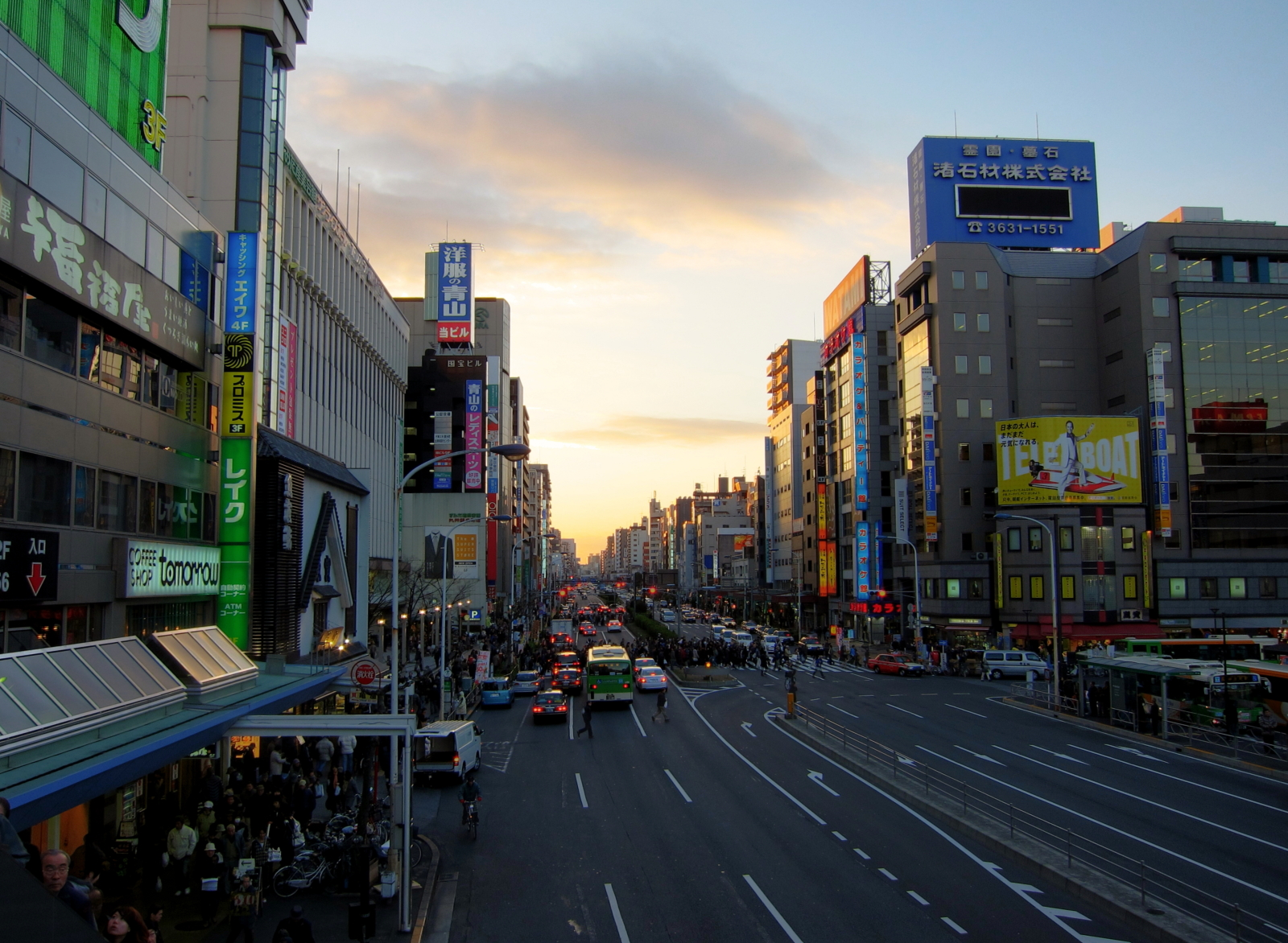
2010年の錦糸町

1957年、錦糸町の下宿に転居。ミステリアスな世界に没頭し、谷崎潤一郎の初期作品、エドガー・アラン・ポー、江戸川乱歩の作品などに触れ、犯罪者や性格異常者の心理に関心を持つ。1958年には2年先輩の友人から純文学の存在を教えられ、太宰治に傾倒。その友人やSなど4、5人で甲府の昇仙峡へ生まれて初めての旅を経験。女子美大生Sとの交際や喫茶店「ブルボン」への出入りの中で仕事を怠けるようになり困窮。Sとはその後同棲するが、Sの親の反対が強く破綻。血液銀行へ通っての売血を経験する。こうした中、大阪から上京した劇画家の辰巳ヨシヒロと知り合う。1958年8月までは『痛快ブック』をはじめ『少女』、『漫画王』、『ぼくら』、『日の丸』という大手雑誌に続けて作品を発表しながら、若木書房から単行本『幕末太陽伝』（1958年6月）を発表。大手雑誌には後1年間の沈黙を置いて2000年に権藤晋によって再発見された『墓をほる』（31頁）を『痛快ブック』（芳文社）1959年12月号に発表。

### 『迷路』の時代
それまで単行本しか発行していなかった若木書房が貸本劇画誌『街』や『影』の成功に刺激され、1958年に雑誌『迷路』を創刊。つげは同年11月の第1号に暗く荒いタッチの傑作『おばけ煙突』発表する。しかし、つげによれば「急に書けなくなったのは『おばけ煙突』を描いた頃から」「いま思うと何で『おばけ煙突』なんて描いちゃたのかなって。」「だから、この『おばけ煙突』で自分の何かが変化あったと思うんですよ。、、、『おばけ煙突』を描いて行き詰まっちゃったんですよね。」と述懐している。この当時、つげ自身も辰巳ヨシヒロや松本正彦の劇画に惹かれていたというが、生来の短編作家でありながら長編作を余儀なくされてきたつげが気心の知れた若木で短編を描けることになり、それまでの漫画の常識へのこだわりが吹っ切れ描けるがままに描いてしまったが後が続かず、今までの常識的なマンガも描きたくなかったということだろう。1959年は若木書房の『迷路』にほぼ毎月短編を発表するのみで、下宿の主人に誘われて麻雀にかまけていたが、下宿の払いは楽で生活にも余裕があり、執筆本数は少なかった。『痛快ブック』12月号には、『完全犯罪』という作品の次回予告が掲載されたが、タイトルを先に決められたことでストーリーが思い浮かばなかったことや、女性との同棲問題などがあり、締切日を過ぎ、仕事を断るが「補償金を取られる場合がある」と脅され、それ以降、締め切り恐怖症となる。その後どこの大手雑誌にも描かなくなる。『迷路』は1959年12月の第14号で終わるが、衣替えした『Meiro』の編集に関与し、佳作『古本と少女』や『腹話術師』（1960年2月）を発表。白土三平がこの時代のつげを読み、評価していたことが、後の『ガロ』デビューにつながっていく。

### コケシ、『忍風』、白土ブーム
1960年、コケシという渾名の女性と知り合い、大塚のアパートで同棲を始める。雑誌『Meiro』（若木書房）の編集を任され、表紙やエッセイなども担当。最も多作の時期ともなった。この時代の生活経験は『チーコ』（1966年）や『別離』（1987年）の元ネタとなった。しかし、漫画を描きながら内職をしたり、ポーラ化粧品の訪問販売をしていた彼女と一緒に、化粧品を詰めた重いトランクを下げ、歩き回ったりしていた。
その頃、1959年の年末か年の明けた頃に白土の『忍者武芸帖』がヒットし羽振りの良かった三洋社の社長で初対面の長井勝一が『忍者武芸帖』の第1巻を持って現れ、「忍風」という雑誌を出すから描いてくれ、と頼まれ、1960年2月から9月まで「武蔵秘話シリーズ」6作を描く。絵柄は白土を真似た。6月の第4号には本人会心の『盲刃』、11月の「別冊4」には『鬼面石』を掲載。『鬼面石』の原稿を持って行った際に三洋社で初めて白土三平と会う。白土は机の上に置いてあるその原稿をだまって読んでいたという。三洋社の金払いが悪くなり、11月に若木書房から「忍者武芸帖」を真似た単行本『忍者秘帖1』を発行。この時は弟の忠男を会社を辞めさせて数か月手伝わせている。1961年5月まで4冊発行。三洋社の仕事は『落武者』（1961年2月）が最後となる。自身が描きたい短編は発表の場所がなく、生活のため若木書房に単行本(長編)を描くが、貸本漫画で2人の生計を立てることは難しく、頭の中はマンガの案のことと、コケシとのゴタゴタで一杯で安保闘争も知らぬまま貧しい生活を送る。
1961年、単行本『忍者くん』（1961年7月）の途中まで描いている時にアパートを追い出され、コケシと別れる。原因はコケシの浮気であった。コケシは一時、近所の貸本屋で一人で店番をしていたが、店を無断で休んでなじみ客とデートをした。彼女を貧困に巻き込んだつげは責めることもできず、別れた後は錦糸町の元の下宿に戻りデザイナーの「木村さん」の三畳の部屋に居候する。1962年は家主が経営する装飾店に勤めて、フスマ張り替えなどの仕事を手伝う。同年、生きていくのが面倒になり、アパートで睡眠薬「ブロバリン」を大量に飲み自殺をはかるが、病院に担ぎ込まれ未遂に終わる。家主の勧めで創価学会に入信させられたが、宗教に興味がなく、不真面目な信者であった。
1963年、装飾店が倒産し、1年半のブランクを経てトップ社の『野盗の砦』（1963年4月）から再び漫画を描くようになったが、娯楽作品を書くことに苦痛を覚えるようになる。貸本漫画家として一応の名声はあり、この時代でも原稿料は1作3万円と水木しげるより高かった。貸本漫画業界自体が衰退していくと辰巳ヨシヒロなどの勧めもあって、従来の時代劇や推理物に加えてSFや青春ものなど様々なジャンルに手を染めるようになり、一方、さいとう・たかを、佐藤まさあき、白土三平などこの頃の人気漫画家の絵柄を真似ることも要求される。仕事仲間であった深井国がしばらく同居する。1964年、のちに『池袋百点会』（1984年）に「ランボウ」として描かれる喫茶店「ブルボン」通いが続く。

### 『ガロ』時代

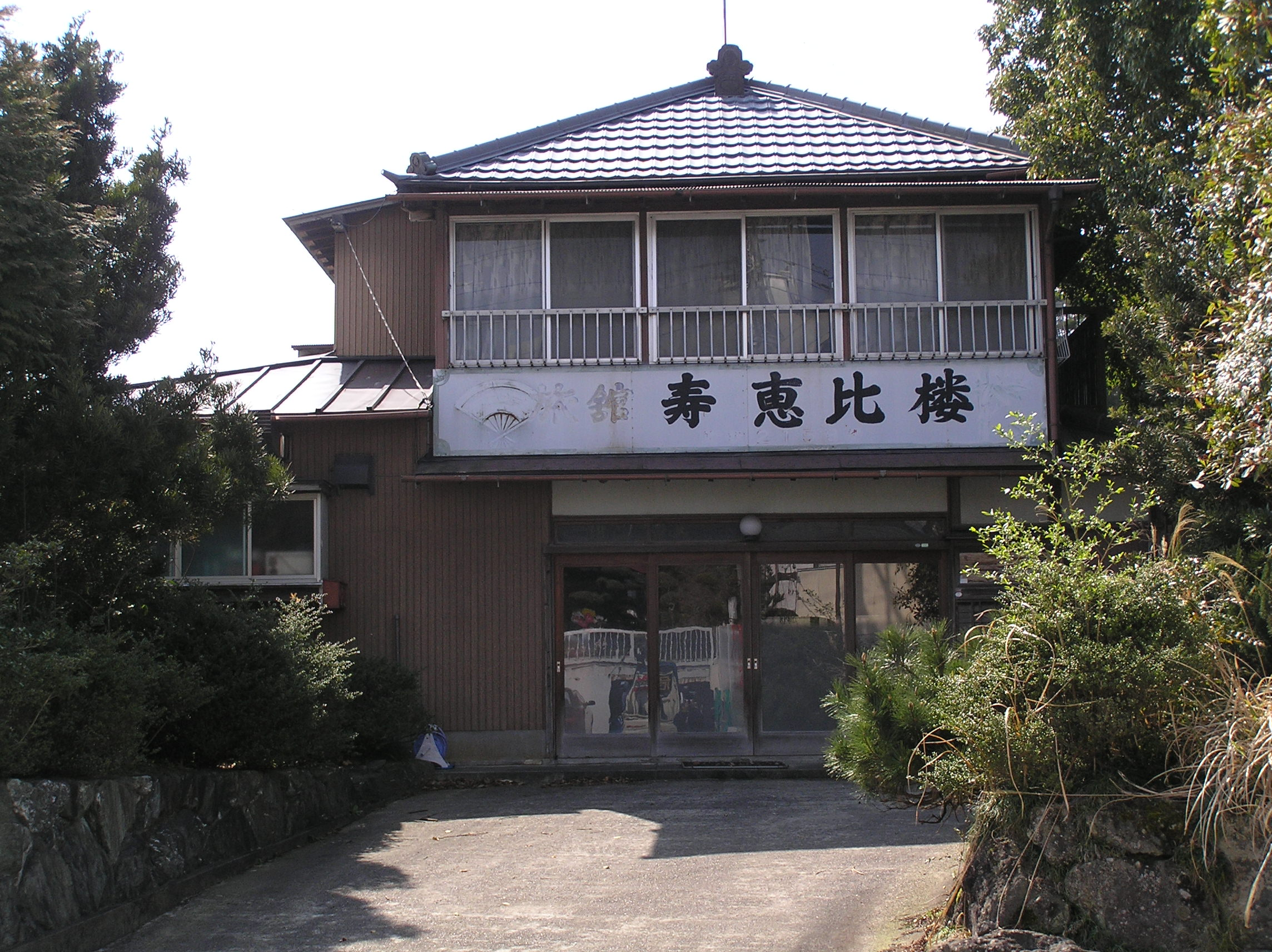
白土三平に誘われ宿泊し名作『沼』や『紅い花』を生むきっかけとなった旅館寿恵比楼

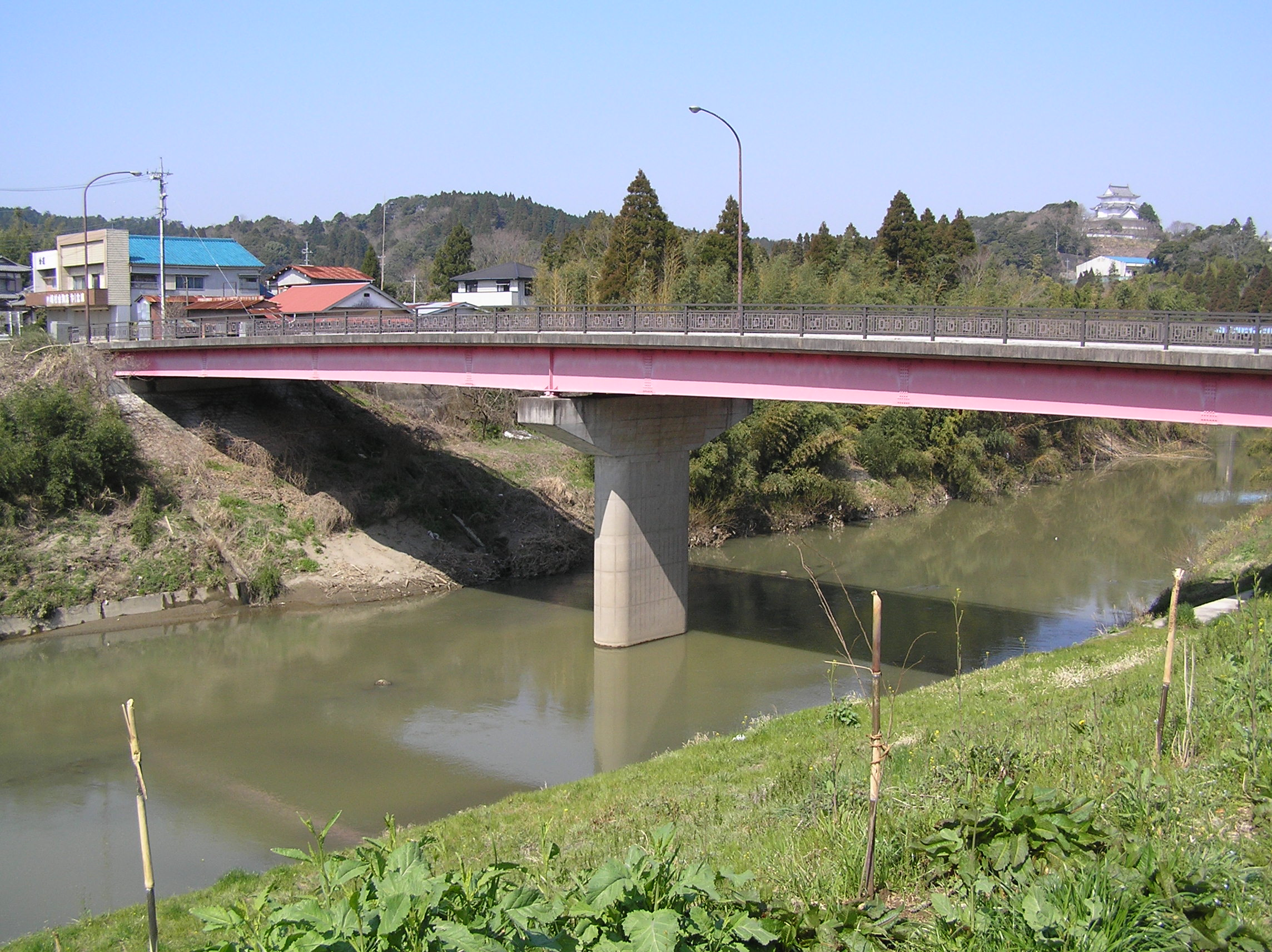
つげと白土三平が大多喜滞在中にしばしば釣りに訪れた蟹取橋と夷隅川

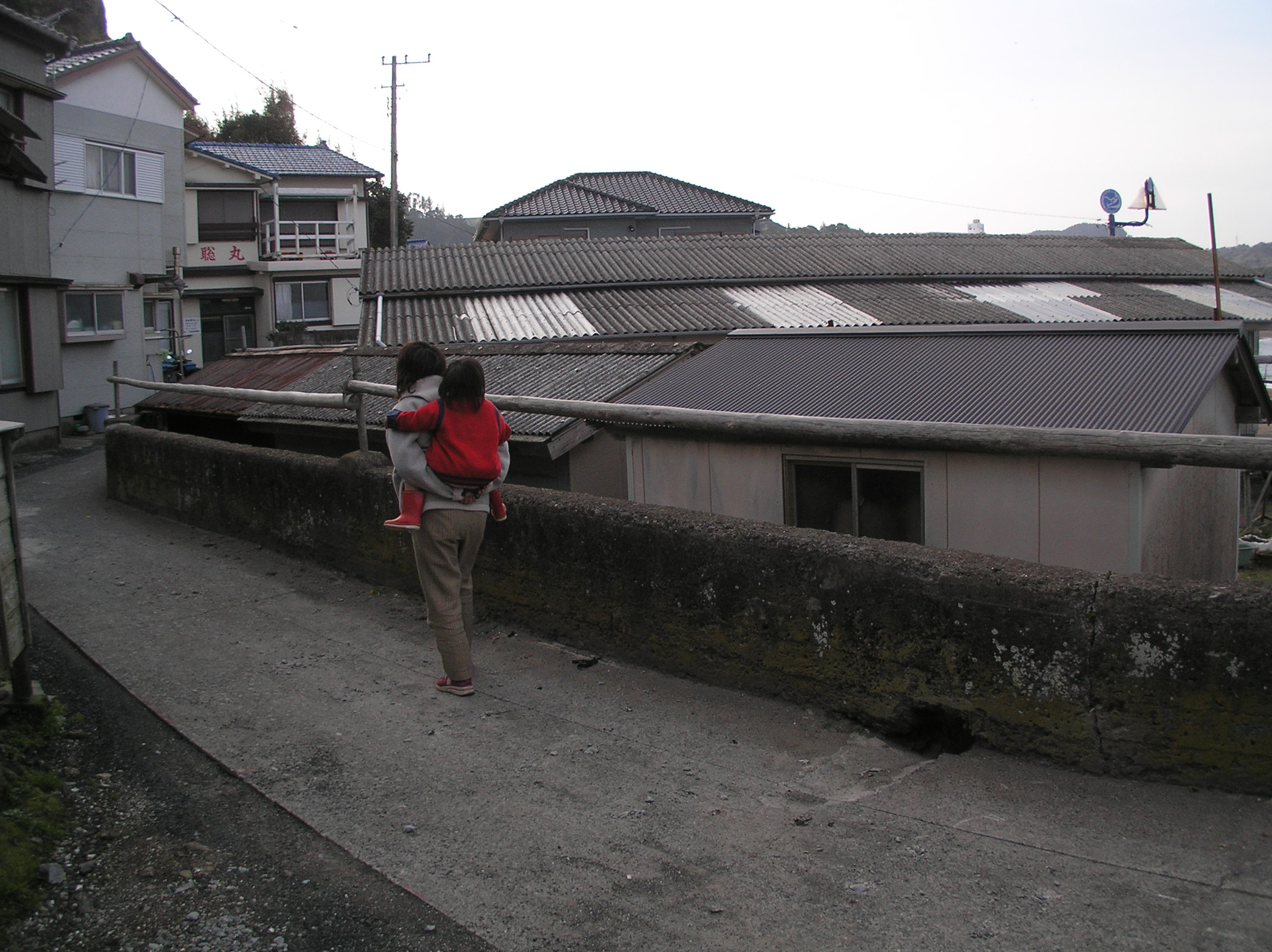
『ねじ式』に描かれた太海の漁村

1964年9月号から雑誌『ガロ』が発行され、1964年12月号から白土三平の『カムイ伝』の連載が始まるが、つげは『ガロ』の存在を知らなかった。
雑誌のスポンサーでもある白土が1965年4月号でつげ義春の所在を尋ね、それに応える形でつげはガロに創作の場を得ることになったという。『噂の武士』で1965年8月号の『ガロ』に初登場。
1965年、28歳。辰巳よしひろの興した出版社第一プロダクションにSFや青春ものを描く。田端で行なわれた貸本漫画家の集まりで白土三平や水木しげると知り合う。
同年10月、白土はつげを励ますため、千葉県大多喜の旅館寿恵比楼に招待し、また赤目プロのアシスタントであった岩崎稔から井伏鱒二を読むよう勧められる。そこで旅館の手伝いをしていた強い方言を話す娘から強い印象を受けるなど、白土、赤目プロとの出会いと大多喜での経験は傑作『沼』を生み出す大きな刺激となり、また、この経験からつげは旅に夢中になり、のちの一連の「旅もの」作品として結実させるなどその後の作品に大きな影響を与えた。
娯楽作品意識から脱却したつげは、1966年2月号の『沼』以降、『チーコ』など求心性の強い短編群を続けざまに発表する。特に『沼』は説明を一切省いた緊密な構成で成熟前の少女の危うさと官能を描き、漫画でしか表現出来ない善悪を超えた人間世界の複層性、曖昧性の表現を切り開いた記念碑的作品である。つげ本人も、『沼』までは苦しんで苦しんで、マンガはこうあるべきだというような常識が自分の中にあった。それが解放された気持ちになったという。『沼』からは1968年8月号の『もっきり屋の少女』まではその後、つげの代表作群が並ぶ「奇跡の2年間」が始まる。しかし当時の『カムイ伝』目当てでガロを買う読者層には主に「暗い」という理由（当時の読者欄より）であまり評価されなかった。特に『沼』は不評で、マンガ家を廃業して凸版印刷の職工になろうと真剣に考えたこともある。『沼』が辰己や深井など仲間にも理解されなかったため、自作を続ける意欲が薄れ、生活のためにも、「少年マガジン」で連載を始め人手が要った水木のアシスタントをすることになり、調布に転居。実際は日当2千円という破格の報酬であり、「ゲゲゲの鬼太郎」のネームに苦しんだ水木に呼ばれ2人でオチを考えたこともあったという。本人は水木の仕事に専念するつもりであり、自作を発表するつもりはなかった。「初茸がり」（1966年4月号）も水木の「なまはげ」が予定より短くなり空いたページを埋めるために急遽まとめたもの。
1966年9月、高野慎三（権藤晋）がつげとの交流を目的に青林堂に入社。高野はその後しばしば水木プロを訪れつげに自作の執筆を促す。水木の仕事は1年半ほど続きこれにより生活の安定を得、旅行にも出かけたことで作品の構想が熟していく。
1966年12月に東考社から自身初の作品集『噂の武士』を刊行。
つげが自作を書かないことに危機感を抱いた高野は山根貞雄、石子順造らと1967年3月、日本初の漫画批評誌『漫画主義』を創刊し、つげ義春の特集を組んだ。この時点で既に「沼」を高く評価した山根貞雄（菊池浅次郎）や高野の慧眼はいくら強調してもし過ぎることはない。また、白土は作品集「噂の武士」（1966年12月号）に解説を書くなどつげを高く評価していた。つげ自身も「白土さんはマンガを見る目がある。マンガ家はマンガを客観的に見ることができない傾向があるけど、白土さんはそれができる人ですね。」と話している。
この頃、「今昔物語」「日本霊異記」や中国の古典(『聊斎志異』『唐代伝奇集』)をよく読む。その影響もあり1967年3月に「通夜」を発表。盗賊3人組がニセモノの死体を玩ぶ話しを、突き抜けたユーモアと完璧な構成で描き切った。1966年9月頃から水木のアシスタントをしていた池上遼一によれば、この頃は水木プロに週3日程度手伝いに来て、あと徹夜してこもって自分のもの(「通夜」や「海辺の叙景」)を描いていたという。水木とは仲が良く、一緒に古本買いに行ったり古文書を探しに行ったりした。
1967年には水木プロの仕事量が増え、右手の腱鞘炎を患う。この年には井伏文学からの影響で、4月に友人の立石と秩父、房総を、8月には伊豆半島を旅し、秋には単独で東北の湯治場（蒸ノ湯温泉、岩瀬湯本温泉、二岐温泉）などを中心とした旅行をする。その際、旅に強烈な印象をもち、また湯治場に急速に魅かれるようになる。このときの旅の印象はこの年後半から翌年にかけての一連の「旅もの」作品として結実する。このころ旅関係の書物や柳田國男などを熱読する。この年にはユーモラスな世捨て人的生活の日常スケッチである『李さん一家』（6月）や、少女が大人になる一瞬を巧みな抒情詩に仕立て上げた『紅い花』（10月）、小さな村の騒動記『西部田村事件』（12月）、そして翌1968年には紀行文学のスタイルを借りた『二岐渓谷』（2月）、『長八の宿』（1月）、『オンドル小屋』（4月）などを立て続けに発表する。
1967年9月、作品集『蟻地獄』を東考社から刊行(『チーコ』『初茸がり』など収録)。

### 『ねじ式』以降

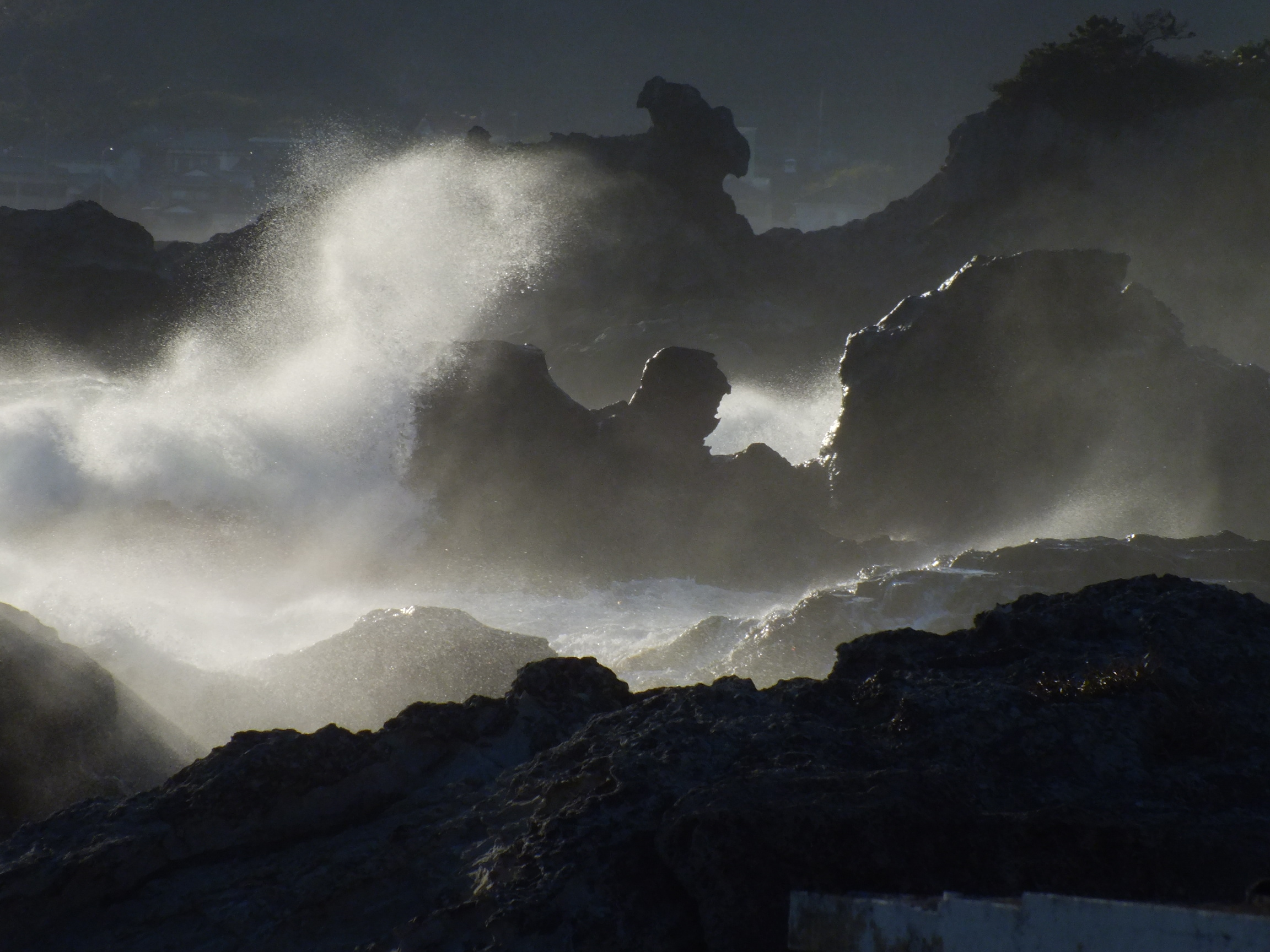
『ねじ式』の舞台となった太海浜

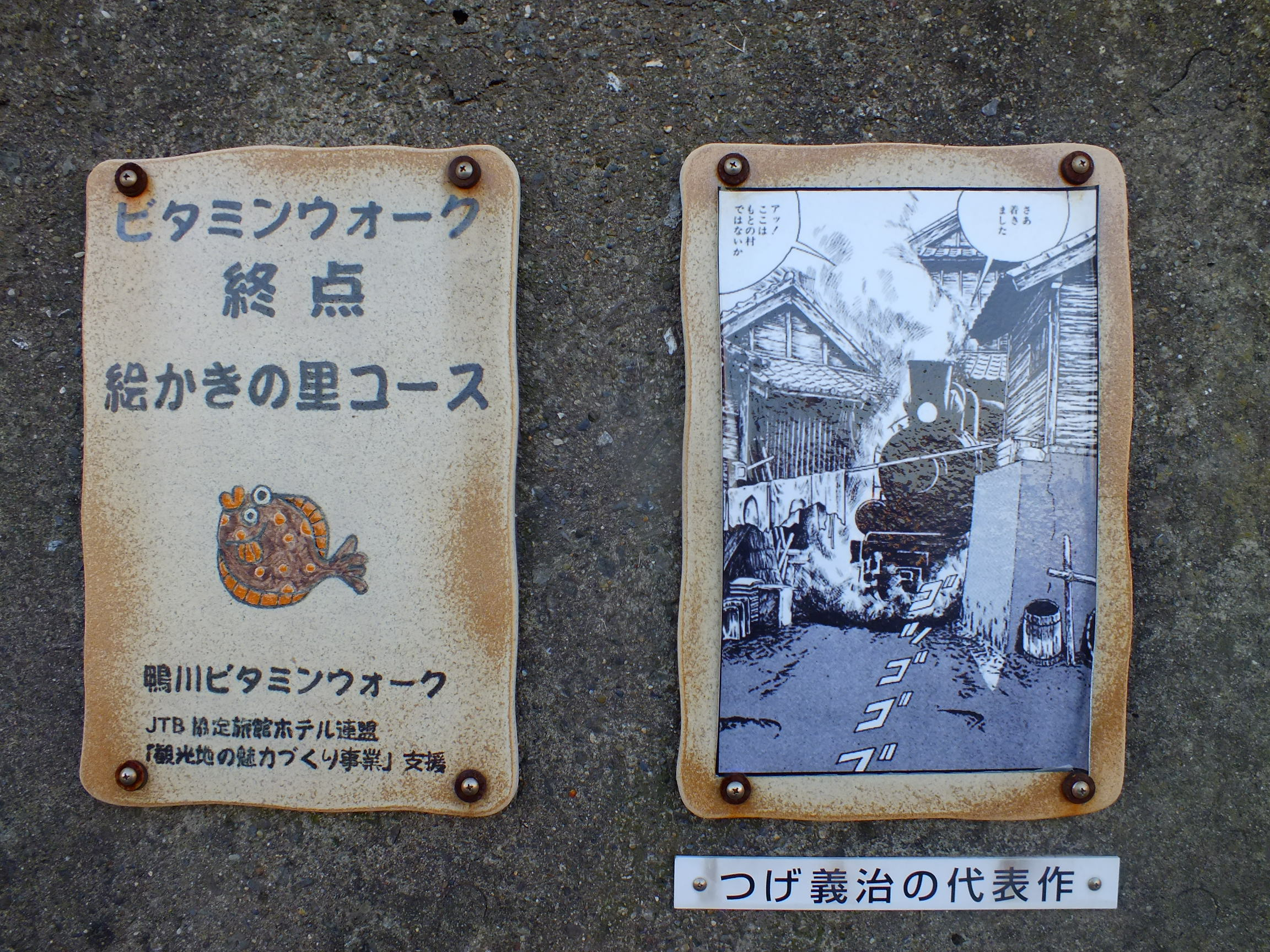
『ねじ式』の舞台となったといわれる太海は、現在「鴨川ビタミンウォーク絵かきの里コース」の「終点」に指定され、機関車が住宅の中に現れるシーンの場所にはこのような看板が掲げられる。

1968年2月には『ゲンセンカン主人』の舞台となる群馬の湯宿温泉と『ほんやら洞のベンさん』の取材で新潟県十日町市へ旅行。
1968年6月の『月刊漫画ガロ』6月増刊号 別冊『つげ義春特集号』に発表した『ねじ式』は、養老渓谷に近い千葉県の太海を旅行した経験が元になっている。つげ本人は「ラーメン屋の屋根の上で見た夢。原稿の締め切りが迫りヤケクソになって書いた」と語っているが、夢をそのまま描いたものではなく、ほとんどは創作である。実際はこうしたシュールなものを描きたいという構想はかなり以前からつげの中にあったものの、それまでの漫画界においては、あまりにも斬新であるため、発表する機会が得られなかった。直前までのつげは、一連の「旅もの」で人気を博していた。しかし、原稿に締め切りが迫りネタに尽きたつげは、それまでに構想にあったこの作品を思い切って発表した。完成までには3か月を要している。『ガロ』という自由な表現の場を得たことがこの作品を世に出す原動力となった。しかしこの作風は、漫画評論誌の『漫画主義』で評価されたが、漫画業界からは異端扱いされて屈辱を味わう。
なお、『ねじ式』の衝撃はこの時代の意識による影響が色濃く、漫画としての完成度では「ほんやら洞のべんさん」や7月号の『ゲンセンカン主人』が上であり、何れもタッチも構成も完璧であるが、特に『ゲンセンカン主人』は『沼』以降の集大成的作品集であり、人間世界の構造をこの上なく深く捉えている。「べんさん」の娘たちの雪中の鳥追いのシーンは印象深く、「ゲンセンカン」の旅館の婆さんがいう「前世がなかったら 私たちはまるで 幽霊ではありませんか」というキャプションは強い効果をもたらせた。
1968年、31歳。旅行を題材とした「旅もの」が好評を博す。本格的なカメラを購入し、旅先での風景を記録。6月頃には『もっきり屋の少女』を描き上げ『ガロ』8月号に発表したが、9月には自分の存在意義に理解できず、精神衰弱に苛まれ、2, 3度文通を交わしただけの看護師の女性と結婚するつもりで九州への蒸発を決行したものの、10日で帰京。翌、1969年には状況劇場の女優藤原マキと知り合う。また、この年3月、石子順造が住んでいた新宿十二社近くの星アパートに転居。近所に転居した石子や高野慎三と毎日のように行き来する。

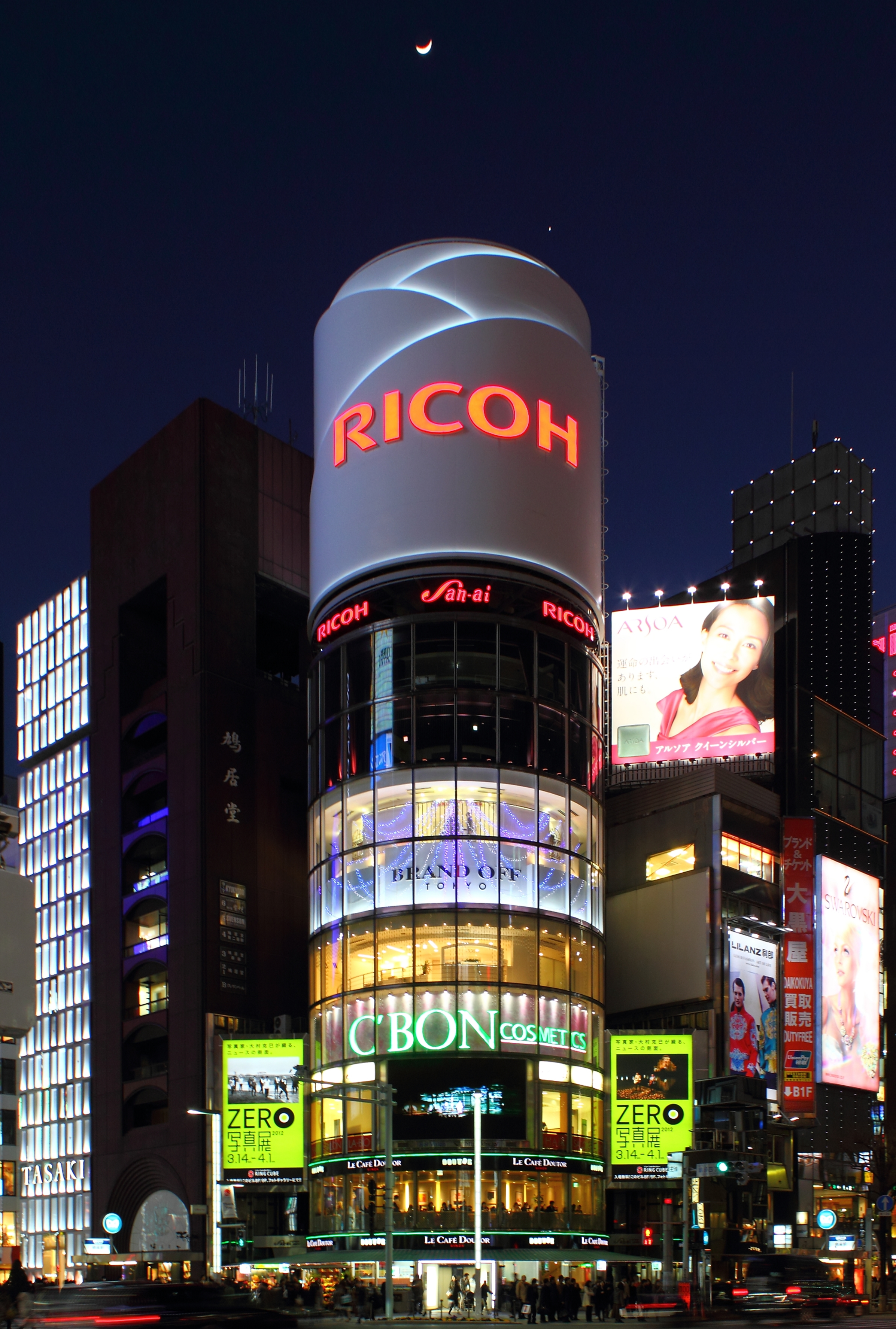
『ねじ式』の元になった夢で女医が最上階で開業していた三愛ビル。作品に描かれた金太郎飴ビルとはかなり異なる趣。

おりしも、時代は全共闘紛争のちょうど前夜。劇画ブームも手伝い、大学生や社会人も漫画を読むようになった時代であり、そうした世相を反映しアングラ芸術のタッチも取り入れた『ねじ式』は、漫画が初めて表現の領域を超越した作品として絶賛され社会現象となり、後続の作家たちにも絶大な影響を与えることになった。この作品に関しては多くの精神分析的解釈が試みられたが、つげはそのいずれをも「全然当たっていない」と一笑に付している。つげは、1969年2月の『アサヒグラフ』でこの作品にコメントし「時間・空間と全く関係のない世界―それは死の世界じゃないんだけど―それを自分のものにできたらと思っている。『ねじ式』ではそうした恍惚と恐怖の世界・異空間の世界がいくらか出ていると思う」と述べている。
『ねじ式』に関して多くの評論家や詩人、文化人などがそれぞれの立場から多くの批評を試みた。詩人の天沢退二郎は、「徹底したプライベートな視線に貫かれた作品空間がつげ作品の特徴だが、『ねじ式』ではその空間がさらに異様なものになっており、作者そのもののような主人公（一人称）は自らを踏み外して異空間へ入っていき、もはや作者とは思えない主人公が悪夢の中にいる。その主人公とは“悪夢の中のわれわれ”なのだ。つげ作品を読むことは、夢を見ることなのだ」と述べ、つげ作品の根源的コワサにふれ絶賛した。石子順造は“存在論的反マンガ”と呼び「自然と人間が同じ位相にあり、つげは日常のただなかにある奈落を見ている。つげの漫画は狂猥な現代の文明状況の中で生まれ死ぬしかないぼくらの生の痛みと深くつながっている」とし、つげ作品を読むことは「恍惚とした恐怖の体験をすること」だとした。白土三平作品が唯物史観漫画として論議されたのに対し、つげ作品は「意識」「存在」「風景」「時間」といった言葉で盛んに論じられた。
当時の生活は、「毎日が空白のつらなり」のようなもので、昼頃目覚め洗顔後、散歩に出ては本屋の店先を冷やかし、喫茶店へ足を運び片隅の暗がりでポツンと座りボーッとする。間が持てないと思うと仕方なく漫画のアイデアを考えることもある。2時ころには窓を閉め切ったままの一人暮らしの薄暗い部屋に戻り、座ったり寝転んだりを繰り返し、眠気が来るまでボケっとする。不眠症のため午前3時ころに睡眠薬を飲む。食事は散歩のついでに食堂で済ませ、あるいは喫茶店のモーニングサービスのトーストで我慢し、夜はパンかインスタントラーメンを作る。これが毎日繰り返される。当時は「おそらく日本でいちばん寡作でしょう」と自称するほどで生活費確保のため水木プロダクションの手伝いを月に1週間ほどし、「適当に食えるだけ取ればやめてしまう」生活ぶりであった。また、当時「意識を拒否する意識が自分の中にある」とし、次のように発言している。「ここにコップがありますね。こういうものが時どき“ものがある”というふうに見えるんです。その時の恍惚とした気持ち。そうなんです。自分自身が《もの》になれたらといつも思っているんですよ」。つげは当時よく見た夢について、「山と澄み渡った空、鮮やかな天然色の風景が眼前に広がり輝くほどに明るい。しかしその風景は何ひとつ動かず時間が止まったようで、ぼく自身は風景と断絶しており、まるで客席から映画のスクリーンを見るような関係にある。その風景は、ぼくを恍惚とさせ、同時にすごく恐怖させる」とも発言し、睡眠薬を常用するのはその“悪夢”を見るためでもあったという。
1970年、調布市内に転居し、藤原と同居するようになる。新宿のアパートには入れ替わりに林静一が住む。ガロにおける最後の作品となった『やなぎ屋主人』では、劇画風のタッチを編み出し再度の変化を見せつけたが、予想外に巻き起こったつげブームにより印税収入が入ったせいもあり、1970年頃からだんだん寡作になっていく。同年5月には、立石慎太郎の車で玉梨温泉を訪問（のちに『会津の釣り宿』に描かれる）。この旅行では岩瀬湯本温泉と二股温泉を再訪している。この頃、ひっきりなしに会津方面への旅行を繰り返しているが、高野慎三はその理由について、会津地方には当時、茅葺民家が多数残されており、世の中から見捨てられたような茅葺民家に触れるとき、「奥深い安心感を覚えた」からだろうと推測している。1970年から1971年、1972年にかけて作品は一作も発表せず、ひたすら旅行に明け暮れる。玉梨温泉の泊まった際の体験をヒントとした『会津の釣り宿』が発表されたのは、実に7年後であった。

### 『ガロ』以降
同じ年に、『アサヒグラフ』の連載で紀行文を描き、夫婦で旅行をした。これをきっかけに、翌1971年には東北・瀬戸内・奈良・長野・会津へ、1972年には北部九州、1973年には長野の秋葉街道、福島の湯岐、二岐温泉を巡る旅行を行なう。この頃から、都会を離れて暮らしたいと思うようになり、千葉の大原付近の土地を物色したり、喫茶店経営を考え家賃が大変に安い六畳一間の住居付きの荻窪駅前に転居したりする。しかし開業しないまま2か月で再び調布に転居。1974年には寡作はさらに進行し、生活が困窮。この頃、注文なしに描いた『義男の青春』を双葉社『漫画アクション』へ持ち込むが、75ページの一挙掲載は不可能だから3分割するように、ついては1回24ページごとに物語の切りをつける形に直すようにと注文されショックを受ける。1975年には妻が京王閣競輪でアルバイトをするほどになる。10月には雑誌『太陽』の取材で田中小実昌、渡辺克己、編集者有川の4名で城崎温泉、湯村温泉などを周遊。11月19日には長男・つげ正助が誕生し、その約1か月後の12月25日に正式に入籍。昔のマンガ家仲間は、つげの妻について「あんなやさしいひとは見たことがない。つげさんが結婚したとき軽い嫉妬を感じた」と述懐している。
しかし、長男の誕生は、つげにとってむしろ精神的不安定をもたらす。1976年1月24日、NHKでドラマ『紅い花』の試写会とその後の『ガロ』に掲載するための鈴木志郎康らを交えた座談会に出席するが、その帰路の電車内で初めてパニック障害様の不安発作に襲われる。3日後の27日にはNHKの佐々木昭一郎より原作料を受け取るが12万円であった。うち5万円は佐々木個人からの謝礼で、NHKの原作料は7万円であった。NHKの謝礼は学歴で決まると聞いていたつげは、自分は小学校卒だからこんなに安いのかと暗澹たる気分になる。映像化された作品は日本のみならずアメリカのテレビ界最高といわれるエミー賞も受賞したが、後年、感想を聞かれ「なんとも思わない」「くだらないと思う。あんな程度で賞を取れるなんて、テレビのレベルが低いと思った」と発言。同年に酒井荘から近くの富士マンションに転居、『近所の景色』に実名で登場する。翌1977年には弟、忠男の住む千葉県流山市江戸川台に近い柏市十余二の借家に転居、さらに1978年に調布市の多摩川住宅へと転居を繰り返す。

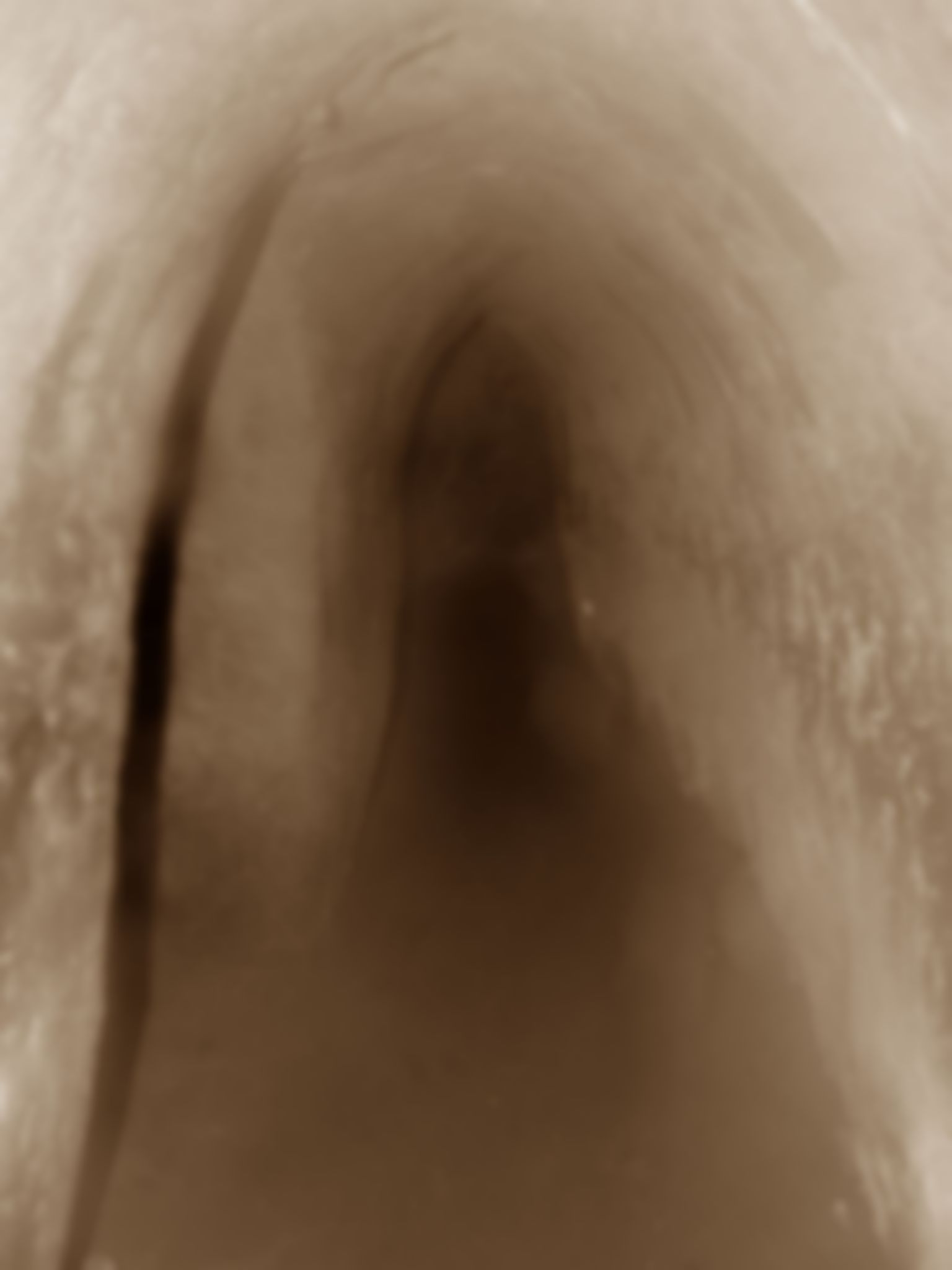
『外のふくらみ』（1979年）の元になる夢は地下道を逃げまどい、最後は先細りの階段で身動きが取れなくなる。

『ねじ式』によって、つげは芸術漫画家という烙印を押しつけられ、それによって発表の場が限られるようになってしまい、だんだん描きたいものが描けないというジレンマに陥るようになった。当時、徐々に進行しつつあったノイローゼの治療の意味もあって、つげは見た夢をノートに綴っていく『夢日記』に夢中になり、『夢の散歩』（1972年）という見た夢をそのまま漫画化するような実験を試みる。そして、1976年の『夜が掴む』以降、夢日記の漫画化を本格化。夢のシュールで漠然とした風景を描くために、つげはパースをわざと狂わせた絵を意図的に描くようになる。『アルバイト』（1977年）、『コマツ岬の生活』（1978年）、『必殺するめ固め』、『ヨシボーの犯罪』、『外のふくらみ』（1979年）、『雨の中の慾情』（1981年）などが描かれた。この当時より、女性の肉体をリアルに豊満に描く傾向が強まり、作品に独特のエロティシズムをもたらすようになる。かつてのおかっぱの少女は、若夫婦ものの妻に受け継がれるが、すでにかつてのような神秘性は失われている。これはつげ自身の述懐によれば、女性にかつてのような憧憬をもはや抱かなくなったからである。
1976年には、月刊『ポエム』（1977年1月号「特集つげ義春」）誌上で詩人の正津勉と対談し、「『ねじ式』は描くネタに困り面白半分で夢を描いてみたもので、思いあまって吐露したというような重大な作品ではなく傑作でもないが、今読み直すとすごく面白い。夢をそのままに描いたわけではなく脚色はしているが、このころは夢は夢のままに脈絡なく描く方が面白い感じていた。『ねじ式』のあと2、3本描くが、その後寡作になったのは、つげブームで金が入って怠けていたからだ」と説明。1972年の『夢の散歩』ではがらりと作風が一変したことについて、「もう黒っぽい画は描かなくなった。何か青空のようなものに魅かれるようになった」といい、その理由については「さめてしまったか、ぼけてしまったかどちらかです。重々しいよりも軽々しい方が楽しいですから」と答えた。当時の生活は昼頃に起床し、朝食兼昼食にはインスタントラーメンなどを食べ、食べることには関心がないため夕食は朝鮮漬けか納豆であった。深夜3時か4時ころまで起きてただ机に向かい、妄想に耽る日々であった。眠ってばかりいるため夢を多く見るので、夢日記だけはちゃんとつけていた。そういう生活が数年続いていたと告白している。

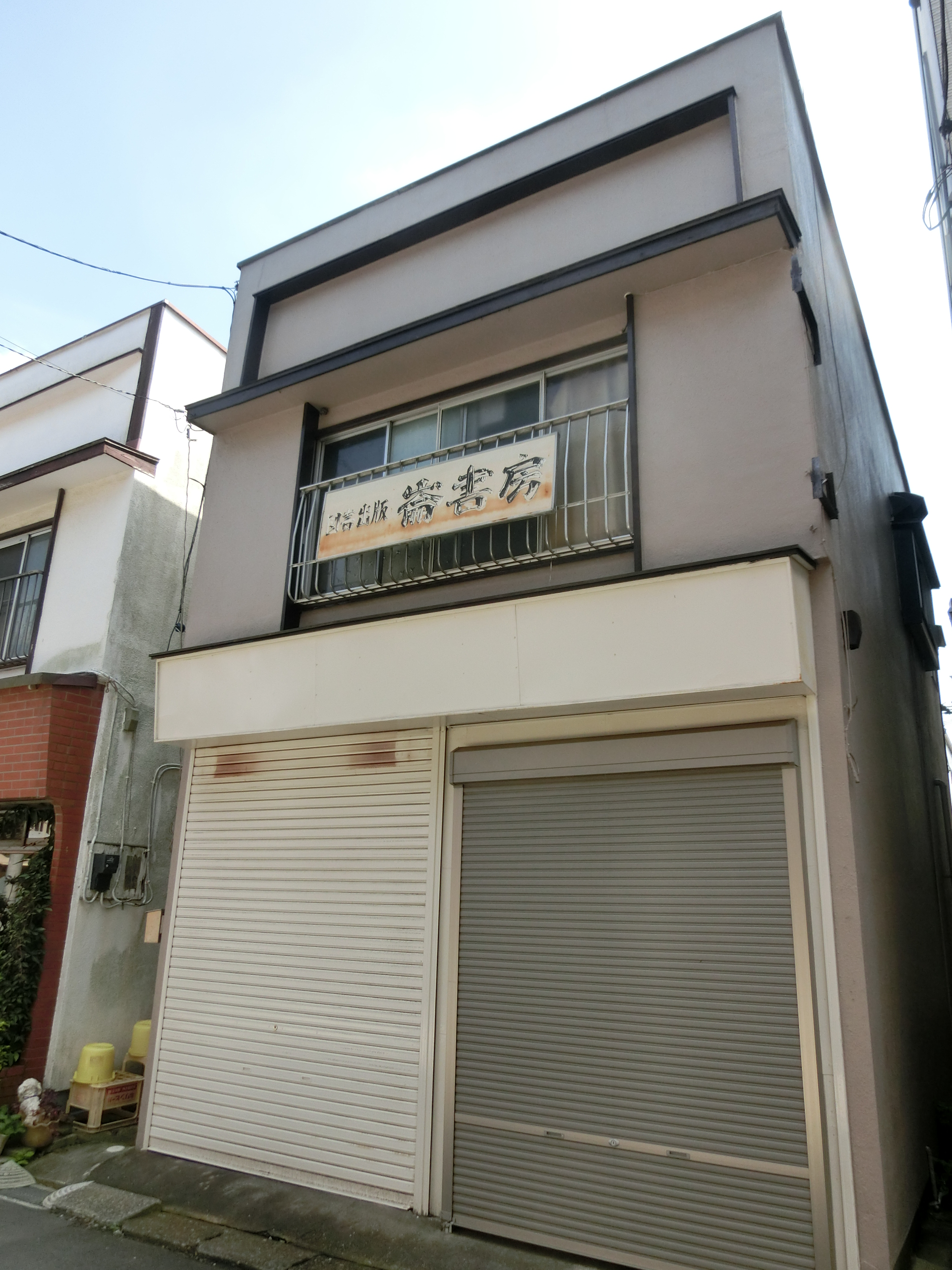
引っ越し先の千葉県野田市から、ある日、自転車で出かけた先の流山市で「崙書房」（2019年7月解散）を見つけ、3冊の書籍を購入。うち1冊から湯平温泉（湯の平温泉）を知る。

### がんノイローゼの5年間
1977年、妻ががんにかかり、手術を行なう。結果は良好だったが、心身に不調をきたし、ノイローゼが進行。原因は親しくしていた石子順造と妻のがん罹患であった。妻の手術後には、一家は弟を頼り醤油の町としても知られる千葉県野田市へ逃げるように引っ越す。そこは「雑木林が多い淋しい田舎町」であった。気弱になったつげは、「厄災をもたらす魔物がいるなら、少しでもその目を逃れ、目立たぬ所でじっと息を殺しているしかない」と考えた。神経性の胃病で日ごとに体重が減少したが、つげは自分もがんではないかと怖れ、体重が1キログラム減るたびに蒼ざめ、庭の隅にある小さな祠が疫病神に見えたり、家の外壁のトタンの隙間からトカゲのしっぽの垂れ下がっているのを見て、壁の内側には無数のトカゲがいることを想像して怯えたり、深夜、巨大な猟犬が庭に侵入し、閉じた雨戸の隙間に鼻を押し付け、匂いを嗅いでフーフー荒い息をしているように枕もとに感じて眠れぬ夜を過ごしたりとノイローゼ状態であった。唯一の慰めは散歩で、毎日のように2歳になったばかりの長男を自転車に乗せ、家族3人で出かけた。ある日、6キロメートルほど離れた流山市の町へ行った際には流山街道に沿って、古い街道の町らしい一角に「崙書房」という看板の下がる民家を見つけ、声をかける。和室には机が2，3台置かれ3人ほどの人がおり、本箱には『利根川随歩』（添田知道、昭和15年刊行の復刻）、『利根運河誌』『七夕の洪水』を見つけ購入。主に千葉県の郷土史関係の出版物が多く猿島郡史や葛飾を扱った書物などもあり、地道でしっかりした本作りに好感を持つ。『利根川随歩』には著者が群馬県後閑の月夜野から利根川の支流赤谷川へ立ち寄り、猿ヶ京や法師温泉手前の湯宿温泉あたりで地元民と酒を酌み交わし、当時人に知られていなかった「湯平温泉」（ゆびらおんせん、湯の平温泉のこと）のあることを聞き出した話などが掲載され、興趣をそそられた。「湯平温泉」に関して地図や温泉ガイドなどを調べたものの、情報がなく想像を膨らませ、誰かに先を越されまいかと心配するほどであった。
野田市では、弟以外に親しい人もなく、かえって心細さが増したため、心身の不調を脱せぬままにほどなく千葉からもとの町へ戻る。心身の不調はさらに悪化し、精神科へ通院するようになり、旅への関心も失せる。しばしば発作を起こし仕事も手に付かなくなる。1980年には不安神経症と診断される。森田療法を受けるが、病気の深刻さに自殺を決意。しかし、妻子がいることを思い耐える
結局、5年間精神科に通院。後に、治療が長引いたのは、薬のせいだったと回想。「飲むと死にたくなるような薬もあるが、担当医が他の病院に移り、それをきっかけに通院をやめ、薬を飲まなくなったら治った」という。この時の経験から、「人間の精神は薬で治せるものではない。人間は関係性の生き物で関係に規定されている存在だ。医者は不定愁訴を軽くする薬を出すだけで根本を治すことはできない」と悟る。また、後年、心理学を勉強するが、疑問ばかり出た。そのために哲学にも手を出したが、インドや中国の哲学のほうが西洋よりも奥が深いことが分かった。ニーチェも言うように「西洋は東洋にはるかに遅れている」と判る。ただし、「ニーチェは宗教の深遠さを理解していないように思える」とも発言

### ふたたび脱漫画家
漫画を描くことを苦痛に感じて他に職を求め、1981年に古物商の免許を取得。「ピント商会」を設立し、古本屋の経営を目指して古本漫画を収集する。また、中古カメラを質屋で安く仕入れて自分で修理し、マニア向けに転売したところ、思わぬ収入になった。成功の秘訣は、相場よりもかなり安く売ったことである。これは闇市でアイスクリームやおもちゃを安く売り成功した体験が元になっている。そこで「中古カメラ屋」に転業を試みたが、翌1982年には安い中古カメラが入手できなくなり、この「商売」は断念した。また、『無能の人』に描かれた「売石業」も、実際に試してみたが、うまくいかなかった。作家として1983年3月から「小説現代」に「つげ義春日記」を発表するが、読み物として若干私事を書きすぎたため妻に怒られ、11月で中断。妻との悶着が続いたことで、ノイローゼは悪化の一途を辿ることになる。
『雨の中の慾情』（1981年12月）の発表を最後に、『散歩の日々』（1984年6月）まで約3年間、全く作品を発表していない。『週刊求人タイムス』（1983年2月24日）に「直径三キロがリアリズムの素」（構成 戸矢学）と題する随想を発表。そこでは、2年ぶりに漫画を描いていることを明かし、『ガロ』に描き始めた頃を回想し、当時の自身の作品を「うまいなぁと思う、自分でも感心しちゃう」と評価。『ガロ』には毎月のように描いていた。次から次に描きたいものが出てきた。それまでは貸本マンガを描いていたが、いい加減嫌になった。どうしてぴったり来ない。『ガロ』が創刊され、「自由に気ままに、好きなものを描いていい」と言われ描きたいものが一気に出た。エネルギーが溜まりにたまっていた。水木しげるの仕事を手伝っており、それが中心だったがその合間に描いた。『ガロ』にはいくら描いても食えない。原稿料が安くて。水木の仕事を手伝ったのは、「忙しくてどうにもならないから手伝って」と頼まれたからで、志願したわけでも弟子入りしたわけでもない、などと語った。

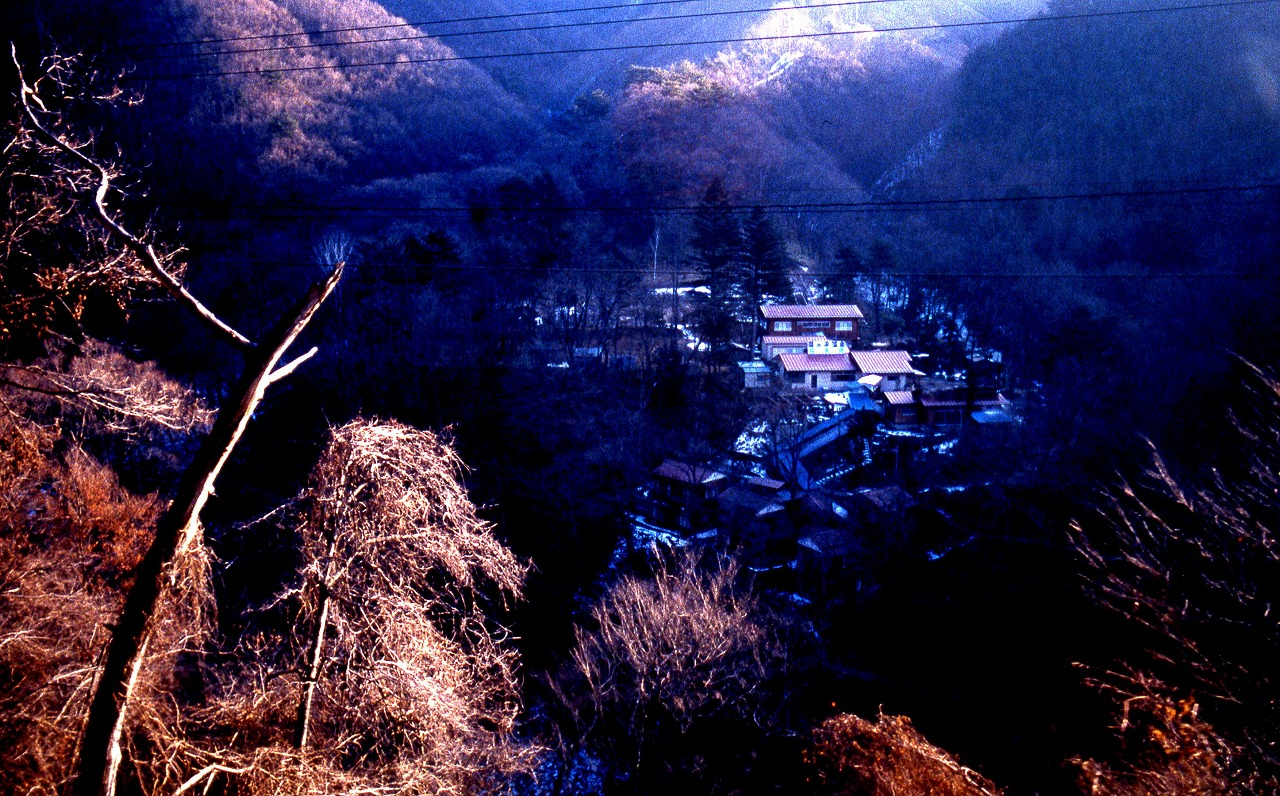
湯の平温泉には1982年3月に投宿。

1982年 3月に家族で群馬県湯宿温泉を訪ね、湯の平温泉に宿泊。10月には家族で甲府の昇仙峡や房総の大原、富浦などへ旅行。「ピント商会」が不況のあおりで閉店。藤原マキは絵本画家を目指し『私の絵日記』を出版。
1984年、2年ぶりの新作である『散歩の日々』を受け取った夜久弘は、つげ作品の発表の場としてふさわしい季刊漫画雑誌『COMICばく』（日本文芸社）を創刊し、つげは毎号漫画を描くようになったが、「マイナー意識の強い自分」の作品が主体となったことに困惑する。
これら「駄目人間」としての体験を描いた『無能の人』（1985年）を刊行。つげ独自の暗さやユーモアは健在であり人気を博した。この間も仏教書や水泳での治療を試みたノイローゼだったが、発作性から慢性に移行。1987年春先から強度の不安神経症の発作に悩むようになり、3月発表の自伝的密航記『海へ』の後、6月・9月に発表した『別離』をラストに、仕事が一切できなくなる。気晴らしに子供と一緒にファミコンで遊ぶようになり、超高難易度で知られた「スーパーマリオブラザーズ2」をクリアしたことが桜玉吉らゲーム業界の人間の中で話題となる。

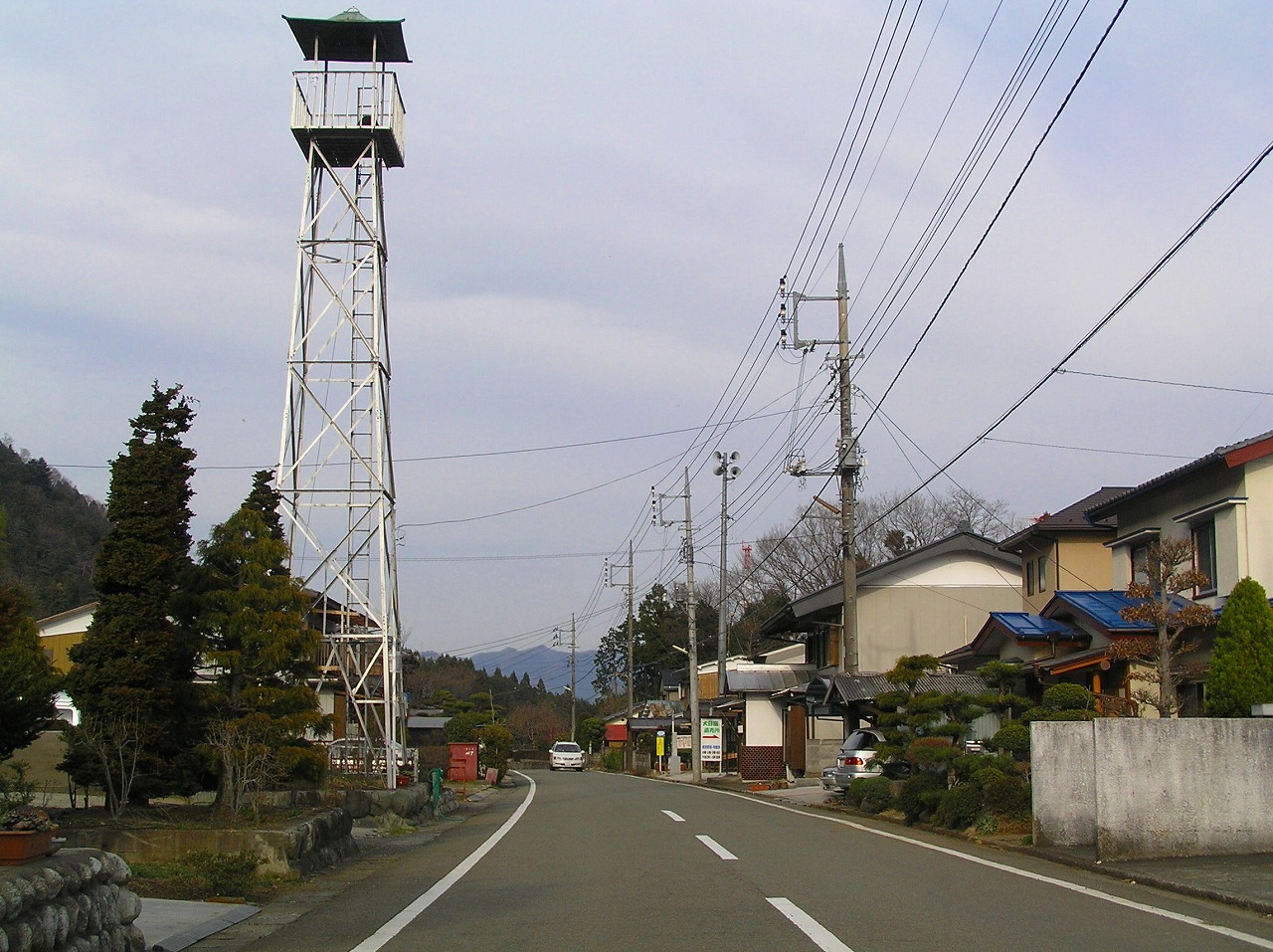
犬目宿

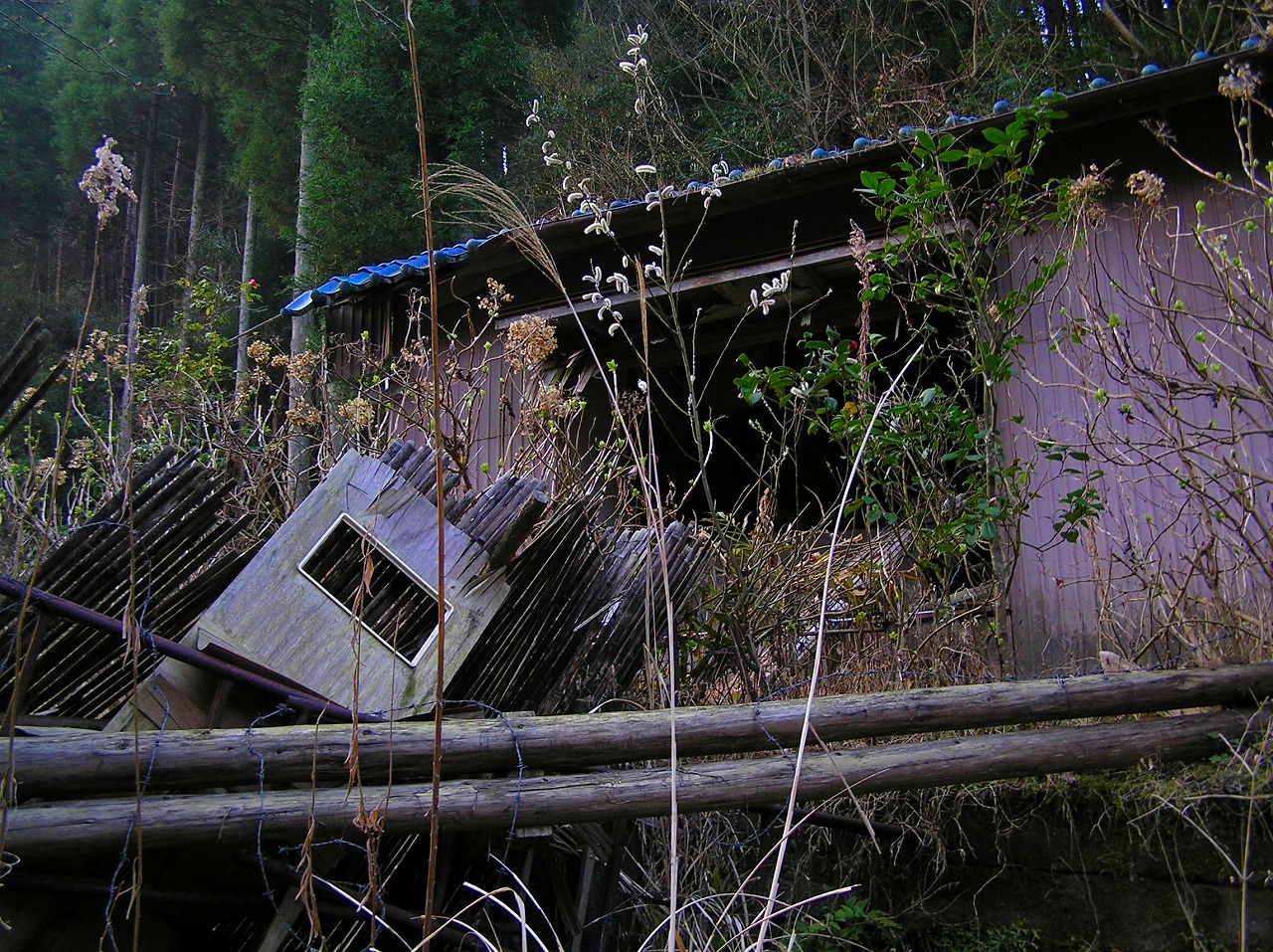
絶筆後の1988年、つげが家族とともに養老渓谷温泉を訪問した際に養老渓谷沿いに見つけ、隠棲を考えた廃屋

1987年上旬、「つげ義春研究会」研究旅行（15名）に同行し、甲斐路を訪問。点燈社の深沢、喇嘛舎の長田などが参加。宿にて午前5時まで人生について語りあかす。翌日午後に甲斐国分寺跡を訪問。本堂前で日向ぼっこをしながら「今はここは何宗なのかな」と呟く。その後、つげの提案で犬目宿に立ち寄る。犬目宿は『猫町紀行』の舞台であったが、出版した喇嘛舎の長田は「ここがどうかしたのですか？ふつうの村ではないですか？」とぼやくのに、「ホントにダメな人たちですね」とあきれ顔を示す。次に一行はやはりつげ氏の提案でその数か月前につげが"発見"したばかりの秘郷・秋山村を訪ねる。夕暮れ迫る深い峡谷の集落に灯が一つ二つ灯り、暗く哀しい「つげ義春の世界」が現出。が、長田が再び「ここに何かあるのですか？」。つげは「この人たちは景色を見る資格がないのね」と茶化すが「景色を見るにも資格がいるんですか？」と長田が応酬。集落へ入ると、つげはつげ好みの宿がないかと、威勢よく民宿を探し始めた。
1988年には自己否定の深化からひとり山奥で住んだり、乞食になることを夢想するようになり、山梨県秋山村を訪れて場所探しをする。宗教に惹かれながらも同時にどうでもよいとする開き直りの心境も経験した。同年、実売5千部だった『COMICばく』は第15号をもって休刊し、事実上の休筆状態に追い込まれる。以降、エッセイや旅行記等の文筆活動は継続するものの、漫画制作はずっと休止しており今日まで新作は発表されていない。

### 休筆以降
1990年代に入ると、精神衰弱に加え急性虫垂炎や中心性網膜炎、不整脈、耳鳴りなどに次々と罹患、特に目は左目は不治、右目は視力が悪化する。多くは精神不安が原因であった。1990年の虫垂炎の手術後には、自分が血管の中を流れていく奇怪な夢を見る。同年には家族で山梨県の田野鉱泉、嵯峨塩鉱泉を訪れるが、このころより山に強く惹かれるようになる。
1991年、つげファンである竹中直人による『無能の人』を皮切りに石井輝男により、『ゲンセンカン主人』『ねじ式』と、代表作が続けて映画化がされ、それに併せて『ガロ』7月号「つげ義春特集号」で誌上インタビューやコメントなどを積極的に寄稿した。さらには若い頃や家族との旅行を綴ったエッセイ集『貧困旅行記』を発表したほか、権藤晋との対談集である『つげ義春漫画術』を刊行。自身の原作を用いた映画に家族全員でゲスト出演するなど、公の場での活動も目立っていた。1990年、長男が高校受験を控えていた当時に『無能の人』の映画化の話が持ち上がり、提示された原作料がちょうど私立高校の学費と同じぐらいだったので契約に同意したという。しかし映画化に伴う雑事や『貧困旅行記』、『つげ義春資料集成』、版画などの仕事をこなした上に団地の役員を1年間務め忙殺される。
1992年、4月頃より過労から不整脈が始まる。このため10年間続けていた水泳をやめる。精神安定のために1956年頃より好きだったクラシック音楽を聴き始める。主にルネサンス、バロック期の音楽が主体。デビュー当時の貸本単行本の復刻、『つげ義春とぼく』の文庫化、パルコのカレンダーなどを手がける。8月からは『つげ義春漫画術』のための対談を権藤晋と半年以上にわたり続ける。11月には『ゲンセンカン主人』（石井輝男）の映画化が始まり、12月に伊豆のロケに同行。同年のインタビューでは、1か月の生活費は17万円と決めていること、無駄な出費はしないよう昔から肝に銘じていること、団地のローンは月に2万円程度なので親子3人どうにか印税収入で暮らしていけていることを語っている。また、子供を見ると不憫でならず自分の子供を溺愛してしまうとも語っている。
1993年、『ゲンセンカン主人』映画化に伴う雑事、映画化記念版『ゲンセンカン主人』、『つげ義春漫画術』に加え『つげ義春全集』（筑摩書房）の刊行により多忙は続く。6月には転居に伴う家探しとトラブルが発生、心身消耗が著しく9月には腎盂炎を発症、1か月間の病臥に付す。12月には引っ越し準備中に腎臓の衰えが原因のぎっくり腰となり再び1か月間寝込む。
1994年、調布市内の一軒家に転居、永年の夢であった田舎暮らしを断念。眼病、耳鳴り、不整脈、腰痛に加え、リウマチを発症し、再び休養することを宣言。このころ、藤澤清造『根津権現裏』復刻版の装丁を依頼されたが断った。

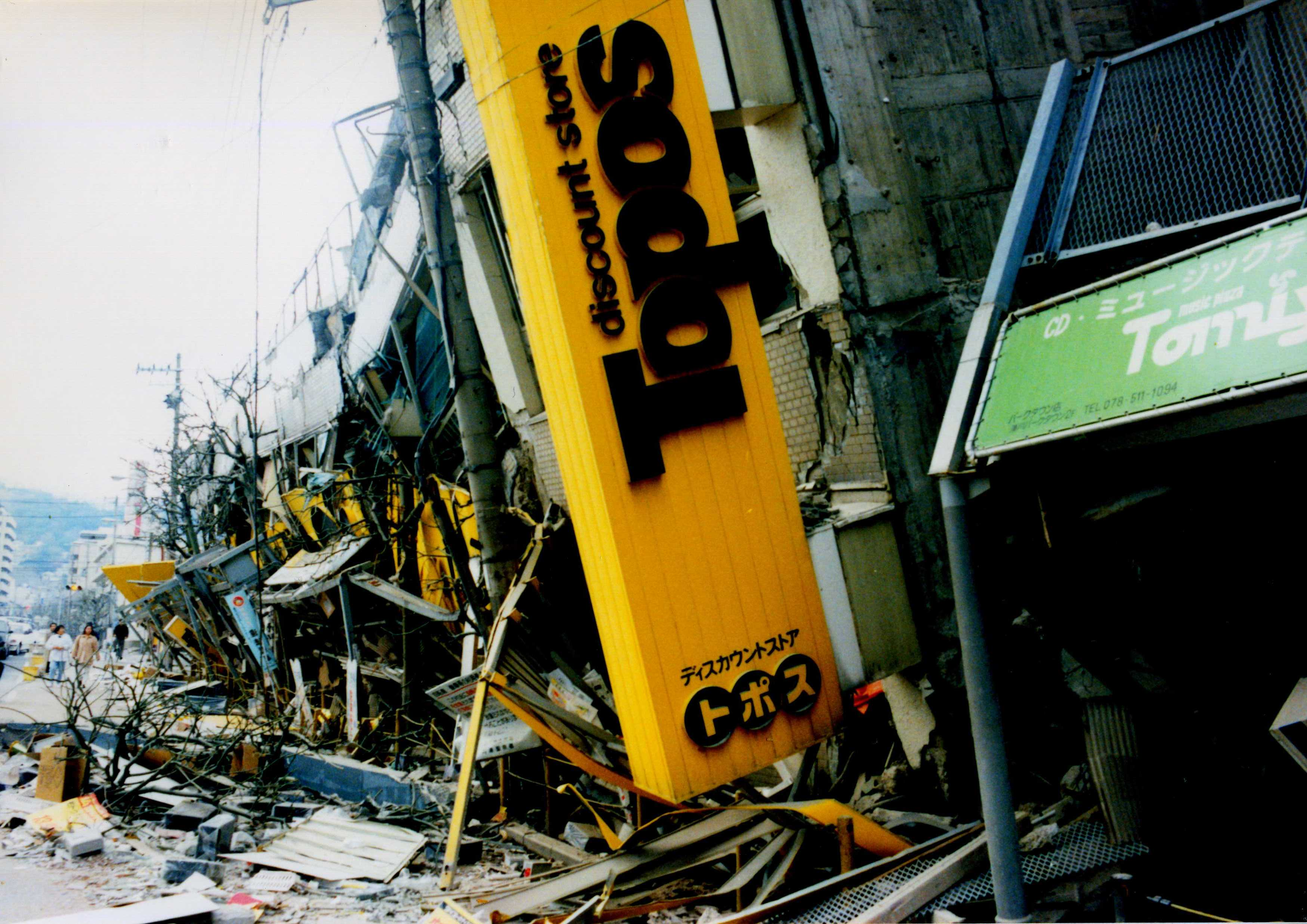
普段はテレビ、新聞など一切見ないつげが阪神・淡路大震災には衝撃を受ける。

1995年、阪神・淡路大震災、オウム真理教事件が発生、普段はテレビ、新聞など一切見ないつげが阪神・淡路大震災には関心を持つ。息子が自動車運転免許を取得、25万円の中古車を購入、息子とともに多摩方面へのドライブをし気を紛らせる。
1996年1月、元『ガロ』編集長の長井勝一死去。同時期に母ますが倒れ、長井の葬儀に参列できず心残りとなる。母はその後認知症を発症。気性の激しさが一変、仏のように穏やかになる。
1997年、60歳。4月に妻がスキルス性胃癌を発病。東京医科大学病院にて手術するも全身に転移し不治を宣告される。自宅での療養に切り替え、つげが郵送されてきた薬剤を妻に朝夕2回点滴、家事、買い物に追われるが頼る者もなく孤立無援状態が続く。テレビ東京にて短編作品が12回放送される。石井輝男による『ねじ式』が公開されるが、協力する余裕もなし。
1998年、妻が世田谷区池尻の病院へ転院するが、そこは東京医大で見放されたがん患者の溜り場のようなところであった。入退院を繰り返すも肺に転移、手術する体力もなく抗がん剤の投与を続ける。息子の運転する車に助けられるも、2人きりの看病は厳しく絶望的になる。
1999年1月、母ますが死去。2月には妻・藤原マキが癌により死去。2年間の看病の疲れと虚脱感に襲われ、離人症になりかかる。6月には2階の部屋の窓付近に体長60cmほどの蛇が出現、窓の直下はごみ置き場となっており、ネコ、カラスなどが多く蛇にとっては危険な場所であり、命がけで2階まで上がってきたのは妻の霊が蛇に憑依したものと直感する。
2000年代に入っても作品の映画化は続いたが、つげは年齢的・身体的な要因からか沈黙を守る。一定の期間をおいて書籍の再刊、文庫化、全集の刊行などが続き、印税収入によって生活は支えられている。スーパーを順ぐりに自転車で回って、おかずを買う「主夫」生活は変わらず。「1か月の電話料が100〜200円しかかからない」という。
2000年、妻と2人で分担していた家庭運営を一人でこなさねばならなくなったことにより雑用に追われ忙しくなる。長年続けているファンレターへの返信も依然減ることなく、その内容も依頼、要望の類が多く、3日に1通の返信書きに追われ休む間もなくなる。青木正美によるインタビューが『日本古書通信』4月号と5月号に掲載される。「私は本来、マンガ家とか画家とか思われたくないんです。好きな画家も、強いて言えばレオナルド・ダビンチ、もしくはそれ以前の名のない絵の職人さんなんかなんです。私もやがては、ホームレスにでもなって消えてしまえたら、それこそ本望なんです」と発言。
2001年、体調不良が続き漢方薬に頼る。転居後に妻の癌をはじめ災いが多いのが何かの祟りではないかと心配になる。まんだらけの企画で水木プロで机を並べた池上遼一と久しぶりに会う。
2002年、『蒸発旅日記』（エッセイ）が山田勇男監督によって映画化される。夏にクランクインし、調布の撮影所へ見学に行く。嶋中書房よりコンビニ版「つげ義春自選集」刊行始まる。心身不調は続く。
2003年にマキの作品『私の絵日記』が文庫化された際に、巻末にロング・インタビュー「妻、藤原マキのこと」が収録され、夫婦の間の葛藤などを赤裸々に語る。アメリカのコミック研究誌『Comics Journal』上に『ねじ式』英訳版が登場。英訳版は『紅い花』（1984年）、『大場電気鍍金所』（1990年）（ともに『Raw』誌に掲載）に続き3度目。7月には山田勇男監督『蒸発旅日記』が公開される。毎日新聞のインタビューに答え、電話をひいていないと語る。『つげ義春の温泉』（カタログハウス）発売。講談社からは『つげ義春初期短編集』、『つげ義春初期傑作長編集』計8冊発売。つげ自身の言葉によれば「老後のために過去にこだわらず駄作ばかりを放出」する。近所の老乞食と親しくなり、一切の関係を断ち切った乞食こそ最高の生き方と感得する。
2004年、『無能の人』がフランスにて発売。日本在住のフレデリック・ボワレに懇願されたものだったが、つげ自身は海外に紹介されることに全く興味はないという。『リアリズムの宿』が、山下敦弘監督により映画化される。親友でつげ漫画の名脇役としてもたびたび登場したT君こと立石慎太郎が死去。ソニーから携帯電話での漫画配信を依頼されるがほとんど収入になるものではなかった。
2005年、海外よりの出版依頼が急増するが、交渉や手続きの煩わしさのためすべて断る。
2006年、虫歯ではない原因不明の歯痛が続く。9月頃より北冬書房ウェブサイトで古い旅の写真の掲載が始まる。漫画を描く際の資料として撮りだめていたもので、視力と気力の衰えから今後漫画を書くこともないとの判断から放出する。
2007年、70歳。夏に熱中症に罹る。体力・気力ともに益々衰え、人に会うのが億劫となり引きこもり状態となる。本人によれば、「老いて出しゃばるより隠居すること」が奥ゆかしく感じられるとのこと。
2009年から2010年の時期、水木しげるに最後に会う。場所は地元の神社で、水木がいきなり「つまらんでしょ?」というので、つげも「つまらんです」と答えた。すると「やっぱり!」といわれる。あれだけの成功を収めても人生に思い残すことや物足りなさがあるのだと感じ、つげにとって印象に残る会話となった。
2013年、雑誌『芸術新潮』（新潮社）2014年1月号にて「大特集 デビュー60周年 つげ義春 マンガ表現の開拓者」が特集され、明治学院大学教授でもある山下裕二を聞き手とした4時間に及んだロングインタビューの内容が掲載された（後にとんぼの本『つげ義春 夢と旅の世界』にも再録）。創刊から60余年の『芸術新潮』がマンガ家を特集するのは、手塚治虫、水木しげる、大友克洋に続き4人目。
2014年 - 『東京人』7月号で川本三郎のインタビューに応じた。そこでは次のように述べた。食事は1日2回だが料理の本を何冊か買い込み、和食を中心に献立は野菜を多く摂取し、おかずも3-4品付ける。テレビは地デジ対応をしなかったので見ていないという。DVDは操作が覚えられずに、最後に息子と観た映画はタル・ベーラ監督の『ニーチェの馬』（2011年）で息子ともども感動する。
2015年2月、『水木しげる漫画大全集』第58巻「テレビくん他」に「大人物」と題する解説文を寄稿。その一節に「私は二十数年前に休筆し、そのまま引退してしまった」と記す。6月、『日本美術全集』（小学館）第19巻「拡張する戦後美術」に「ねじ式」の原画が収録される。同全集の刊行を記念する対談での山下裕二の発言によると、つげ義春の現在の収入は年間100万円程度であるという。対談相手の辻惟雄は「文化功労者にして年金をあげるべき」と提案している。12月1日、前日に93歳で急逝した水木しげるのラジオでの追悼番組に電話にて生出演。水木しげるとの神社の骨董市での最後の遭遇時のエピソードなどを語る。その数日後の、水木のお別れ会にも出席した。
2015年10月、同年3月に他界した辰巳ヨシヒロの追悼特集が『貸本マンガ史研究』（シナプス）25号で組まれ、つげは「五〇年におよぶ交友のなかで」と題する追悼文を寄稿。この中で「ところで唐突ですが『死』はそれですべてが終了するのではなく、魂＝波動は残る。私も追っ付けそうなので、波動として共振し、再会できるのではないかと楽しみにしている」と発言している。
2016年6月より福島県岩瀬郡天栄村湯本地区（岩瀬湯本温泉）でNPO法人「湯田組」が村の指定管理者となり、つげの資料館整備を始めたことが福島民報にて知らされた。湯本地区には2014年に福島県建築文化賞で特別部門賞を受賞している築140年の村農村交流施設（別称「智恵子邸」）があり、これを活用するもので、館内に新たにつげ義春展示コーナーを設けてつげ義春全集や当時の掲載誌などの資料を展示し、つげ作品の魅力を発信する拠点にするほか、ファン同士の交流の場にしたい意向で、同年6月開館された。同地で催されたつげ義春フォーラムで使用されたパネル類も展示され、つげのイラスト内の少女と写真が撮れる。和室の一部は無料休憩所「えんがわカフェ」として開放されている。
つげは昭和40年代（1960年代後半から1970年代前半）に同村内の二岐温泉や岩瀬湯本温泉に足しげく通い、実在する湯小屋旅館をモデルにした漫画『二岐渓谷』や豪壮な茅葺屋根が建ち並ぶ当時の岩瀬湯元温泉の町並みなどをイラストに残している。なお、湯小屋旅館に関しては老朽化で取り壊す話が持ち上がったが、現行の姿のままに残してほしいとのつげファンの根強い声を受け、古い建物を直しながら別箇所に新しい旅館を建てることが検討されるなど、つげ義春ゆかりの地であることを利用した地域おこしが進んでいる。
2016年12月20日、電子書籍販売サイトeBookJapan（イーブックイニシアティブジャパン）にて作品が初電子書籍化。発表年代順に収録したつげ作品集の4期に分けての配信が開始される。
2017年10月、雑誌『アックス』（青林工藝舎）119号で生誕80周年を記念したトリビュート特集が組まれる（本人は登場せず）。
2017年11月、月蝕歌劇団の本公演100本記念として『ねじ式・紅い花』が演劇として上演された。『ねじ式』『紅い花』『女忍』『沼』『狂人屋敷の謎』を原作とする。
2017年、『つげ義春 夢と旅の世界』（新潮社）と一連の作品で第46回日本漫画家協会賞大賞を受賞した。つげ本人は贈賞式当日の朝早くに、誰にも告げず「蒸発」し、そのまま一週間ほど家に帰らなかった。つげは受賞に際して「感想は何もない」「一刻も早くこの世から消えたい」「今後も描くということは考えていない」「このまま終わってしまっていい」などと語っている。
2018年、ごく少数の例外を除いて長年拒否し続けてきた海外翻訳出版を「断るのが億劫になった」ことを理由に許可するようになり、韓国、スペイン、イタリア、スイス、アメリカ、フランスなどの出版社と契約する。
2018年2月、雑誌『スペクテイター』（エディトリアル・デパートメント）41号が、約230ページにわたり「つげ義春特集」を組む。浅川満寛と赤田祐一によるつげの新たなインタビューのほか、藤本和也と足立守正による『ねじ式』の元ネタ写真の分析記事などが掲載された。その他『おばけ煙突』『退屈な部屋』『つげ義春日記』などが再掲される。つげはインタビューで「近況は、早くこの世からおさらばしたい。もうそれだけですよ」「ひたすら何からも全部逃げたい」「多少貧乏しても気楽に生きたい」などと発言している。ただし「不安はもうないですか?」という問いには「そうですね」と答えるなど、肯定的な見方もうかがえる。
2019年、日本のオルタナティヴ・コミック（いわゆるガロ系）を多数出版しているフランスコルネリウス社から仏訳版『つげ義春全集』が刊行される。
2020年2月1日、欧州最大の漫画の祭典である第47回アングレーム国際漫画祭で特別栄誉賞を受賞。フランスで授賞式に臨み「漫画界のゴダール」と紹介される。また同地では本格的な原画展もあわせて初開催された。
2020年、雑誌『芸術新潮』（新潮社）2020年4月号紙上にて「つげ義春、フランスを行く」が特集され、浅川満寛を聞き手とした特別栄誉賞受賞後初となる最新インタビューのほか、フランスでの撮り下ろし写真、浅川によるフランス同行記、息子 つげ正助の談話などが掲載された。なお、つげは授賞式で何百人もの観客に笑顔で手を振ったことについて「ずうずうしくなったのかな」と発言している。
2020年4月より講談社から『つげ義春大全』全22巻が刊行開始、翌2021年3月に完結した。刊行を渋るつげを説得し、企画を実現させたのは、息子でマネージャーのつげ正助であった。『大全』は、一部の貸本を除いてほぼ発表年代順に作品を収め、雑誌掲載時のカラー原稿も最新デジタル技術で復元された。高野慎三の解説付き。2017年の講談社のオファー時には、つげは断るつもりだったが、正助が懸命に説得し実現した。古い原稿でセリフが剥落している部分は、正助が接着剤を使い貼り直すなどした。社会派作品『なぜ殺らなかった!』の原稿は行方不明となっていたが、原画を所有していたファンが企画を聞き寄贈した。
2022年2月22日、2022年3月1日付けで文部科学大臣が発令する予定の日本芸術院の新設分野「マンガ」の新会員として選出され、3月1日の会員辞令伝達式にスーツ姿で出席し「私は一介の漫画家でしかありませんから、教養も何もなくて…」などと挨拶をした。推薦理由は「人間存在の不条理や世界からの疎外を垣間見せる『文学的な』表現によって、自己表現としてマンガを捉える青年たちに絶大な影響を与えた」「美術と文学の世界からも高い評価を集め、その作品を読み解く試みを誘発してマンガ評論の発展にも影響を及ぼした」であった。

## 水木しげるとの関係
池上遼一、呉智英らとともに一時水木プロでアシスタントを務めたが、漫画家としてはつげは水木よりも2年先輩であり、すでに自己の世界を確立していた。当時水木プロにはつげを含め、5人のアシスタントが在籍した。部屋中に煙草の煙が立ち込め、午後1時から深夜1時までが定時であった。週に一度は徹夜で、水木は途中で仮眠をとり、締め切り直前に起きて仕上げをするのがお決まりとなっていた。池上によれば、水木の描く妖怪は江戸時代の古文書からのアレンジが主体だが、人物やメインキャラクターはデフォルメしたタッチだが、妖怪は点描技法を多用した細密な画にすることで、リアリティを出していたが、これはアシスタントの仕事で大変であり、徹夜の時など、うたたねしながら描いていると「君は点描に向いていないな」などと、からかわれたという。水木はつげのタッチは自分の漫画に最適であり、水木は自分の作品作りを手伝ってもらうつもりでオファーした。ガロに発表した『沼』、『チーコ』が何の反応もなく、自作を続ける意欲を失っていたつげはそれに応え、プロのアシスタントとして生活の糧を得る目的で引き受けた。この期間中につげは『通夜』、『ねじ式』、『ゲンセンカン主人』、『海辺の叙景』、『紅い花』を発表した。呉によれば水木がアシスタントに求めたのは、アイデアのネタまでで、オチは必ず自分で考えていた。これはアイデアをもらえばそれを面白い作品に仕立てる自信があったからだという。しかし、どうしてもいいアイデアが出ないと「つげさん呼んできて」と言い出した。当時、つげは近くの中華料理屋の2階に下宿しており、池上が朝の5時ごろに私が呼びに行くと、寝ていて不機嫌ながら必ずやって来て、水木と2人でぼそぼそ話をして、仕上げていた。つげはプロットを丁寧に書く手法で、水木とは性格も真逆で愚痴を言うこともあったが、内心尊敬していたという。
つげと水木は、漫画について話すことは全くなかった。しかし、水木は高野慎三には、『紅い花』や『長八の宿』などの旅ものを描いているときに、「つげさんの随筆漫画はいいですね」と感想を述べていたという。
つげの水木の漫画に対する評価は辛口で、水木の作品でも『墓場の鬼太郎』など貸本時代のものは評価しており、ニヒルな主人公がよかったのに『ゲゲゲの鬼太郎』と名前を変え、鬼太郎が俄然正義の味方に豹変してしまった点を挙げ、大手の雑誌だとそうしなければいけない。水木ばかりではなく他の人らもそういうことで自分を失くし、一種の「描く機械」になってしまう。そのかわり、お金は儲かる。どっちを採るかというと、たいていはお金に負ける。漫画やっていて大手の雑誌に描けないのは辛いから。まず食えない。雑誌で売れた人は、デビューの時から絵柄がほとんど変化しない。これも「描く機械」になってしまったということ。はっきり言ってマンネリです。作風というのは、書いていればどんどん変わっていくもので、それが進歩するということでしょう。自分の場合には、『ねじ式』の頃まではかなり変わっている。それがデビューから10年も20年もちっとも変わらない人が結構多い。それは絵柄やタッチにこだわりがあるというのではなく、それ以外描けなくなっている。つまり進歩がないということです。手塚さんでも、若干そういうことは言える。今は手塚の作品も見なくなったが、初期の頃、皆があこがれたのはモダンだったから。当時の日本の漫画にはないモダンさがありそれに惹かれた。でも、今は手塚さんの漫画はモダンではない。むしろ古くなった、などと評価している。

## 旅

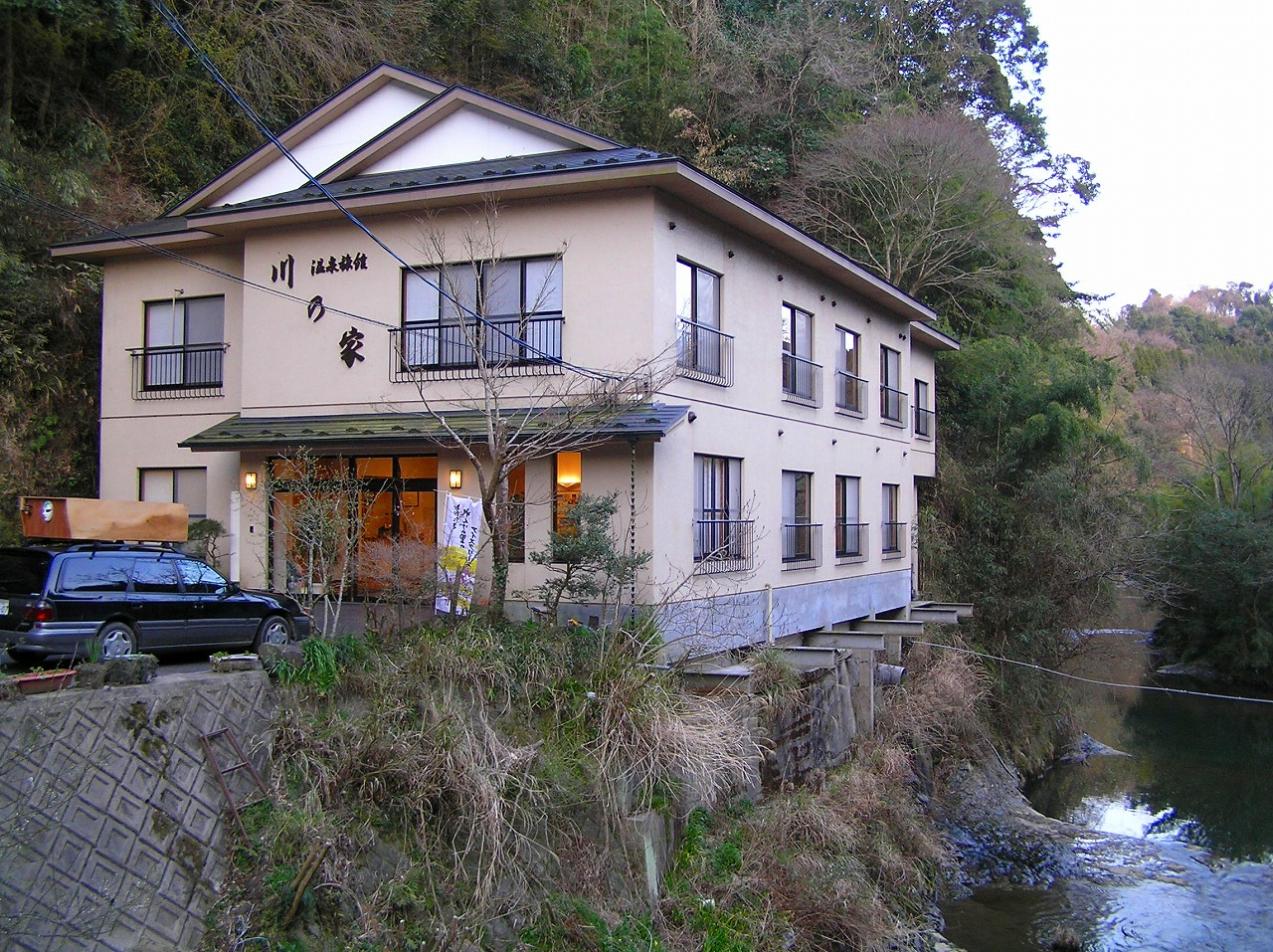
家族とともに宿泊した養老渓谷温泉「川の家」

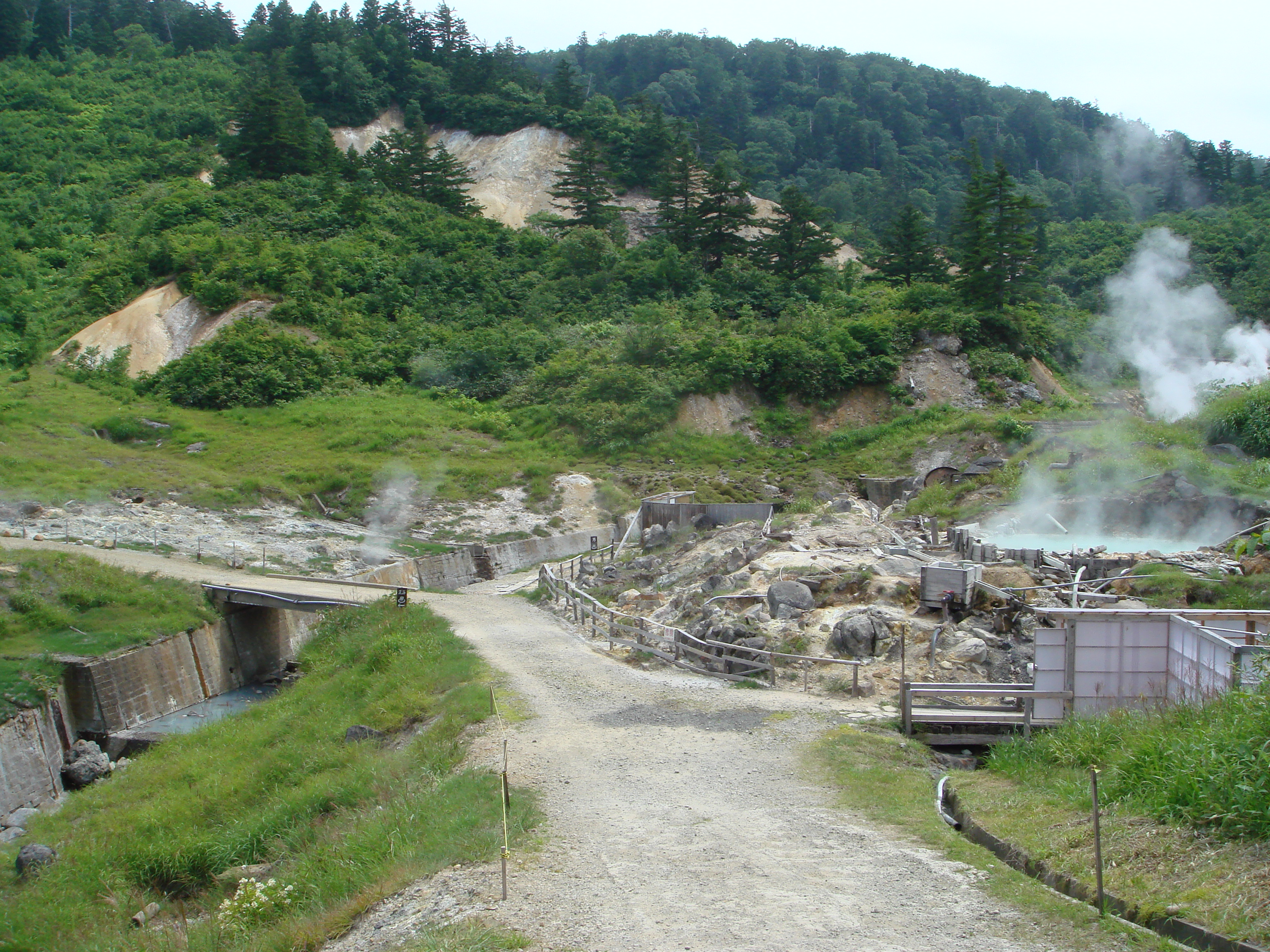
1967年には東北大旅行を決行。蒸の湯での体験は名作「オンドル小屋」に結実する。

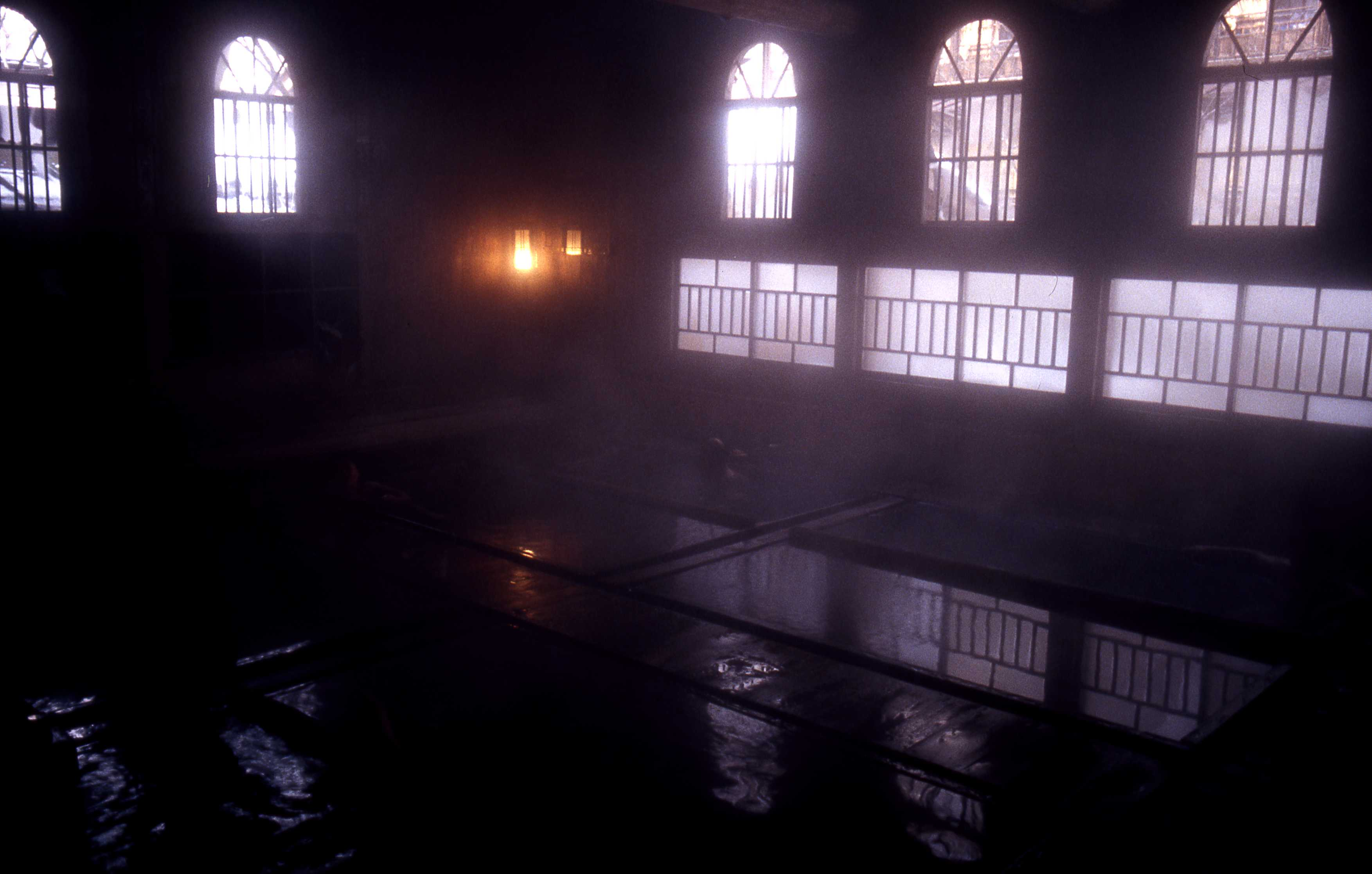
1969年1月、『アサヒグラフ』の取材で訪問した法師温泉。

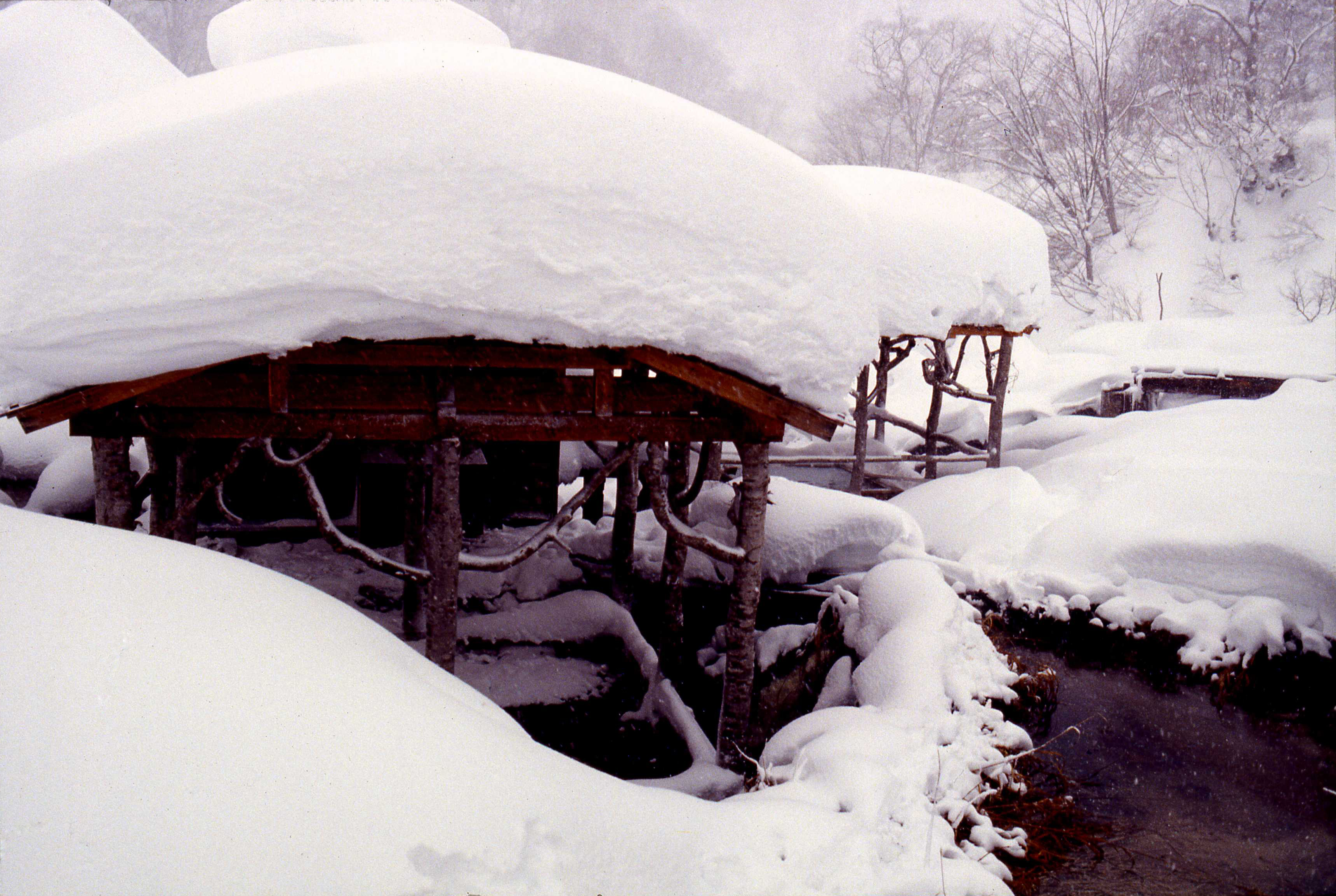
1969年5月には黒湯温泉を訪問。

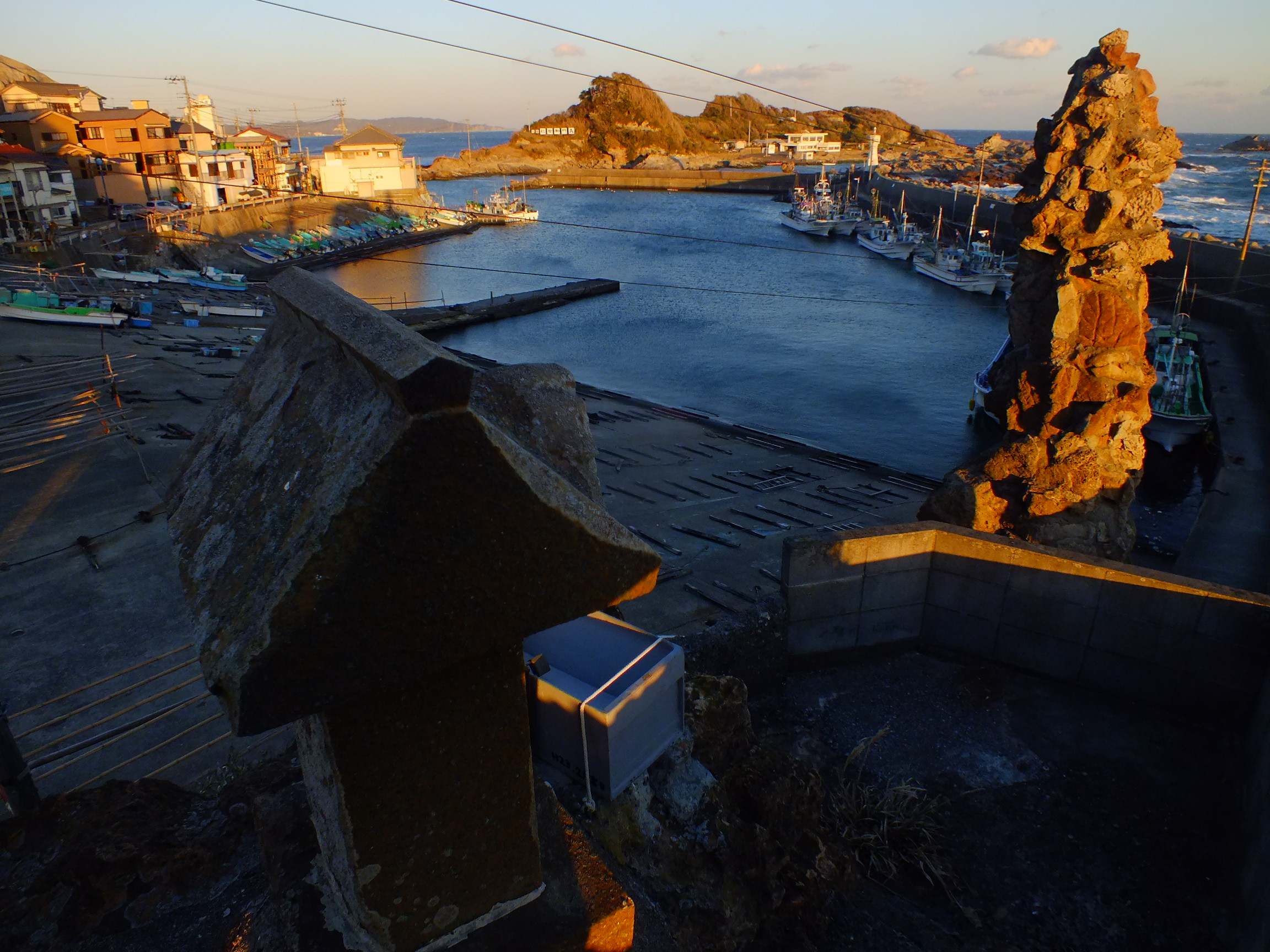
千葉県鴨川市太海浜 - 1969年1月、謎の虫に足を刺され、医者を求めさ迷い歩く体験をする。『ねじ式』執筆の翌年であった。

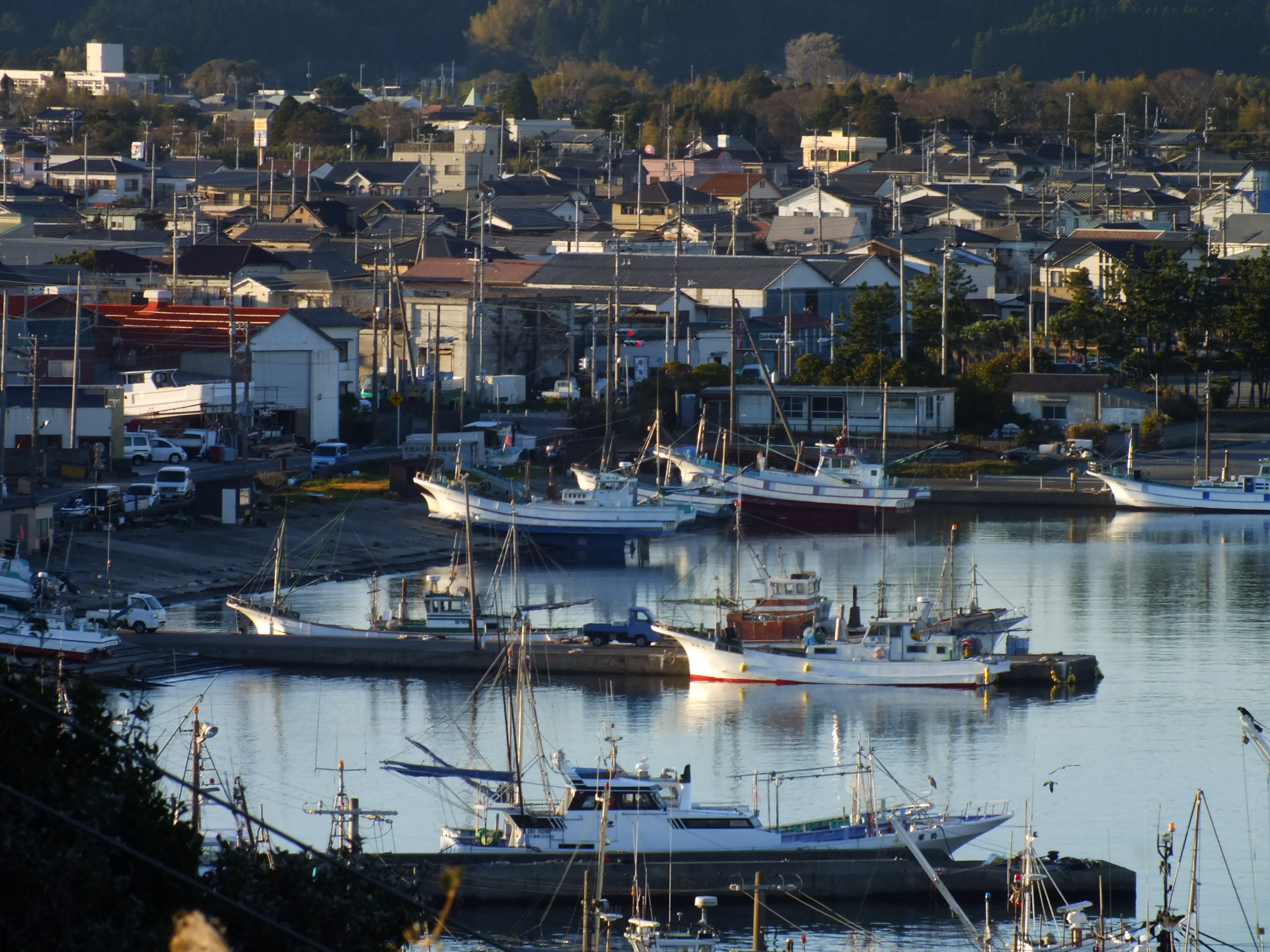
大原へは不動産物色の目的で家族で何度も訪れている。

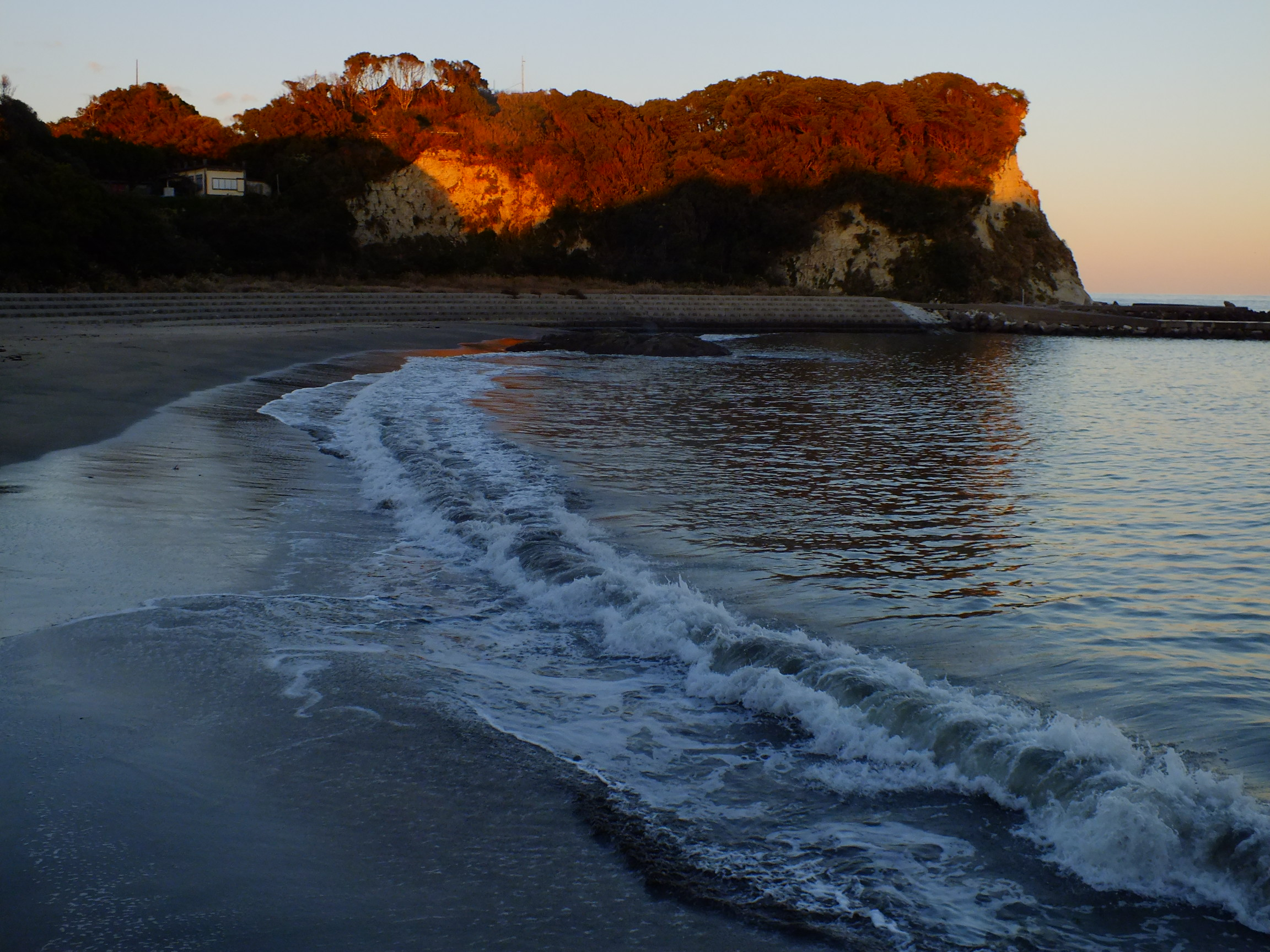
八幡岬に登った際には水平線を一望、潮風に当たり帰港する漁船を見ているうちに目頭を熱くし、何とかこの地に住みたいと願う。

つげは井伏鱒二の影響もあって日本各地を旅行することを好み、旅を題材とした作品を多く描いている。『初茸がり』を始め『海辺の叙景』『紅い花』『西部田村事件』『二岐渓谷』『オンドル小屋』『ほんやら洞のべんさん』『もっきり屋の少女』『庶民御宿』『会津の釣り宿』など多くの作品は実際の旅の体験と印象から生まれたものである。
つげが旅を始めたきっかけは、水木しげるのもとでアシスタントを始めた翌年の1965年（昭和40年）頃からで、仕事のしすぎから腱鞘炎を患い仕事を半年ほど休み暇になったために、友人の立石慎太郎と旅行をし始めた。無職で収入がないことから立石の車での野宿をしながらの旅であった。当初は立石のオートバイで奥多摩、千葉市周辺が多く、立石が5万円で中古自動車を買って以降は下仁田、鬼石の奥の渓谷、秩父、万場町方面へ行く。当時は旅行関係の書物も多くはなく、車であったため特に目的地を定めず出かけた。立石は特に旅行好きではなかったが、暇人であったため、つげが誘えば車で同行し、親不知から能登半島一周、さらに飛騨の白川郷から高山、乗鞍を越えて白骨温泉を通り松本経由で甲州街道で帰るような旅行をしたこともある。途中で喧嘩になったが、その後、立石が旅行に誘う際には「また暗い気持ちになりましょう」と名文句を残した。当時は2人とも独身であり、『北越雪譜』の秋山郷へ行ったり、屋敷温泉にも投宿した。しかし目的地には、いわゆる観光地は含まれず、例えば能登でも輪島の朝市などは素通りしている。景勝地を外すのは通俗的だという理由からではなく、初めから興味がないためである。また当初は『文化地理体系』を読み、そこに描かれる生活に関心を持つことが多かった。のちに、つげの旅の気持ちに近いものとして添田知道の『利根川随行』を挙げている。1980年代半ばには、大正・昭和初期の文学作品を多く読み、その影響から当時の雰囲気に逆行するような志向の懐古趣味的な旅、それはしかし現実ではありえないために、心の中で時間を逆行させるような旅を志向している。また、その頃には奥多摩の小河内よりさらに奥の丹波などのいくつかの集落に関心を持ち、その理由としては「暗い暗い山奥へ入っていきたい」心境であることを挙げ、山奥の粗末な生活や貧しい暮らしに惹かれる心境を語っている。また、山の生活にあこがれを持つと同時に、現代が何も進歩しておらず、ますます不自由になっており、金銭的価値を否定し、「都会の生活は嘘で生きている。価値のひとつもないところで生きているというのは、嘘で固まっているということだ。生命体としての人間にとっては山の生活が一番ふさわしいんじゃないか」と発言している。
川本三郎は自著の中で「つげ義春には旅の漫画が実に多い」と述べている。北海道を訪問していない理由について『ガロ』1993年8月号収録の『つげ義春旅を語る』に、「北海道はやっぱり歴史が浅いっていうイメージがあってね。あと何となく遠いっていう感じがするんですよね。」と述べているほか、2014年の『東京人』7月号誌上で川本三郎とのインタビューに答え「お寺などは別にして、瓦屋根の普通の民家がない」ことなどを挙げている。九州へは熊本まで行っているが鹿児島は訪れていない。熊本へ行ったのは1968年に蒸発するつもりで博多在住のファンの看護士を頼って行ったものである。この際には相手の仕事の都合で翌週まで会えず、杖立温泉や湯平温泉あたりをさまよっていた。このとき、目的もなくさまよっている状態に、社会との関連性を喪失し、どこにいようが自分の存在の実感が消滅し、蒸発したようにこの世にいながらいない状態を実感。後年、こうした経験から乞食に関心を持つに至る。寒さは苦手らしく「日本列島が沖縄のあたりに位置していたらよかったと、よく思いますよ」と答えた。

### 旅の履歴（1990年まで）

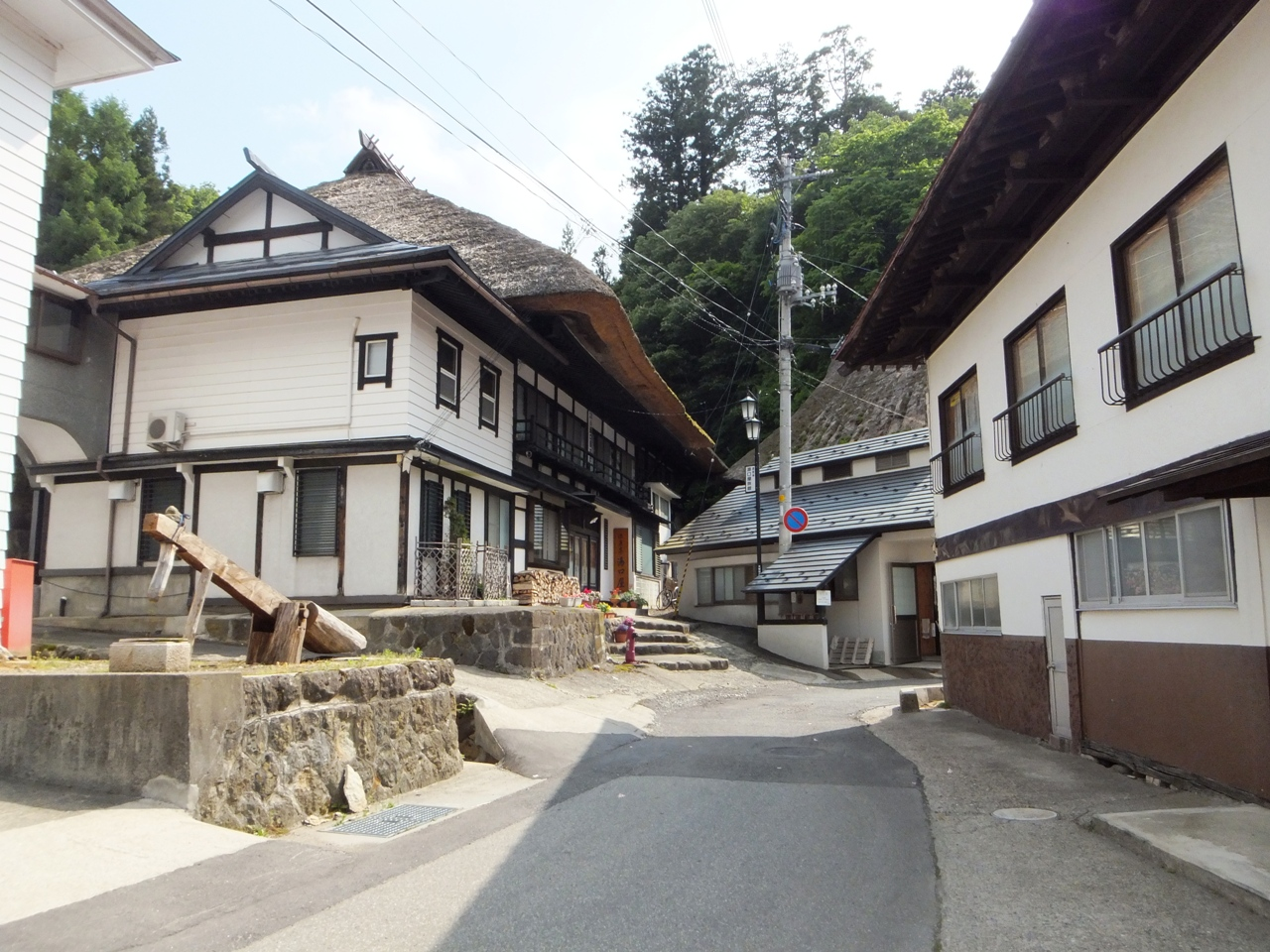
「来てよかった。いままでで最高の所だ。」（『颯爽旅日記』）と絶賛した岩瀬湯本温泉

- 1955年 手伝いをしていた岡田晟に伴い湯河原温泉へ。旅館の女中と親密な仲になる[103]。
- 1958年 当時恋愛関係にあった女子大生のS、その友人ら4-5人で甲府の昇仙峡へ。26年後の作品、池袋百点会（1984年12月）のラストシーンに描かれる。
- 1965年 白土三平の招待で千葉県大多喜の旅館寿恵比楼に滞在。『不思議な絵』を描き上げる[27][45]。
- 1967年 井伏鱒二の影響で旅に没頭、唯一の友人立石と能登、飛騨、秩父、伊豆、千葉などを旅行。秋には一人で東北へ1週間の長期旅行（10月26日〜11月2日）。古い本で東北地方の湯治場の写真を見て、あまりに惨めで貧しい雰囲気に強い衝撃と胸騒ぎを覚えたため[104]。八幡平の温泉、蒸の湯、後生掛温泉、角館、小安温泉泊、サービスが悪くチップを出す気にもなれず早々に寝る。会津から湯野上温泉泊、期待外れだった。塔のへつり、岩瀬湯本温泉、二岐温泉などを訪問。特に岩瀬湯元温泉を最高と評価。旅に強い印象を抱くとともに湯治場の雰囲気に魅了される[105]。初めての一人旅であった。この旅の強い印象から『二岐渓谷』『オンドル小屋』『もっきり屋の少女』の3作が生まれる。旅に関連した書物や柳田國男、宮本常一などを愛読する。
- 1968年 2月、群馬県の湯宿温泉、新潟の十日町から飯山線を経て長野県の麻績宿へ旅行。6月には外房の大原に1泊。7月、立石慎太郎と秋山郷、屋敷温泉、松之山温泉、草津温泉、花敷温泉、尻焼温泉へ旅行[27][45][106]。9月、九州方面へ蒸発旅行。自分の存在の実感が消滅し、蒸発したようにこの世にいながらいない状態を実感。
- 1969年1月、『アサヒグラフ』の取材で大崎紀夫、北井一夫と湯宿温泉、法師温泉へ旅行。2月に藤原マキと知り合う。5月、五能線の八森、鰺ヶ沢、黒湯、孫六温泉などへ旅行。また水木しげると長野県の明治湯へも旅行[27][45]。6月 千葉県房総半島の太海、鴨川、大原へ。太海で謎の虫に足を刺され、医者を求め彷徨い歩く体験をする[注 6]。8月には、藤原マキと夏油温泉から定義温泉、北温泉へ。定義温泉は精神科の紹介がないと宿泊できない施設で、門前のそば屋の計らいで「頭が重いのでわざわざ訪ねてきた」ことにして宿泊。押入れを開けて布団を取り出して寝ていると女将に激しく怒られ、このエピソードを後に『枯野の宿』にて使用する[107]。この数日後、『アサヒグラフ』の取材で再度、夏油温泉、蒸けの湯、今神温泉へ。暮れには1年半ぶりに作品を描く。

1970年に訪れた仏が浦では、役割もなく意味も寄せつけない巨塊を眼前にし、相即的につげは自分も岩石のように意味のない「物」に化したような感覚を覚え、後にその印象から聖地や廃墟について語った。

- 1970年 下北半島を『アサヒグラフ』の取材で大崎紀夫、北井一夫と3人で旅行。大湊線の終点からバスで陸奥湾の出口付近にある脇野沢村九艘泊の漁村へ。その貧しい暮らしぶりに無常感を感じ自分もそこで暮らしたい願望を持つ。廃墟やそれに類する貧しい暮らしのたたずまいから、〈意味化され社会化されていた自己〉からの解放と生の回復の希求を感じ取る。さらに山手にある水上勉原作の映画『飢餓海峡』のモデルとなった湯野川温泉へ赴くが、高熱を出し2日間身動きが取れなくなる。その後、牛滝、福浦、長後、佐井の小さな漁村、仏が浦へ[108]。仏が浦で目にした巨岩は、無意味が目に見える固形になって現われており、その威厳に圧倒される[108]。役割もなく意味も寄せつけない巨塊を眼前にし、相即的につげは自分も岩石のように意味のない「物」に化したような感覚を覚える[108]。世界の聖地に無意味が具現化したような岩場が多いのは、どんな意味も寄せ付けない巨塊を眼前にした時、自分自身が意味のない物に化した感覚になることで、意味からの解放を感じることができ、あるがままに現象している心地を覚えることが理由で吸引されるのではないかと感得する[108]。

同年5月には、立石慎太郎の車で玉梨温泉を訪問（のちに『会津の釣り宿』に描かれる）。岩瀬湯本温泉と二股温泉を再訪。
- 1971年 暇をもてあまし、東北、瀬戸内海、奈良、長野、会津などを歴訪。瀬戸内の兵庫県室津を皮切りに中山道、妻籠宿、奈良井宿、藪原宿を訪問し、さらに会田宿、青柳宿、1968年に訪問した麻績宿を再訪。当時結婚した藤原マキを伴っての旅行であった[109]。
- 1972年9月 漫画家としての将来に不安を抱き家賃の心配のない持ち家を探すために、母の郷里である外房の大原へ妻とともに赴き、国民宿舎大原荘に一泊。しかし不動産屋が見つからず小浜という漁村を歩き、幼少期に住んでいた家を妻に見せ父の墓へ参る。その後八幡岬に登り、水平線を一望、潮風に当たり帰港する漁船を見ているうちに目頭を熱くし、何とかこの地に住みたいと願う。翌日は鴨川から、内房の金谷、上総湊の2つの物件を見る[50]。
- 1972年11月 不動産物件探しのため、再び大原へ。いくつかの物件を見て回り、小浜の漁村内の古家付き30坪130万円の物件が気に入り、買う気持ちに傾く。幼少期に住んだ家の裏のつげの遠縁が経営する「横山」という民宿に泊まる。そこで母が地元で評判が良くなかったことを聞かされる。5、6歳ころによく遊んだ「松ちゃん」というその家の息子が部屋に現れるが会話は弾まなかった[50]。
- 1975年 友人の立石慎太郎と立石の車で関東平野を旅する。調布から川越、桶川へ至り深沢七郎の味噌を食べるため立ち寄るが、雨戸が閉まり呼び鈴を押すが反応がなかった。つげが立ち寄りたいと考えていた羽生や館林を通過し、足利でそばを食べ佐野へ。宿を探し葛生から栃木へ。川に面した商人宿の「手束旅館」[注 7]に泊まる。翌朝、宿近くの骨董店で欠けた皿やガラス瓶を8000円購入し後悔する。小山、下館、笠間を通り土浦、江戸崎、布佐のコースを希望するも渋滞のために運転手の立石に否定される。立石はつげの弟のつげ忠男の勤める金物屋へ行きたいというが、今度はつげが否定したため気まずいムードとなる。京葉道路を通り午後8時ころ帰宅。立石はつげに向かって「また、つげさんのふくれっ面を見に来ますよ」と捨て台詞を残し立ち去る[50]。

10月には雑誌『太陽』の取材で田中小実昌、渡辺克己、編集者有川の4名で城崎温泉、湯村温泉などを旅行。ヌード小屋、ぼったくりバーなどで豪遊。田中小実昌の破天荒な遊びっぷりに仰天する。編集者の有川に有名な写真家Sなら100万円くらいかかると聞かされる。余部鉄橋、日和山公園で海女の実演などを見物。
- 1981年4月 ノイローゼが小康状態となり、湯ヶ野、下田、須崎漁村などを2泊3日で家族旅行[35]。
- 1984年7月 湯ヶ野、湯ヶ島に2泊旅行。心身不調のため旅への関心が薄れる。年に1、2回の家族旅行程度[35]。
- 1985年5月 連休頃に持病の症状が軽快したため家族と1966年以来9年ぶりに奥多摩へ。自然の美に言葉もないほど感動する。特に御嶽駅前の渓谷美に心打たれる。日帰りの距離であるにもかかわらず長く来なかったことを後悔する。初日は五日市からバスで秋川谷沿いの本宿の国民宿舎に投宿。翌日網代鉱泉を訪問。風格のある茅葺屋根の豪壮な建物に惹かれ宿泊を願い出るも少人数は泊めないとモンペ姿の老婆に追い返され、奥多摩へ。御岳の割烹旅館「五州園」に宿泊。6000円以上の旅館に泊まったことのないつげが、初めて8000円の旅館に宿泊[111]。帰路には夫婦喧嘩をする。石拾いを試みるが一つも拾うことはできなかった。8月には下部、湯河原、箱根に3泊の旅行[27][45][注 8]。
- 1986年2月 千葉県館山で浄土宗の尼僧・八幡清祐に出会い、80歳を過ぎ乞食生活を続ける師の生き方に心打たれる。6月には、家族で鎌倉の寺巡りをし、長谷寺の門前で一泊。鎌倉大仏、建長寺などを見学。8月には、秩父を訪問。不動湯、紫原鉱泉に宿泊[27][45]。
- 1987年8月 家族3人で長野県の別所温泉、鹿教湯温泉を訪問。9月には友人と車で塩山鉱泉、恵林寺、放光寺を見物し石和温泉に宿泊[27][45]。11月上旬、「つげ義春研究会」研究旅行（15名）に同行し、甲斐路を訪問。甲斐国分寺跡、犬目宿、秘郷・秋山村を訪ねる。夕暮れ迫る深い峡谷の集落に灯が一つ二つ灯り、暗く哀しい「つげ義春の世界」が現出[64]。
- 1990年4月 山梨県の田野鉱泉、嵯峨塩鉱泉へ家族旅行。このころより山に惹かれるようになる。

## 趣味

### 読書
1970年代後半頃からは、自分自身が世の中に適合しておらず生きにくいと感じていたつげは、世の中が変わらないから自分を変えるしかないと考え、もっと生きやすい方法を模索するために読書に熱中した。ただし、読書で変わるという期待はなかったが、ただ教えられることはあった。少しずつではあるが、読書によって影響され方向が見えてきたという。もちろん最初からそういった目的意識があったわけではなく、後で考えそう感じた。私小説に熱中し、後は宗教書に熱中した。私小説に関しては、。フィクションとして読んではいるが作家の生き方や日常的な感じがよくわかり生き方の参考になった。また私小説家は貧乏や病気を抱えている場合が多く、一種の社会からのはみ出し者であるため、つげにとって親近感が持てリアリティがあった。生活レベルが自身に近いため、すんなり入ってくるがSFなどはこのために興味がない。
宗教書に関しては、あくまで病気を治すためであり、心理学の本も多く読んだが、神経症は単に自分自身の性格だけに原因があるのではなく、社会とのかかわり方によって症状が出ると分かった。宗教書では、頭ではある程度理解でき救われたという感はあったが、宗教書に説かれていることを実感として持たねば症状もなくならないと感じた。宗教の中でも、特に仏教のいうことがよく理解できて素晴らしいと感じた。ただ、自分の血肉化するように行動・実践の必要を感じた。知性や教養は救いにならない。座禅は体調の悪い時には行うが、無我の境地などにはなれない。無我の境地に入ろうなどと考えること自体よくない。禅の道場では1日のやるべきことは決まっており、それが作法になっている。作法に気を取られ考える時間も無くなるが、この「作務」を行って体を動かし、考える時間を失くしさらに座禅をする。これを何年もやりようやく無我の境地に行くのでしょう。人間は自我に苦しめられるが、自我はそもそもないものだというのが禅の教えであり、それが仏教の基本だ。本来自分というものはない。実体がないのに、それをあると錯覚している、それを悟らせようとするのが仏教だ。『蒸発』の中で山井に自分を「あってない」と観想するための方法、と言わせたり「私はちょっとこっちへ来ているだけ」と言わせたりしているが、宗教の先には「死」の問題がある。死を抜きにして宗教は考えられないが、これは難しい問題だ。だから古本屋の山井にああいうセリフを言わせた。井上井月を登場させ、「生と死」の境界線を描いた。井月は隠遁、とか完全な無用者になったが、隠遁というイメージはあまり好きではない。日本の伝統的な意味での隠遁は叛俗精神でもあった。その叛俗という甘さからワビやサビが出ると思う。唐木順三の『無用者の系譜』を読んで影響され『李さん一家』と『峠の犬』を描いた。文学では「私」を問題にするが、私の存在を問うのと宗教は微妙に違う。「私」なんてなかやさしいものじゃなく「死」だ。死が問題だ。だから法然、親鸞、一遍の浄土宗はいかに死ぬかが問題であって、いかに生きるかは禅宗に任せておけばいいなどと語っている。

### カメラ
1967年頃より興味を持ち始める。当初は漫画の取材用としてスケッチ代わりに使っていた。当時発売されたばかりのニコンの普及機・ニコマートFTNを購入。旅を始めたころに重なる。1970年頃からはコレクション的な興味も持ち始め、最初にオリンパス35を古道具店で入手したのがきっかけであった。自宅を兼ねた古道具屋であったため、冷やかしで出にくくなり、仕方なく同機を2000円で買ったものだったが、故障しており、いじっているうちに直った。それで写真を撮ったところ、レンズが柔らかく表現され、興味を持ち出した。それ以降、山ほどあったその店のカメラを安く入手し始めた。中にはキャノンS IIというライカ型の初期の珍品などもあったが、他の客に買われ悔しい思いをする。一時は250台くらい集め、日本の一眼レフの各メーカーの初号機など、国産の貴重品はトプコン、ズノー、コニカを除き、ほとんど取り揃えていた。レンズではライカが主力で、ズマリット、ズマール、エルマーなどソフトで味のあるレンズを好んだ。50mmレンズのボケを特に好み、ボケの出ないワイドレンズや重い望遠レンズは避けた。しかし、増えすぎて困っていたところ、「カメラ・コレクターズ・ニュース」というコレクター向けの本屋では売られていない雑誌の売買欄に目を付け「ピント商会」を設立。1年半から2年をかけてほぼ売り切る。安く出品したため、後になり、その間100万円程しか利益はなく、無駄な時間を潰したと後悔する。一時は古物商の免許を取り自宅で営業することも考えたが、仕入れが難しくなってきたためあきらめる。
特に、好きなカメラに小さいボルタ判の「スタート」と「リッチレイ」があった。シャッター速度は1/30秒単速で、絞りは3段階のものであったが、リッチレイではベークライト製でファインダーが取り外せるものがあった。つげはポルタ判を自分のテーマにするべく、あらゆるものを集めた。しかし、販売を行った際に四国のマニアに一括で売ってしまった。すると、その人が自慢たらしく雑誌に記事を投稿したことがあった。後に、その人物はポルタ判のコレクターとして日本一になったが、半分以上がつげから買ったものだった。また、新宿のA堂というカメラショップが店員を使い、つげのもとに身分を隠してマニアを装い買いに来たこともあり、後にA堂に行くとその店員がいたことで気付いたエピソードもある。それほど安く売りさばいていた。さらに日本橋の直井カメラにもかなりの珍品を譲っている。
赤瀬川原平が『ガロ』に書いたエッセイからは、つげがカメラに熱中していたのは1970年以前であることがうかがえる。石子順造とつげがかわるがわるに住んでいた新宿の十二社のアパートに当時のつげの部屋があり、つげとは面識のなかった赤瀬川は石子の案内で初めてそのアパートを夜に訪問する。石子はずかずかとつげのアパートに入っていくと、電灯の消えた部屋のドアを容赦なくつげが出るまでノックした。しばらく待った後で、つげは細目にドアを開け顔を出した。この時、つげは写真の現像・引き伸ばし中で、部屋には畳の上に引き伸ばし機や現像液、定着液などの入ったバットが並び、水洗のバットには風景写真が沈んでいた。レンジファインダーのキャノンやオリンパスも見えたという。赤瀬川は後に引っ越したばかりの団地の部屋にも訪ねたが、その時には、棚の上に段ボール箱がいくつかあり、未だ開封していないが中古カメラが詰まっていると聞かされた。赤瀬川は、つげのカメラの好みは「和風」であり、ライカ、コンタックス、フォクトレンダーなどの西洋の機種は好みじゃないような気がする、と述べている。

## その他

### 発言
- 最初から生きにくかった。この世の中に最初から馴染めない。そういう生きにくい自分が不安なんです。大多数はうまく適応しているのに、うまく合わせられない自分はおかしいのではないかと不安になる。どうにも社会に合わせられないから、自分なりの生き方を何とか開発しようと模索してきたが結局社会から抜け出たような状態で生きるしか、そういう気持ちになってきた。漫画家になったのも、一人でやれる気楽な商売と思ったのだが、実際は漫画のストーリー作りは、一つの現実を作る感じがある。部屋に閉じこもって世の中から外れる商売はないかと考えたが、古物商や古本屋、石屋、渡し守だった。しかし、最終的に一番外れるのは乞食（こつじき）でしょうね（1991年12月）[115]。
- 愛煙家だが、「ぼくの煙草は健康のためです。血管が膨張する病気なので、煙草で少し収縮させた方がいいのです」[116]。
- 「マンガは芸術ではないと思っている。しかし、どんな芸術も最終的には意味を排除することが目的だと思う。だから意味のない夢を素材にした一連の夢ものを描いたり、夢日記を付けたりした」[116]。
- やっぱり娯楽漫画には興味ないです[117]。
- 選挙では「毎回入れるとこ（=投票政党）変わる」と言いつつ、『つげ義春日記』の1976年の項では自分は貧乏なので日本共産党に入れたと述べており、2013年の参院選でも「はい、やっぱり共産党に入れましたよ」「保守系に対抗できるのは他にないですから。でも政治思想にはまったく関心ないですね」と語っている[116]。

### 原画
『ガロ』以降の作品は、すべてつげ義春自身で保管しているが、『必殺するめ固め』（1979年）だけは川崎市民ミュージアムが購入した。この作品は完成作ではなかったため、下書きや書き損じを雑誌などにはさんで古紙回収に出したものを抜いた者がいて、売りに出されたものを川崎市民ミュージアムが買ったらしい。

## 精神科医・心理学者の解釈

### 福島章
精神科医で専門は犯罪精神医学の福島章は、つげ作品の時期を5期に分類した。
第1期
習作期 - 模倣時代。白土三平、手塚治虫などに影響された描法で、彼らを真似ることでつげは漫画家に「なった」。
第2期
初期 - 貸本漫画時代。先人の影響を残しながらも、ストーリー展開や構成にいくらかユニークなものが現れる。しかし、このころまでの作品だけであったなら、読み捨てられ凡百の作家で終わっていた。
第3期
中期 - 貸本漫画時代。『沼』に始まる、つげ独自の世界を構築する時代。この時期の作品が全共闘世代とつげを結び付けた。
第4期
絶頂期 - 『ねじ式』、『ゲンセンカン主人』を頂点とする、きわめて短い、しかし衝撃的な作品を発表した時期。
第5期
弛緩期 - 自己模倣期。自作の傑作の森の贋金作りをしていた。ムンクが『叫び』その他の傑作を、さまざまな形で模倣したがごとく。屈折したアイロニーという魅力があるとはいえ、緊張した迫力は喪失している。自己模倣とは『ゲンセンカン主人』に対する『やなぎ屋主人』、『山椒魚』に対する『蟹』など。
第6期
虚脱期 - 「旅日記」ものや「夢日記」ものなどを主に『夜が掴む』、『退屈な部屋』、『必殺するめ固め』以降の作品で、構成力の低下が著しい。

### 河合隼雄
ユング派の河合隼雄は、つげの性格を「内向 - 感覚型」ととらえ、つげが同時代に与えた衝撃を、現代社会の持つ外向的思考、外向的感覚に対するアンチテーゼの提起によると考えた。『沼』を分析することによって、内向 - 感覚型人間の持つ「溶解体験」、「自我同一性の崩壊の危険」を指摘。作中の主人公の青年の沼への発砲を、距離を取り戻すための「儀式」と解釈した。

### 横山博
ユング派の横山博は「『ゲンセンカン主人』と『もっきり屋の少女』-つげ義春の引き裂かれた女性イメージ」と題する論文で『ゲンセンカン主人』を例に挙げ、 つげの赤面恐怖症を統合失調症の前駆症状ないしは近縁領域と捉え、つげが少年期にエリク・H・エリクソンのいう「基本的信頼」の欠如やマイケル・バリントの「基底欠損」にさらされざるを得なかったことでユング的にいう「母親原型」に守られた形での幼児・子供原型を生き切れなかったとみている。これはつげの母が生活に追われ、つげに対し母性を与えるだけの余裕がなく、つげの著作からは兄への愛情は語られるが、母への愛情は語られていないことなどから推測して、満たされなかった母性への強い渇望があり、それが現代人が持つ不安とともに『ねじ式』に描かれることとなったとし、つげは「所定めぬ異邦人（エトランゼ）」なのだという。多くの人が持つ安心感を持つことができる逗留場所である場所や母性がつげには得られなかったことが、彼が近代化に取り残され既視感を伴うような辺鄙な温泉場へ赴くことで地域の共同体からこれまでに渇望しても得られなかった「母なるもの」を体験する。また、『ゲンセンカン主人』のラストシーンの2人のそっくりな男の遭遇は精神病理学的には「ドッペルゲンガー」に酷似しているという見方を示した。自分自身の分身と出会うとき、周囲は嵐になる。内面の不安、恐怖の外部空間への投影がラストシーンだという。

## 主な作品

### 漫画
以下、発表順
1954年（昭和29年）
- 犯人は誰だ!!（1954年10月、「痛快ブック」（芳文社））
- きそうてんがい（1954年10月）

1955年（昭和30年）
- 青空浪人（1955年4月、「痛快ブック」（芳文社））
- 白面夜叉（1955年5月、単行本（若木書房））
- とんちんかんちゃん（1955年5月、「痛快ブック」（芳文社）））
- 涙の仇討（1955年6月、単行本（若木書房））
- しまった（1955年7月、「痛快ブック」（芳文社）））
- たすけてー（1955年8月、「痛快ブック」（芳文社）））
- 愛の調べ（1955年9月、単行本（若木書房）
- のら犬物語（1955年9月、「痛快ブック」（芳文社））
- 片腕三平（1955年10月、単行本（若木書房））
- 戦雲のかなた（1955年11月、単行本（ひばり書房））
- へんな野球（1955年11月、「痛快ブック」（芳文社））
- のっぽ専用（1955年12月、「痛快ブック」（芳文社））

1956年（昭和31年）
- ジャングルにさるまわしがあったなら（1956年1月）
- 能祭の乙女（1956年2月）
- 暁の銃声（1956年7月）
- 生きていた幽霊（1956年11月）

1957年（昭和32年）
- 港のリリーちゃん（1957年2月）
- 地獄への招待（1957年2月）
- 走れ！ぼろバス（1957年3月）
- 仮面の少女（1957年4月）
- 吹雪の中の顔（1957年6月）
- 四つの犯罪（1957年6月）
- 犯人はだれ？（1957年7月）
- 暁の非常線（1957年7月）※1960年9月「影の男」に改題
- 七つの墓場（1957年8月）※1960年12月「犯人を挙げろ」に改題
- どろぼうと少年（1957年9月）
- ゆうれい船長（1957年10月）
- 狂人屋敷の謎（1957年10月）※1960年10月「謎」に改題

1958年（昭和33年）

- 西洋館のひみつ（1958年1月）
- 恐怖の終列車（1958年2月）
- 恐怖の灯台（1958年3月）
- 船虫小僧の冒険（1958年4月〜9月）
- 幕末風雲伝（1958年6月）
- のろわれた仮面（1958年8月）
- のろわれた刀（1958年8月）
- 三人の逃亡者（1958年8月）
- おばけ煙突（1958年11月）
- ある一夜（1958年12月）

1959年（昭和34年）
- 不思議な手紙（1959年2月）
- うぐいすの鳴く夜（1959年5月）
- クロ（1959年7月）
- 手錠（1959年8月）※1959年8月版は実弟・つげ忠男との共作・1966年3月に改稿
- 鉄路（1959年9月）
- どくろの秘密（1959年10月）
- 賭け（1959年11月）
- 裁く（1959年11月）
- 親分（1959年12月）
- 墓をほる影（1959年12月、『痛快ブック』（芳文社）） - 1999年、北冬書房高野慎三によって新発見された作品。若木書房の『迷路』に毎月短編を発表していた当時の1年ぶりの雑誌向け長編だが、つげ自身も全く記憶がなかった。

1960年（昭和35年）
- 殺し屋（1960年1月）
- 古本と少女（1960年2月）※1966年9月に改稿
- 腹話術師（1960年2月）
- 武蔵秘話3 妖刀村正（1960年3月）※のち作品リストから抹消。つげ義春によると「五味康祐の完全な盗作」であり、その後どの単行本にも再録していない。
- 老人の背中（1960年4月）
- 灼熱の太陽の下に（1960年4月）※1966年12月に改稿・同時にタイトルを「蟻地獄」に改題
- ホワイヴ・ダイス（1960年4月）
- 四人の素人（1960年5月）
- 非情（1960年6月）
- 忍者狩り（1960年8月）
- 怒れる小さな町（1960年9月）
- 穴（1960年10月）
- 鬼面石（1960年11月）
- 一発（1960年12月）

1961年（昭和36年）
- 女忍（1961年2月）※1966年12月に改稿
- 月姫さま（1961年4月）
- 戦国悲話（1961年5月）
- なぜ殺らなかった（1961年6月）
- 忍者くん（1961年7月）

1963年（昭和38年）
- 野盗の砦（1963年4月）
- 狂った忍者（1963年9月）
- 忍びの城（1963年12月）

1964年（昭和39年）
- 流浪人別帳（1964年2月）
- 見知らぬ人々（1964年3月）
- 上忍下忍（1964年7月）
- 忍者絶命（1964年12月）※1965年9月「奴隷侍」に改題

1965年（昭和40年）
- 一刀両断（1965年2月）
- ねずみ（1965年3月）
- 目には目を（1965年4月）
- 右舷の窓（1965年6月）
- 行ったり来たり（1965年8月）
- 噂の武士（1965年8月）
- 西瓜酒（1965年10月）
- 死にたい気持ち（1965年11月）
- 運命（1965年12月）
- 下町の唄（1965年12月）

1966年（昭和41年）
- 不思議な絵（1966年1月）※1966年12月に改稿
- 兄貴は芸術家（1966年2月）
- 沼（1966年2月）
- チーコ（1966年3月）
- 初茸がり（1966年4月）

1967年（昭和42年）

- 通夜（1967年3月）
- 山椒魚（1967年5月）
- 李さん一家（1967年6月）
- 峠の犬（1967年8月）
- 海辺の叙景（1967年9月）
- 紅い花（1967年10月）
- 西部田村事件（1967年12月）

1968年（昭和43年）
- 長八の宿（1968年1月）
- 二岐渓谷（1968年2月）
- オンドル小屋（1968年4月）
- ほんやら洞のべんさん（1968年6月）
- ねじ式（1968年6月）
- ゲンセンカン主人（1968年7月）
- もっきり屋の少女（1968年8月）

1970年（昭和45年）
- 蟹（1970年1月）
- やなぎ屋主人（1970年2月-3月）

1972年（昭和47年）
- 夢の散歩（1972年4月）
- 夏の思いで（1972年9月）

1973年（昭和48年）

- 下宿の頃（1973年1月）
- 大場電気鍍金工業所（1973年4月）
- 懐かしいひと（1973年8月）
- リアリズムの宿（1973年11月）

1974年（昭和49年）
- 事件（1974年4月）
- 枯野の宿（1974年7月）
- 義男の青春（1974年11月）

1975年（昭和50年）
- 庶民御宿（1975年4月）
- 退屈な部屋（1975年10月）

1976年（昭和51年）
- 夜が掴む（1976年9月）

1977年（昭和52年）
- アルバイト（1977年1月）

1978年（昭和53年）
- コマツ岬の生活（1978年6月）

1979年（昭和54年）
- 外のふくらみ（1979年5月）
- 必殺するめ固め（1979年7月）
- ヨシボーの犯罪（1979年9月）
- 魚石（1979年10月）

1980年（昭和55年）
- 日の戯れ（1980年1月）
- 窓の手（1980年3月）
- 会津の釣り宿（1980年5月）

1981年（昭和56年）
- 少年（1981年7月）
- 近所の景色（1981年10月）
- 雨の中の慾情（1981年12月）

1984年（昭和59年）
- 散歩の日々（1984年6月）
- ある無名作家（1984年9月）
- 池袋百点会（1984年12月）

1985年（昭和60年）
- 隣りの女（1985年3月）
- 石を売る（1985年6月）
- 無能の人（1985年9月）
- 鳥師（1985年12月）

1986年（昭和61年）
- 探石行（1986年3月）
- カメラを売る（1986年6月）
- やもり（1986年9月）
- 蒸発（1986年12月）

1987年（昭和62年）
- 海へ（1987年3月）
- 別離（1987年6月・9月）

### 未発表作
高野慎三によると、つげが構想した作品の半数近くが、陽の目を見ずに終わっているという。それらは外的な理由ではなく、つげ自身の「個人的事情」による。「創作ノート」というような形でも残されておらず、高野によれば、つげはその点「いさぎがよかった」らしく、それがつげの生き方のある種の徹底性につながっていると見ている。1967年から1968年にかけての『李さん一家』に始まる名作の数々の発表される陰で消えていった作品も1つや2つではなく、また、当初は文庫本ほどの創作ノートに書き込まれていたものの、いつしか散逸したのだという。つげは高野にひとつの物語を語り終えると、必ず作品化し発表してほしいと懇願する高野に、「話しちゃえば落ち着くんですよね。描いたからってどうということありませんからね」と呟いた。高野には「発表しない」という行為も重要なことに思えたという。以下に未発表作品の一部を紹介する。

#### 『南風』
100ページ以上の長編。漂流譚の一種であり、ヘミングウェイの『老人と海』や井伏鱒二の『ジョン万次郎漂流記』などがヒントになった可能性がある。当時、雑誌『ガロ』では白土三平の『カムイ伝』が連載中で、それに触発された可能性もある。水彩色で波間に漂う漁船の表紙絵まで仕上がっていた。しかし当時は水木しげるのアシスタントをつとめており、長編を描く時間がないという単純に物理的な理由により手が付けられなかった。その後の『長八の宿』で「ジッさん」の過去が語られるくだりに『南風』のシチュエイションの片鱗がうかがえる。ただ『南風』の漁師は松崎ではなく、人家の少ない孤島に漂流し、一切の過去への想いを断ち切り、孤独のうちの生を送るという筋書きであったという。『南風』が『峠の犬』前後の構想であったことを考え合わせれば、つげが描こうとしていたテーマは大体の察しが付くと高野は語っている。

### 随筆

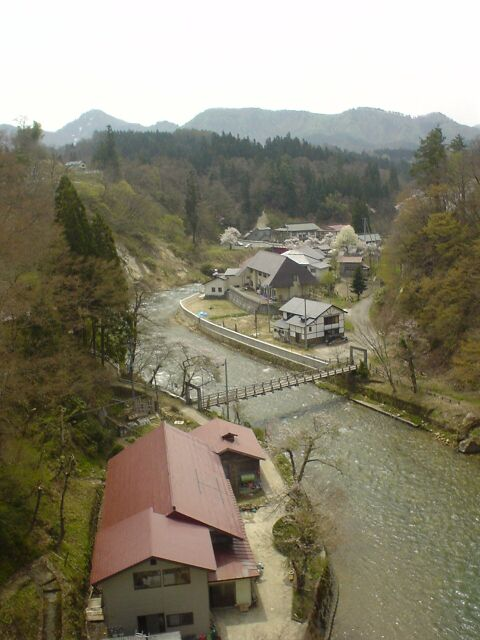
『つげ義春の温泉』の表紙を飾った西山温泉 (福島県)

- つげ義春流れ雲旅（朝日ソノラマ、1971年／旺文社文庫、1982年9月）

共著で、画：つげ義春、文：大崎紀夫、写真：北井一夫
- つげ義春流れ雲旅（朝日新聞出版、2023年1月）、ISBN 978-4-0225-1877-4

50年を経ての改訂復刊、大崎・北井との鼎談も収録
- つげ義春が語る旅と隠遁（筑摩書房、2024年4月）、約半世紀間の対談、インタビューを集成
- つげ義春とぼく（晶文社、1977年／新潮文庫、1992年）
- 猫町紀行（三輪舎、1982年） - 豆本
- つげ義春旅日記（旺文社文庫、1983年6月）
- つげ義春日記（講談社、1983年12月／講談社文芸文庫、2020年3月）
- 貧困旅行記（晶文社、1991年／新潮文庫、1995年）
- つげ義春の温泉（カタログハウス、2003年／ちくま文庫、2012年）

### 映像化作品
- 紅い花（NHK、1976年）演出：佐々木昭一郎
- 無能の人（映画、1991年）監督：竹中直人
- ゲンセンカン主人（映画、1993年）監督：石井輝男
  - 第1話 李さん一家
  - 第2話 紅い花
  - 第3話 ゲンセンカン主人
  - 第4話 池袋百点会
- つげ義春ワールド（テレビ東京、1998年）全12話
  - 退屈な部屋 監督：豊川悦司 1999年第36回ギャラクシー選奨受賞 1998年7月TVギャラクシー賞受賞
  - 懐かしいひと 監督：豊川悦司
  - 散歩の日々 監督：長尾直樹
  - 無能の人（前後編）監督：望月六郎
  - ある無名作家 監督：伊藤秀裕
  - 別離（前後編）監督：望月六郎
  - やもり 監督：伊藤秀裕
  - 義男の青春（前後編）監督：安藤尋
  - 紅い花 監督：渡辺武
- ねじ式（映画、1998年）監督：石井輝男
- 蒸発旅日記（映画、2003年）監督：山田勇男
- リアリズムの宿（映画、2004年）監督：山下敦弘
- 雨の中の慾情（映画、2024年）監督：片山慎三
- 旅と日々（映画、2025年）監督：三宅唱（原作：海辺の叙景、ほんやら洞のべんさん）

### ゲーム
- 名作浪漫文庫 ねじ式（PC-9800シリーズ、X68000用。制作：ツァイト、ウィル）

### 装画
- 柴田道子編『日本のお母さんたち』（ぺりかん社、1972年）
- 『太陽』1976年1月号「特集 日本温泉旅行」（平凡社、1975年）
- 大崎紀夫『全国雑魚釣り温泉の旅』（潮出版社、1979年）
- 荒川洋治『ボクのマンスリー・ショック』（新潮文庫、1985年）
- 種村季弘・池内紀編『温泉百話 東の旅／西の旅』 （ちくま文庫、1988年）
- 高野慎三『旧街道』（北冬書房、1990年）
- 梶井純『骨董紀行』（北冬書房、1992年）
- 『藤澤清造貧困小説集』（龜鳴屋、2001年）
- 川本三郎『時には漫画の話を』（小学館、2012年）
- 佐々木通武『短編集 影絵の町―大船少年記』（北冬書房、2017年）

## 関連文献

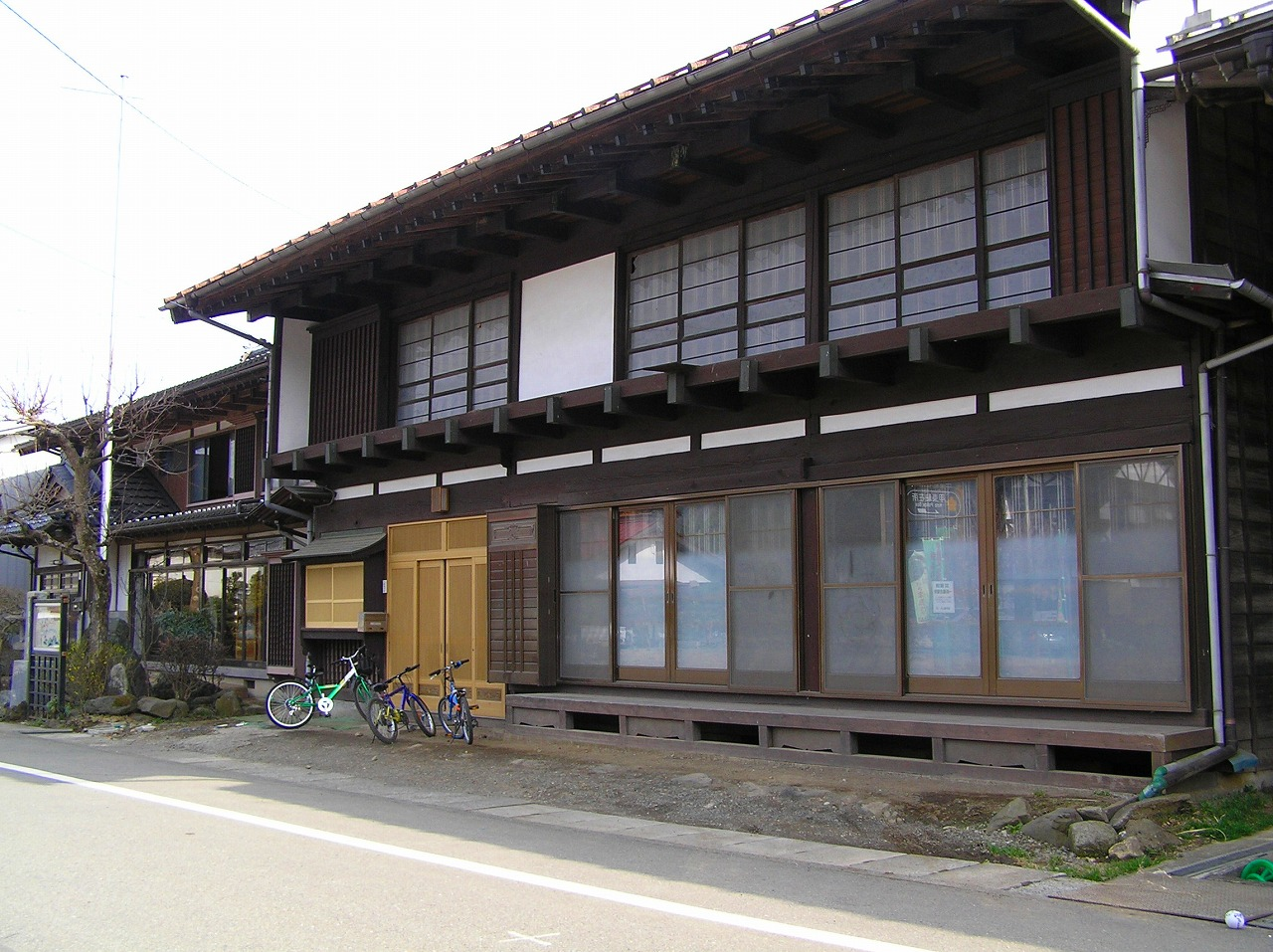
高野慎三は、著書で『猫町紀行』の宿場町が、野田尻宿であったことを看破する。

- つげ義春幻想紀行（権藤晋、立風書房 1998年）
  - 増補版 つげ義春を旅する（高野慎三、ちくま文庫 2001年4月）、本名で再刊
- つげ義春1968（高野慎三、ちくま文庫 2002年9月）
- つげ義春漫画術（上・下、ワイズ出版 1993年10月）

聞き手・構成：権藤晋、上巻：ISBN 4948735183 / 下巻：ISBN 4948735191
- つげ義春を読む （清水正 現代書館 1995年、増補版2008年）
- つげ義春を解く （清水正 現代書館 1997年）
- つげ義春を読め （清水正 鳥影社 2003年）
- つげ義春 夢と旅の世界（つげ自身と戌井昭人 東村アキコ 山下裕二 共著 新潮社「とんぼの本」 2014年9月）
- つげ義春 名作原画とフランス紀行（つげ自身とつげ正助、浅川満寛（元・担当編集）、新潮社「とんぼの本」 2022年6月）
- つげ義春 「ガロ」時代 （正津勉、2020年 作品社）
- つげ義春 「無能の人」考 （正津勉、作品社 2021年）
- つげ義春賛江　偏愛エッセイ・評論集（山田英生編、双葉社、2023年）、つじ作品へのエッセイ、書評を集成

### 雑誌特集
- 「アックス」第119号 特集・つげ義春 生誕80周年記念 祝・トリビュート!（青林工藝舎 2017年10月）ISBN 978-4-88379-440-9

## 関連人物
- 権藤晋（高野慎三） - 北冬書房を主催。『ねじ式』をはじめとする代表作を世に出すために尽力した立役者。「メメクラゲ」で誤植の歴史に名を残す[127]。
- 夜久弘 - 日本文芸社で長年、編集者を務める。『カスタムコミック』の副編集長時代に、つげに作品を依頼し、それが縁で1984年、つげの作品をメインとする漫画雑誌『COMICばく』を創刊、1987年まで編集長を務めた。
- 水木しげる
- 岡田晟
- 竹中直人
- 石井輝男
- 北井一夫 - 1970年代初頭に、つげともに、下北半島（青森県）や国東半島（大分県）などの僻地への撮影旅行を繰り返し、アサヒグラフに発表。その後、単行本『つげ義春流れ雲旅』（朝日ソノラマ 1971年、共著 絵:つげ義春、文章:大崎紀夫、写真:北井一夫）として刊行。すでに失われていた日本の原風景や昭和の日本人を記録するなど当時写真が都市を志向するなか、「村」にこだわる強い姿勢を示した[128]。2016年 には、1970年代につげとともに訪れた僻地の村を収めた写真集『流れ雲旅』（ワイズ出版）を刊行[128]。
- 佐野史郎
- 岡田奈々
- 杉作J太郎
- 畑中純
- 石子順造
- 山下裕二 - 2014年1月号『芸術新潮』誌上にて、つげへの4時間ロングインタビューのインタビュアーをつとめる。
- 井上井月 - 江戸時代の俳人[129]。『無能の人』の最終話である第6話「蒸発」に登場[129]。同作の主人公がその生き方に共鳴している[129]。

### つげが影響を与えた人物
- 紅子 - 元吉原高級ソープランド嬢で、引退後に全国各地の遊郭・赤線・風俗街などを撮影し写真集やYouTubeに発信。つげのファンで、紅子の「紅」はつげの『紅い花』の意味もあると語っている。
- 日野日出志 - 1966年の「チーコ」に大きな衝撃を受け、「つげ義春のようなマンガを描きたい」という思いでマンガを描きつづけたという[130]。
- はるき悦巳 - 「つげ義春がめっちゃ好きやね。今はそう読めなくなったけど、もう、漫画描くのいやになるくらい好きやからね」[131]、「同じ雑誌に載るというだけで、何もつげ義春と机を並べて仕事する訳でもないのだが、「あのつげ義春と共演できる！！」と思うとボーっとなって自分を見失ってしまうのだ」[132]と発言している。
- 蛭子能収 - 「それまでの旅物とか温泉物は、それ程好きっていう訳ではなくて、『ねじ式』を読んで一変しましたねえ」[133]、「映画の世界では、芸術映画ってたくさんありましたけど、漫画の世界では、そんなことありえないって思ってたんですよ。漫画は、普通のストーリーで進んでいくものだって。でも、つげ義春さんの『ねじ式』っていうのを読んで、ビックリしたんですよ。漫画でもこんな芸術っぽいものが出来るんだ、受け入れられるんだって。強い影響を受けましたね」[134]と発言している。
- 雁屋哲 - 「つげ義春を一言で表現したいと思ったら「天才」という言葉以外は思い浮かばない」、「つげ義春の作品を、日本人全員は読め、と私は言いたい」と絶賛している[135]。
- 佐藤秀峰 - 高校生の時に初めてつげ義春の作品を読み、最初は意味がわからなかったが、やがて絵の魅力に取り憑かれ、「僕は原稿中のベタの面積が比較的大きい（画面が黒っぽい）漫画家なのですが、これは間違いなくつげさんの影響です。それまで、漫画は線画が基本であると思っていた僕にとって、線じゃなく白と黒という色で表現する漫画があることに驚き、強烈にカッコイイと思いました。絵を眺めるだけでも飽きず、繰り返し読みました。もちろん（？）模写もしまくりましたよ」[136]と発言している。
- 弘兼憲史 - 影響を受けた漫画家の名に手塚治虫、上村一夫、つげ義春、永島慎二を挙げ、「最初は手塚さんで、それから永島さんの『漫画家残酷物語』で、大学時代はつげさんの『ねじ式』、あと上村さんの『怨獄紅』や『密猟記』『同棲時代』あたりをずっと読んでいました」[137]と発言している。
- 川上弘美 - 好きな漫画家の名を挙げて「白土三平、手塚治虫に始まり、萩尾望都、大島弓子、山岸凉子、つげ義春につげ忠男、いがらしみきおに諸星大二郎、しりあがり寿」と発言している[138][139]。
- 小西康陽 - 「小学校高学年の時に、なんか家庭教師の人が、早稲田の学生さんの人が来てて、その人がいろんないっぱい新しいマンガとか教えてくれて、「ガロ」とか読んでた。つげ義春とか佐々木マキとか好きになって」と発言している[140]。
- 植芝理一 - 『ねじ式』に影響を受けた独自の作風を持つ。
- 花輪和一 - 『ねじ式』を読み衝撃を受け漫画家を志す。
- 江口寿史 - 好きな漫画家の筆頭につげ義春を挙げ[141]、「ねじ式」のパロディ作品「わたせの国のねじ式」を発表している。
- よしながふみ - 「わたしは、つげ義春さんのマンガが好きで」と表明[142]。「つげさんのマンガの中で、売ろうとしていた石が全然売れなくて、奥さんがばーんてその石を投げて、もう、こんなのやだーっ、あんたにはマンガしかないのよって言って、後ろに喘息の子どもがうぇーって泣いてて、最後にお寺の鐘がゴーン。あれ、元気出るんです、すっごい。もう何度読んでも、このゴーンてとこで元気が出ます」と発言している[142]。
- 久住昌之 - 高校時代『つげ義春作品集』をきっかけにつげファンとなり、特に『つげ義春とぼく』を「奇跡の一冊」と絶賛している[143]。
- 逆柱いみり - 『ねじ式』を読み漫画家を志す。